# Siano
Siano è un comune italiano di 9 240 abitanti della provincia di Salerno in Campania nell'agro Nocerino Sarnese.

## Geografia fisica
Siano è un centro agricolo, commerciale ed artigianale situato in una valle a circa 120 m sul livello del mare.
Il comune è posizionato nell'estrema parte nord-ovest della provincia di Salerno, e per un segmento del suo perimetro confina con la vicina provincia di Avellino (in particolare con il comune di Quindici) ed è alle porte della pianura sarnese vesuviana.
Siano è sito all'interfaccia tra l'Agro nocerino-sarnese propriamente detto e la valle dell'Irno: per tale motivo, esso rientra nei progetti di zona di entrambe le aree territoriali.

### Territorio
La vallata in cui sorge Siano è conosciuta anche come Valle dell'Orco.

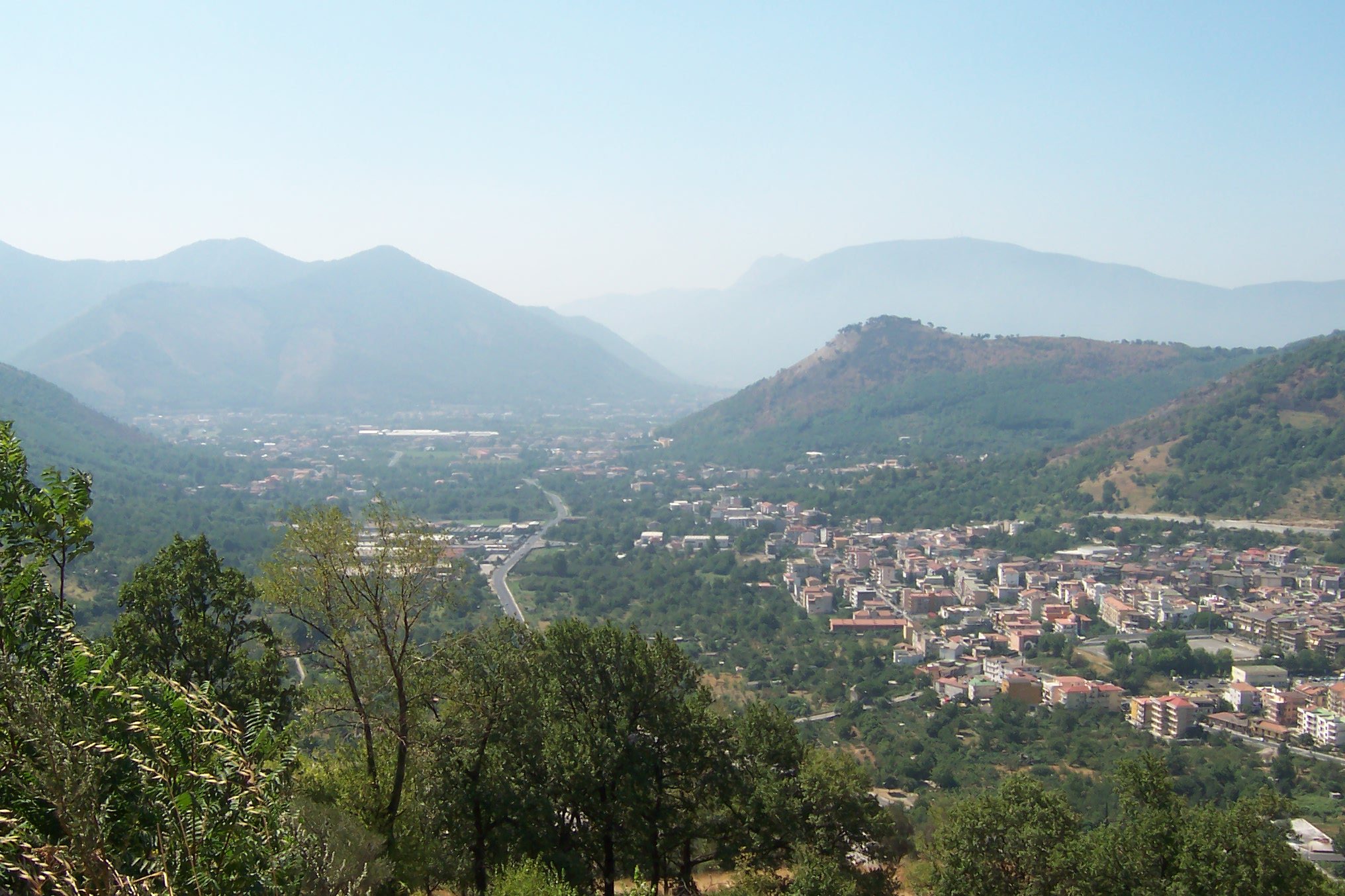
Ingresso principale alla vallata di Siano, Valle dell'Orco, sullo sfondo il monte Faito.

Tale nome ha origini antiche, molto probabilmente legato alle condizioni climatiche che vedevano un forte vento soffiare per lunghi periodi durante l'anno. Oppure, secondo un'altra interpretazione basata sulla tradizione tramandata oralmente, l'"Orco" alluderebbe ad Annibale che, proveniente dalla pianura di Sarno e imboccando il tracciato che sarebbe poi diventato la via Popilia, attraversò il passo in prossimità dell'attuale rudere Campanile dell'Orco sito in località Montagna Spaccata di Lanzara nel vicino comune di Castel San Giorgio e stazionò nella vallata sianese nel 216 a.C., mettendola a ferro e fuoco con tutto il circondario durante l'assedio di Nuceria Alfaterna.
La conca è circondata dai tre monti principali Le Porche, Iulio e Bosco Borbone, e presenta un paesaggio di tipo collinare/montano.
Il territorio comunale si estende su una superficie di circa 8,57 km² e risulta compreso tra i 104 m (in località Starze di Valesana) e i 952 m (vetta del monte Le Porche) s.l.m., presentando quindi un'escursione altimetrica complessiva pari a 848 m.
Siano appartiene a una zona sismica caratterizzata da un livello di pericolosità medio-alta ("zona 2"), secondo l'attuale scala di Classificazione sismica dei Comuni Italiani (datata 2006).

### Morfologia

#### Monti
I monti sianesi sono costituiti tipicamente da un basamento roccioso calcareo su cui si sono depositate nel corso dei millenni spesse coltri di piroclastiti vulcaniche, cioè ceneri e lapilli eruttati:
- dapprima dagli apparati vulcanici ora quiescenti di Ischia (in attività da 150000 anni fa fino al 1302) e dei monti Flegrei (in attività da 39000 anni fa fino al 1538),
- in seguito dal complesso del monte Somma-Vesuvio (in attività da 25000 anni fa fino al 1944).

I depositi piroclastici attualmente presenti sui monti dell'intera area sarnese si sono formati negli ultimi 42000 anni, anche se il contributo principale presente tutt'oggi è il residuo delle fasi eruttive più importanti del monte Somma-Vesuvio, da quella di 25 000 anni fa all'ultima imponente del 1631.
In particolare, i carotaggi effettuati nel terreno evidenziano la sovrapposizione degli strati depositati delle seguenti eruzioni "preistoriche" del Somma-Vesuvio che, essendo molto potenti e vaste, insistettero direttamente anche sulla vallata sianese:
- eruzione di Codola (circa 25 000 anni fa)[8][9]
- eruzione di Sarno (circa 17 000 anni fa)[10]
- eruzione di Novelle (circa 15 000 anni fa)
- eruzione di Ottaviano, detta anche di Mercato (circa 8000 anni fa)[11]
- eruzione di Avellino (circa 3 700 anni fa).[12]

Le seguenti eruzioni "storiche" invece non insistettero direttamente sulla vallata sianese ma depositarono cenere e materiale piroclastico secondario, trasportati dal vento dalle nubi eruttive:
- eruzione di circa 2 900 anni fa
- eruzione del 79[13][14]
- eruzione del 472[15]
- eruzione del 1139
- eruzione del 1631[16][17]
- eruzione del 1944.

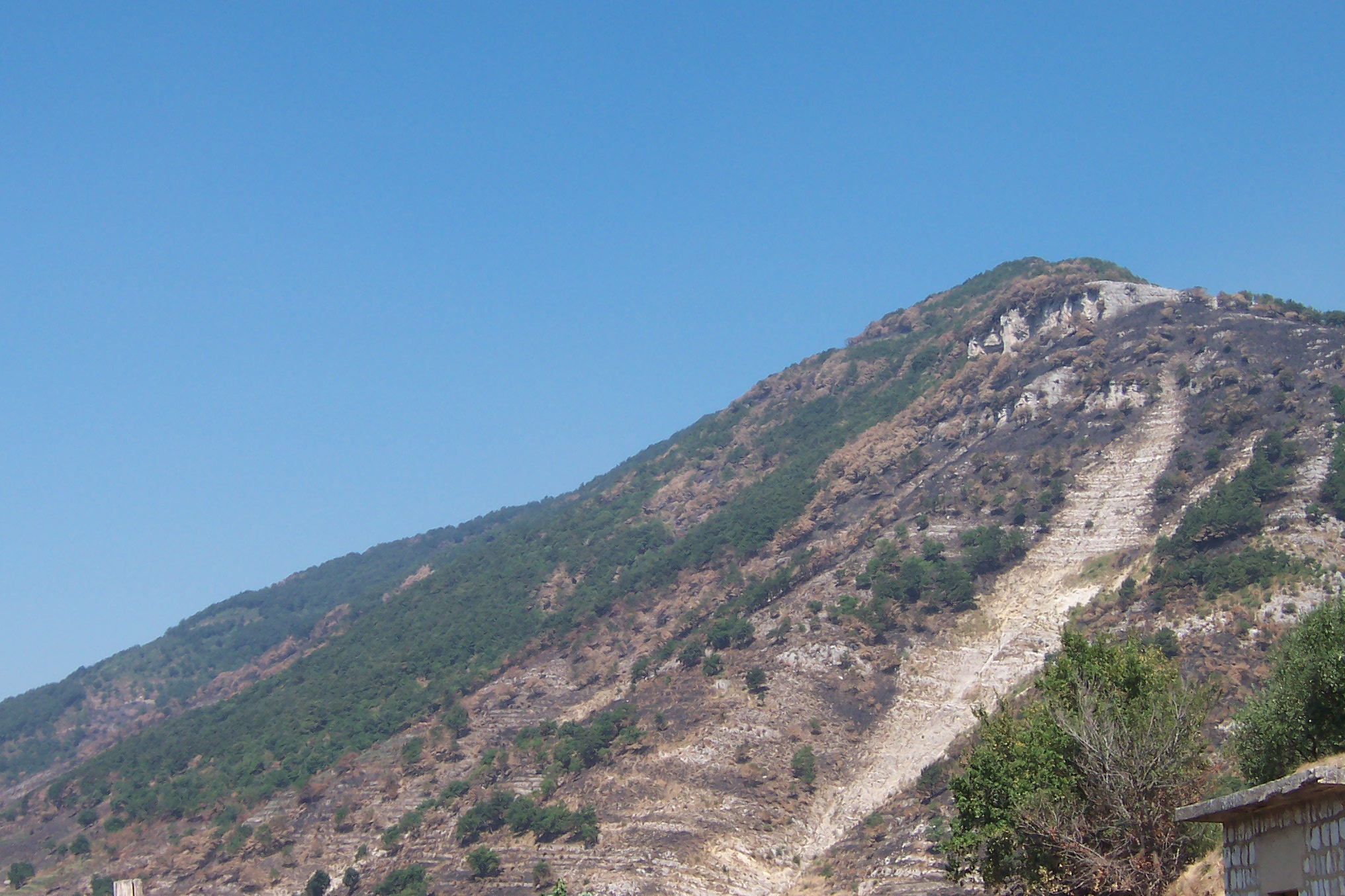
I segni della frana del 5 maggio 1998 sul monte Le Porche

La vetta maggiore della vallata sianese è il monte Le Porche situato a nord del territorio urbano e alto circa 952 m. Esso possiede una propaggine minore verso est detta Colle Vavere, di 470 m. Il nome "Le Porche" deriva probabilmente dalla tipologia degli allevamenti suini che vi si tenevano copiosi in passato. In cartografia esso è indicato anche come monte La Foresta in quanto era fittamente ricoperto da piante ad alto fusto, come quercia e cerro. I pascoli del monte Le Porche sono costituiti da una gariga con prevalenza di piccoli arbusti e attualmente risultano particolarmente adatti allo sfruttamento da parte dei caprini.
A partire dagli anni ottanta, il monte è stato soggetto ad un visibile fenomeno di disboscamento alle pendici, acuito soprattutto dagli incendi estivi. Il monte Le Porche fu coinvolto negli eventi franosi che seminarono morte e distruzione nel territorio comunale il 5 maggio 1998, i cui segni sono ancora ben visibili nella caratteristica raschiatura degli avvallamenti sul fianco della montagna che ne evidenziano il substrato calcareo. Le frane del 5 maggio 1998 interessarono tutte la stessa dorsale (i monti Picentini), nel caso specifico il blocco del monte Pizzo d'Alvano (1134 m) e dintorni, e colpirono duramente anche il comprensorio dei comuni limitrofi quali Sarno, Quindici e Bracigliano. 

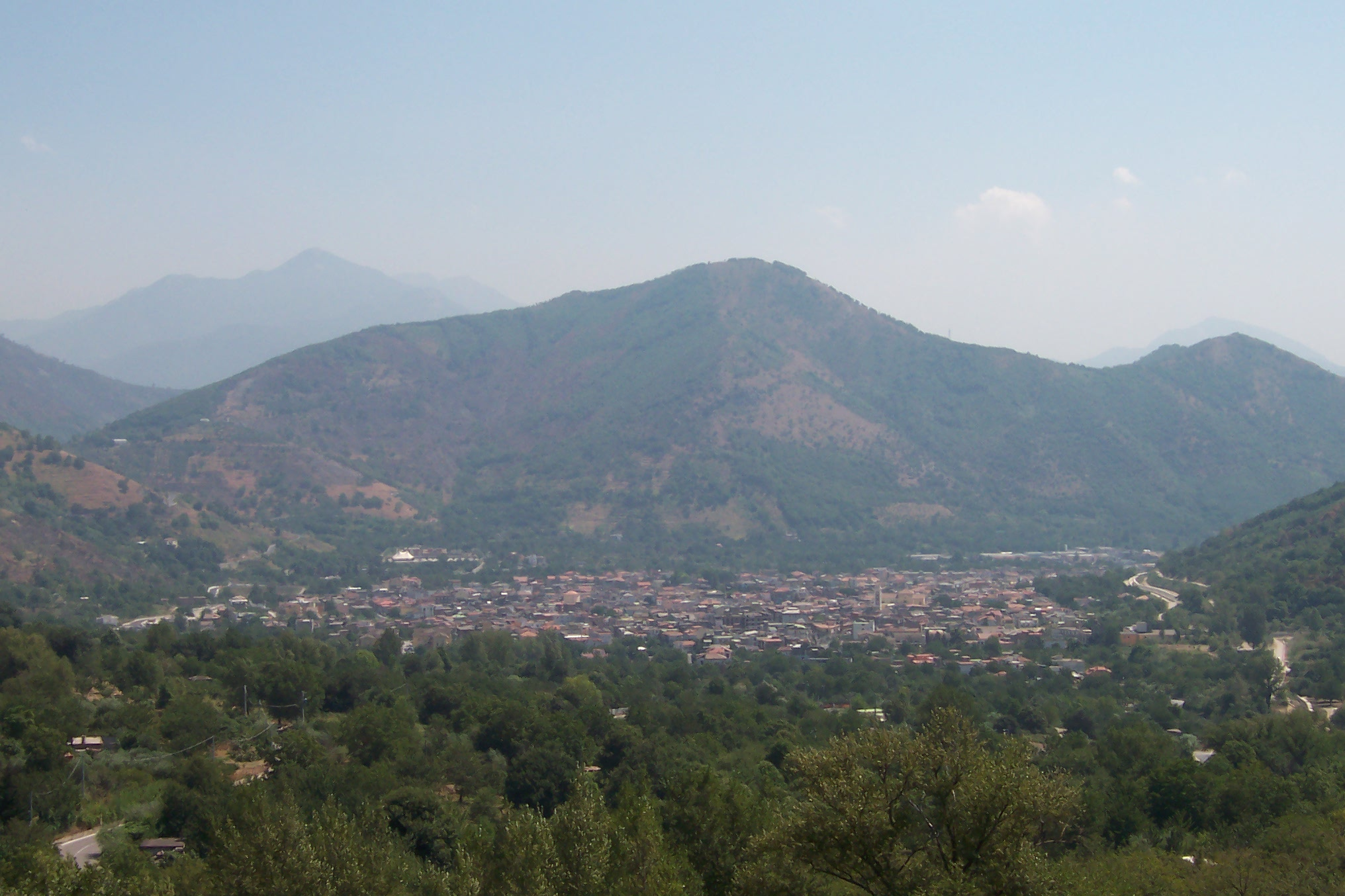
Monte Iulio visto da La Cappella

Il monte Iulio è alto circa 623 m e cinge la vallata da est. La vetta maggiore è anche nota col nome di monte Poggio Coviglia, mentre la leggera propaggine in direzione nord verso Bracigliano è nota come Colle Petraro ed è alto 490 m e infine, proseguendo verso sinistra di chi guarda il monte dalla vallata di Siano, in direzione nord-ovest, si trova il più basso Colle Cognulelle (che ospita il ripetitore televisivo), a quota 313 m. 

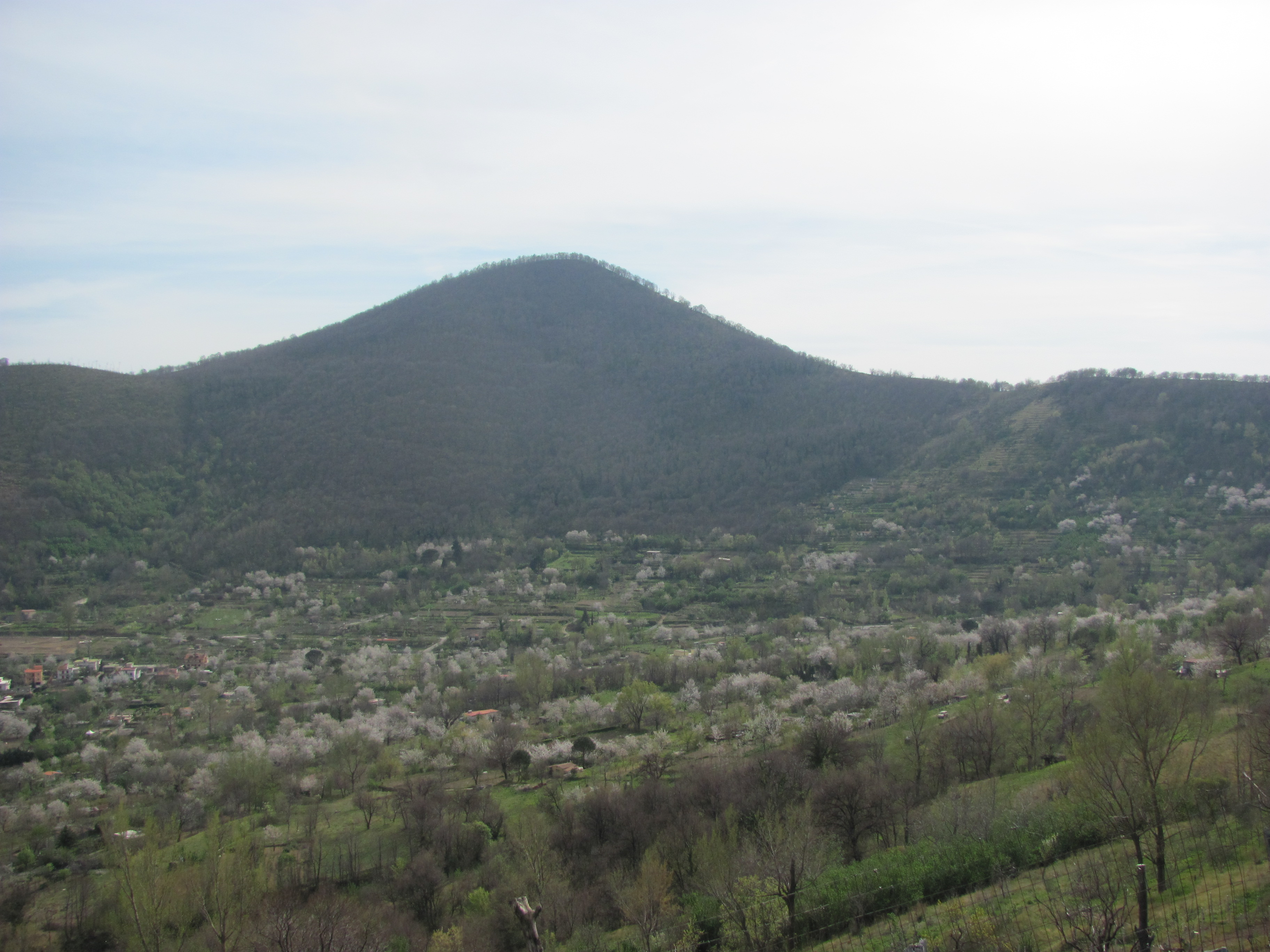
Monte Bosco Borbone visto dalla SP 7 sul monte Le Porche

 Il Colle Cognulelle si raccorda poi con il Colle Vavere (facente parte del suddetto complesso del monte Le Porche) attraverso un'insellatura a quota 260 m circa detta Madonna del Carmine, che permette l'accesso al comune di Bracigliano. Secondo la tradizione, il monte Iulio fu consacrato con tale nome dai Romani al loro imperatore Cesare, che lo concesse ai suoi legionari per tagliarvi la legna e per gli altri usi necessari allo stanziamento dei militari in quel luogo.
Il monte Bosco Borbone è alto circa 606 m ed è posto a sud, con una propaggine minore verso est nota con il nome di monte Torello, a quota 470 m, e un'altra verso nord-ovest detta più propriamente Colle Borbone, alta 398 m. Tale monte si trova indicato anche con il nome di monte Torre del Gatto, specie nella cartografia del confinante territorio sangiorgese.
L'insellatura tra il monte Le Porche e il Colle Borbone individua un passo in direzione ovest a quota 300 m circa noto come La Cappella di Siano presso i sianesi o, per gli abitanti di Sarno posta dall'altro versante, semplicemente come Montagna Spaccata o La Sella di Siano. Tale sella separa la vallata sianese dall'Agro nocerino-sarnese vero e proprio. Dal passo è possibile ammirare tutta la piana del fiume Sarno, nonché del Golfo di Napoli, spaziando dai monti Lattari (che costituiscono l'ossatura della penisola sorrentina) fino al Vesuvio.

#### Vallata
Gli accessi alla vallata sianese sono:
- il principale, in direzione sud attraverso il comune di Castel San Giorgio, in quel tratto pianeggiante che separa il monte Iulio e il monte Torello, propaggine del monte Bosco Borbone: permette il collegamento a Mercato San Severino e alla Valle dell'Irno, nonché ovviamente a tutto l'Agro nocerino-sarnese; dopo gli eventi franosi del 1998, alla storica via di collegamento se n'è aggiunta un'altra, più capiente, che si raccorda alla Zona Industriale di Siano;
- in direzione nord-est attraverso il comune di Bracigliano, percorrendo un'insellatura detta Madonna del Carmine: mette in contatto con Avellino da un lato e con il Vallo di Lauro dall'altro;
- in direzione ovest attraverso il comune di Sarno, passando per l'insellatura de La Cappella di Siano: rimasto inagibile negli anni seguenti agli eventi franosi del 1998, è stato ripristinato completamente nel 2010 con la costruzione di una nuova sede stradale sul versante sarnese.

La morfologia della vallata che si presenta immediatamente attorno all'abitato di Siano e fino al limite delle zone boschive è caratterizzata da terrazzamenti composti prevalentemente da terra e mura a secco.

La valle di Siano si trova in un'ansa secondaria del bacino idrografico del fiume Sarno, precisamente quella solcata dal torrente tributario Solofrana (confluente dapprima nella Cavaiola e infine nel fiume Sarno stesso); proprio verso la Solofrana, attraversante il vicino comune di Castel San Giorgio, sono convogliate le acque reflue dell'intera vallata. 

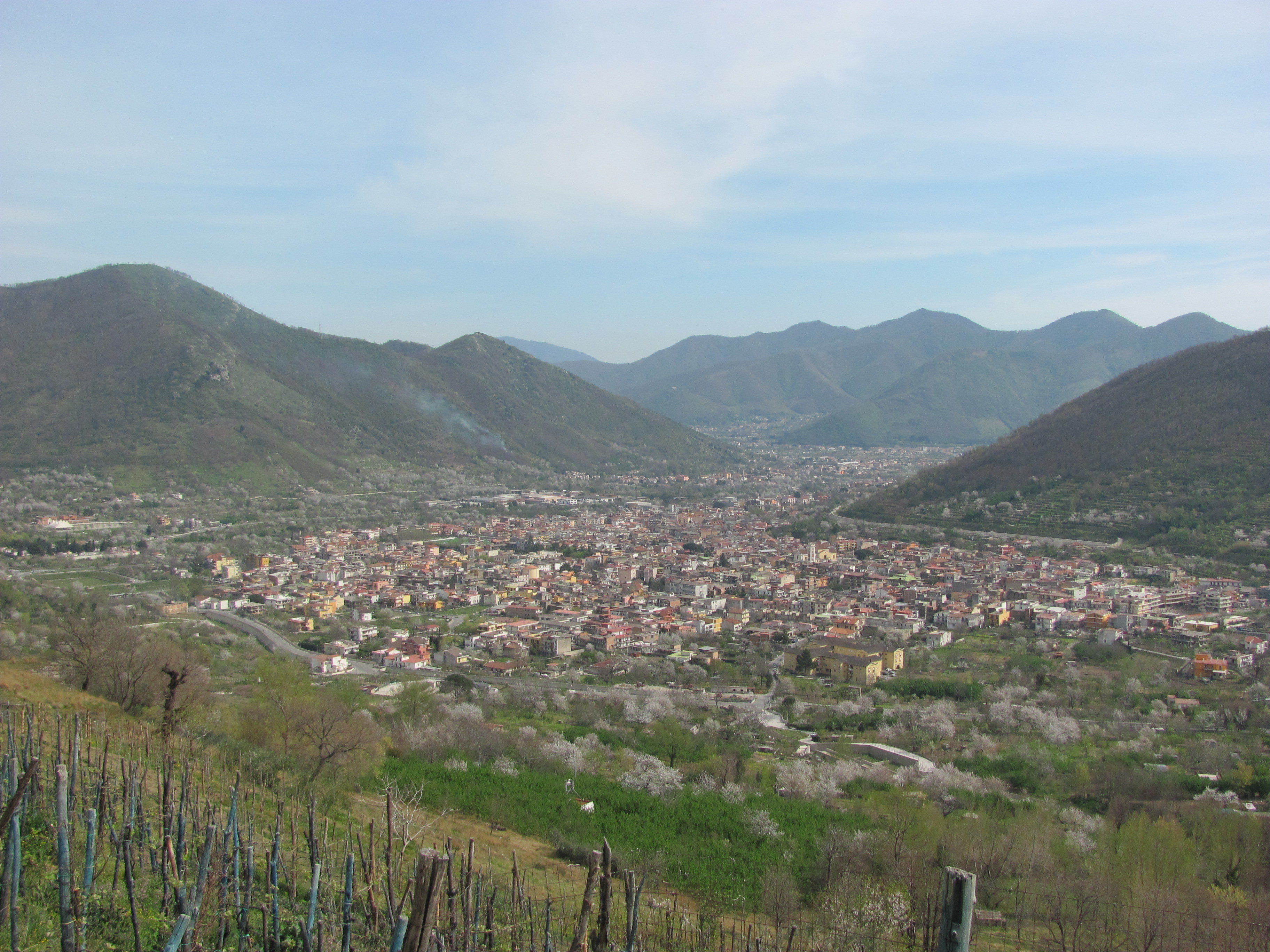
Ingresso principale alla vallata di Siano e monte Iulio, vista dalla SP 7 sul monte Le Porche

I monti che circondano Siano fanno parte della catena appenninica meridionale la cui orogenesi, secondo gli studi geologici, è da rintracciare nella deformazione di differenti domini di era meso-cenozoica che sono il risultato della convergenza durante il periodo Cretacico-Quaternario tra la placca africana e quella europea.
Le varie parti della catena sud-appenninica emersero dal mare in fasi diverse tra le epoche del Pliocene (5-2,5 milioni di anni fa) e del primo Pleistocene (intorno ai 2 milioni di anni fa). Ad avvalorare ciò, i ritrovamenti di fossili di scheletri di pesci alla sommità della sella montana tra Siano e Sarno avvenuti durante i lavori di rottura della roccia per costruirvi la strada provinciale.
Non tutte le montagne della valle sianese emersero dalle acque nella stessa epoca: ipotesi basate sull'osservazione della tipologia delle rocce inducono a supporre che dapprima emerse il gruppo di monti posti a sud di Siano, occupanti una larga parte anche del comune di Castel San Giorgio (e di cui fa parte il monte Bosco Borbone) e poi il gruppo posto a nord e ad est della vallata sianese, raggruppamento quest'ultimo che s'innesta nell'unica dorsale che partendo da Sarno e, passando per La Cappella di Siano e Bracigliano, arriva alle spalle della frazione Campomanfoli di Castel San Giorgio (e di cui fanno parte il monte Le Porche e il monte Iulio).
Il Bosco Borbone e la sella de La Cappella di Siano che lo unisce al monte Le Porche, separano la vallata dalla piana principale dell'Agro nocerino-sarnese; tale più vasta pianura è compresa tra i rilievi montuosi dell'area sarnese, il complesso del monte Faito sopra Castellammare di Stabia e il Vesuvio, ed è una depressione strutturale impostasi nel Quaternario (circa 1,6 milioni di anni fa). I due monti sianesi suddetti si sono originati proprio dall'azione delle faglie dirette prospicienti il piano principale dell'Agro nocerino-sarnese, i cui moti geologici hanno generato questi due classici esempi di agglomerati montuosi carbonatici.
I versanti dei monti affacciantesi su Siano presentano delle pendenze che variano dai 20° ai 45º e sono spesso interrotte a diversa quota da piccole scarpate naturali sub-verticali, detti comunemente "valloni" (o, meno diffusamente, anche "fossi"). Inoltre tali scarpate sono tagliate spesso da linee tettoniche a minor rigetto e ad andamento quasi ortogonale a quelle principali.

#### Valloni
I principali valloni del lato sianese del monte le Porche sono, guardando la montagna da sinistra verso destra:
- vallone Donice (attraversato da un ponte della strada provinciale SP 7 Bracigliano-Siano-Sarno);
- vallone Fosso Le Porche (attraversato da un ponte della medesima strada provinciale SP 7);
- vallone Montagnelle (attraversato da un ponte della medesima strada provinciale SP 7);
- vallone Chivano (attraversato da due ponti della medesima strada provinciale SP 7).

Guardando il monte Iulio, sempre da sinistra verso destra, si trovano il:
- vallone Colle Petraro;
- vallone Lavinara.

Superando La Cappella di Siano andando in direzione di Sarno, prima della devastante frana del 5 maggio 1998 si attraversava la località Tre Valloni e il profondissimo Vallone del Diavolo: ora quel tratto è permanentemente inagibile ed è aggirato dalla nuova strada provinciale.

#### Stratigrafia
Le eruzioni del Vesuvio hanno certamente modificato nel corso dei millenni l'aspetto della conca sianese, depositando nella zona un'enorme quantità di materiale vulcanico, sia sul fondo della vallata che sulle montagne. Al contempo, l'azione continua delle piogge e dei movimenti di massa gravitazionali ha trasportato giù dai pendii la cenere e il lapillo. L'effettivo spessore dello strato piroclastico sui monti sianesi dipende essenzialmente dalla pendenza locale del versante, dalla distanza dalla bocca di eruzione del Vesuvio nelle varie eruzioni che ricoprirono aree diverse, dall'orientamento dell'asse di dispersione del materiale vulcanico in una certa eruzione e dalla variabilità laterale indotta dall'erosione e dalla deposizione indotta dalla rete idrografica. I materiali vulcanici si sono deposti in modo disomogeneo sul fondovalle, creando in ogni caso zone molto fertili che hanno favorito in passato lo sviluppo agricolo e pastorale della Valle dell'Orco.
I depositi piroclastici con maggiore spessore si trovano giusto alla base dei pendii dei monti che cingono la vallata di Siano, tipicamente nei pressi degli sbocchi dei valloni. Dalla parte superiore delle montagne infatti, i torrenti d'acqua piovana dotati di un'alta capacità di erosione scendevano verso le zone pianeggianti lungo questi cammini preferenziali, depositando nei millenni un'enorme quantità di detriti che si rinvengono allo sbocco di tali percorsi in forma di ampi conoidi alluvionali. I detriti iniziarono così un lento scivolamento, addensandosi in prossimità dell'imboccatura della vallata, in direzione dell'attuale Campomanfoli. Tale accumulo diede vita nel tempo a un esteso acquitrino, nel quale si andarono a deporre detriti argillosi che costituirono così uno strato impermeabile. Su quest'ultimo si venne a stratificare poi del terreno coltivabile ma, nel periodo delle piogge, l'acqua non potendo passare attraverso lo strato argilloso, tendeva a ristagnare. La parte inferiore della vallata sianese divenne così nel tempo una grande vasca assorbente che, con l'arrivo dell'estate, si trasformava in una maleodorante palude. Degli "orribili torrenti" che scendevano dai monti sianesi in occasione di piogge abbondanti esistono anche testimonianze contemporanee storicamente documentate.
Da una stima della velocità media di accumulo, il riempimento del fondo della vallata si completò nel corso di milioni di anni, mentre gli ultimi 15 m di terreno, si deposero verosimilmente negli ultimi 4000 anni.
La stratigrafia tipica del terreno del fondo della vallata sianese è la seguente:
- nella parte superiore, uno strato superficiale composto da terreno alluvionale, con differente profondità a seconda della localizzazione nel fondo della valle, fino ad un massimo di 20 m;
- al di sotto del livello superficiale, un primo strato di tufo grigio, di durezza media e dello spessore di circa 30 m;
- immediatamente sotto, v'è uno strato intermedio e irregolare di sabbia e lapillo, terminante all'interfaccia con un sottostante banco di argilla rossastra;
- proseguendo, un secondo strato di tufo detto "peperino", di durezza molto elevata, che si spinge fino a una profondità di 80 m, ma solo in pianura; in alcuni punti, a dividere i due livelli di tufo si trova solo l'argilla;
- al di sotto del banco di tufo peperino, si incontra solo un ultimo strato di argilla che si estende fino al basamento fatto di roccia.

Alle pendici delle montagne, nel raccordo col fondovalle, si trovano invece:
- uno strato di tufo giallo, con la tipica forma di scarpata e con inclinazione verso la pianura, terminante all'interfaccia del sottostante banco di tufo grigio;
- il tufo peperino è assente;
- immediatamente sottostante v'è solo lo strato di argilla e infine la roccia calcarea.

Il mantello piroclastico depositato sulle montagne sianesi e del circondario è mediamente spesso tra i 2 e i 5 m, ed è influenzato fortemente dalla pendenza locale del versante (tipicamente tra i 20° e 45°); il profilo stratigrafico tipico (lungo la verticale) presenta il seguente schema, semplificato nel caso medio di circa 2,5 m:
- una sottile pellicola di cinerite con presenza di piccole pomici spessa 0,1 m;
- uno strato non omogeneo di depositi di cinerite scuro/giallognola, con poche pomici e di spessore pari a 0,8 m;
- uno strato di lapilli scuri di 0,25 m;
- uno strato non omogeneo di depositi cineritici marrone chiaro, con presenza di frammenti calcarei, di 0,8 m;
- una matrice vulcanoclastica pseudocoerente con dispersione di clasti calcaree di 0,3 m;

il tutto appoggiato sullo strato roccioso calcareo meso-cenozoico.

### Clima
Il clima è mite, tipicamente mediterraneo, temperato (cioè delle medie latitudini), e anche in inverno regala giornate di sole.
Le temperature annue oscillano in genere tra +3 °C e +34 °C (valori estremali) con media di 18 °C e risentono dell'influenza dei venti occidentali d'origine marina.
Le estati sono calde e secche e le piogge prevalentemente invernali, di norma inferiori a 1000 mm annui. Gli autunni e gli inverni sono tiepidi ed umidi, raramente rigidi.
Il territorio sianese è interessato da venti variabili ed irregolari che assumono un imprevedibile carattere locale data la peculiare morfologia della vallata, le cui montagne presentano un andamento sinuoso rispetto alla parte centrale con rientranze e sporgenze modulate dai valloni (e come precedentemente detto, la conca è tradizionalmente chiamata Valle dell'Orco): la tramontana, asciutta e fredda, spira da nord, il libeccio da sud-ovest e lo scirocco, caldo e umido, da sud-est. Nelle ventose giornate invernali, il fischio del vento è accompagnato da un caratteristico rombo di fondo delle piante dei boschi in oscillazione, amplificato dal piccolo volume della conca.
Dal punto di vista della classificazione climatica Siano rientra in zona C, con 1298 GG.

## Storia

### Preistoria e storia antica
La felice situazione geografica della zona in cui si trova Siano rappresentata:
- dalla mitezza del clima mediterraneo
- dalle difese naturali costituite dalle stagionali paludi nella parte bassa della conca e dai folti boschi che ricoprivano le montagne circostanti
- dalla possibilità di comunicare in modo agevole con l'adiacente Valle dell'Irno e con l'Agro nocerino-sarnese attraverso i tre punti di accesso della conca
- dalla posizione strategica della vallata rispetto alle antiche vie di comunicazione della Campania
- dal terreno reso estremamente fertile dalle passate eruzioni del Vesuvio
- dalla facile accessibilità alla falda acquifera, specie nelle zone della vicina piana sarnese
- dalla presenza nelle vicinanze di un passaggio fluviale navigabile fino al Mar Tirreno quale il fiume Sarno, facilmente fruibile anche con mezzi rudimentali

favorì l'insediamento umano in tutto il territorio corrispondente all'attuale Agro e le sue valli fin dalla Preistoria, già a partire dalla tarda età della pietra, dando inizio ad un passato storico multimillenario fatto di cultura e azioni che si articola quasi senza soluzione di continuità da circa settemila anni.
L'area cominciò ad essere frequentata con il Neolitico Medio (5000-3100 a.C.) e Recente (3000-2000 a.C.), e ciò è testimoniato dai numerosi reperti litici ritrovati in diverse località poste alle pendici delle montagne che cingono l'intera valle del fiume Sarno.
Le origini di Siano non sono ben documentate, cosicché è solo grazie a leggende tramandate e rielaborate oralmente nel corso dei secoli e a una parte della storiografia latina, rappresentata dal poeta e filosofo del I secolo a.C. Virgilio e dall'avvocato e poeta latino del I secolo d.C. Silio Italico, che si possono indicare i Sarrasti (o Sarrastri), provenienti dalla vicina piana di Sarno nell'età del ferro (800-700 a.C.), come i primi abitanti della vallata sianese.
I Sarrasti erano una tribù che la tradizione fa discendere dalla mitica ondata dei Pelasgi che, nell'alta età del bronzo (intorno al 1600 a.C.) e provenienti dal Peloponneso, si insediarono in gran parte dell'Italia meridionale. Queste popolazioni si stabilirono anche nella valle sarnese, contigua a quella di Siano, e la tribù locale ribattezzò "Sarno" o "Sarro" il fiume ivi presente (in memoria di un altro fiume, il "Saron", che scorreva nella madre patria da cui essi erano emigrati); questa tribù si autodenominò Sarrasti e con tale nome essi erano conosciuti anche dagli Etruschi.
Già quindi nella Età del Bronzo medio (1500-1300 a.C.), recente (1200-1100 a.C.) e finale (1000-900 a.C.), i monti e la valle sianese erano verosimilmente frequentati con una certa continuità da gruppi tribali di Sarrastri della vicina piana sarnese, composti di pastori alla ricerca di pascoli nel circondario.
In alternativa, secondo una parte della storiografia greca rappresentata dallo storico Antioco di Siracusa nel V secolo a.C., dal filosofo Aristotele nel IV secolo a.C., dallo storico Polibio nel II secolo a.C., l'intera zona vesuviana fino alle sorgenti del fiume Sarno era abitata alla fine dell'età del bronzo (X secolo a.C.) dagli Opici, popolazione di origine indoeuropea, i quali si erano sostituiti ai più antichi Ausoni, anch'essi di origine indoeuropea..
Le moderne ricerche storiche confermano in ogni caso che diversi flussi di ceppo indoeuropeo giunsero in Italia meridionale dall'Europa Orientale e Centrale in successive ondate migratorie e si sovrapposero alle etnie pre-indoeuropee già presenti nell'attuale territorio campano, o assorbendole o stabilendo una forma di convivenza pacifica con esse.
Gli Opici furono le prime tribù a calcare le valli del circondario di Siano. Essi erano un antico popolo di ceppo latino falisco (o proto-latino), estesosi nella Campania pre-romana in una vasta regione che da loro prese il nome di "Opicia"; tale popolo si insediò nel contesto del primo processo di indoeuropeizzazione dell'Italia peninsulare, quello che portò all'ingresso nella penisola dei Protolatini (nel II millennio a.C.). Nei primi secoli del I millennio a.C. gli Opici furono anch'essi sopraffatti e assimilati dall'irruzione nella loro area di un nuovo nucleo di Indoeuropei, questa volta di ceppo osco-umbro: il popolo degli Osci. Che gli Opici fossero una popolazione proto-osca distinta e non sovrapposta o confusa con essa è una tesi condivisa da diversi studiosi moderni. La presenza degli Osci in queste zone è tramandata anche da una parte della storiografia latina, rappresentata dallo scrittore Plinio il Vecchio e dal geografo Strabone nel I secolo d.C..
Ai primi abitanti della zona, la parte inferiore della vallata sianese dovette apparire acquitrinosa ed era probabilmente anche malarica, per cui i primi insediamenti poterono avvenire solo in alcune anse protette sulle sporgenze delle montagne, cioè quelle con una giusta inclinazione verso il basso tali che l'acqua piovana non potesse intaccare le primitive abitazioni e defluisse senza arrecare danno o distruzione. Pertanto, solo alcune aree ai piedi delle montagne sianesi iniziarono ad essere occupate stabilmente. In queste condizioni, l'agricoltura era inizialmente poco praticata e il terreno si adattava più alla pastorizia. Sul monte Le Porche sono stati rinvenuti alcuni frammenti di vasellame appartenuto probabilmente a pastori nomadi che si riparavano in tende sotto una sporgenza di rocce. Tra i reperti compare anche una pietra levigata che rappresenta un raschietto e che serviva per la concia delle pelli. La restante parte del ritrovamento è costituita da cocci d'argilla rudimentali, attestanti la poca cultura di quei gruppi tribali. Il tutto è stato datato risalente all'età del bronzo Recente (1200-1100 a.C.).
Nella zona di Baresano di Campomanfoli, giusto oltre l'attuale confine con il comune di Castel San Giorgio, durante lavori di sterramento furono ritrovate ceramiche a vernice nera attestanti un insediamento semi-stanziale anche ai piedi del monte Iulio.
Quando, nell'VIII secolo a.C., iniziò la colonizzazione delle coste della Campania ad opera di mercanti, contadini, allevatori, artigiani provenienti dalle singole comunità greche del Mar Egeo, la navigabilità del fiume Sarno favorì i rapporti di scambio di merci tra le popolazioni osche stanziate nell'entroterra delle valli del sarnese e quelle cosiddette "italiote" delle città greche fondate sulla costa; i traffici maggiori si instaurarono soprattutto con lo stanziamento di Pithecusa, fondato sull'isola d'Ischia, e in seguito anche con Cuma.
Intorno al 600 a.C. la piana attorno al Vesuvio vide il proliferare di insediamenti isolati di Etruschi, provenienti da nord con base a Capua, principale città stato etrusca in Campania, da essi fondata nel X secolo a.C. La massima espansione etrusca in Campania giunse fino al golfo di Salerno, attraverso tutto il retroterra (la cosiddetta mesògaia, cioè terra di mezzo). L'estensione dei traffici dei coloni greci verso l'interno li portò in rotta di collisione con tali stanziamenti etruschi: nel 524 a.C. gli Etruschi cercarono di conquistare Cuma in una battaglia terrestre, ma furono battuti dalla cavalleria greca del tiranno Aristodemo.
Da quella fallita incursione, col passare del tempo, gli avamposti degli Etruschi nella zona del fiume Sarno rimasero sempre più isolati e andarono indebolendosi definitivamente, specie dopo l'ulteriore pesante sconfitta navale subita nella battaglia di Cuma del 474 a.C..
Di tale momento di debolezza ne approfittò la lega di popoli Sanniti che nel 423 a.C. conquistò Capua: ad essi gli Etruschi dovettero cedere il dominio anche delle aree di stanziamento poste più a sud, corrispondenti all'attuale Agro nocerino-sarnese.
A partire dal V secolo a.C. gli autoctoni agglomerati osci, sparsi anche nel circondario di Siano, iniziarono ad essere inglobati progressivamente dalla tribù sannita degli Irpini, a loro per altro strettamente affine dal punto di vista etnico (gli Irpini erano solamente stanziati leggermente più a nord rispetto al blocco dei monti Picentini, in quella regione che da loro prese il nome di "Irpinia"). Da allora i due gruppi finirono sostanzialmente per coincidere, in una variegata differenziazione tribale che sopravvisse a lungo anche alla conquista romana avvenuta con le successive guerre sannitiche..
Dalle frammentarie notizie archeologiche pervenuteci, e dalla storiografia latina, i primi insediamenti stabili sul territorio sianese di cui si hanno anche prove certe furono dei sanniti Irpini, verso III secolo a.C., dediti anch'essi alla pastorizia come le precedenti popolazioni ed in parte anche all'agricoltura, originariamente stanziatesi lungo la fascia pedemontana compresa tra il monte Le Porche e il monte Iulio in quello che era la loro caratteristica comunità amministrativa, il pagus. Questa ipotesi è infatti supportata dal ritrovamento, proprio in quella zona pedemontana, di oboli pre-romani in bronzo e frammenti di vasellame, emersi a seguito di opere di sbancamento per la costruzione di edifici o a quella di sterro causale e sporadica delle campagne.
Le guerre sannitiche tra il IV e il III secolo a.C. e le guerre puniche tra il III ed il II secolo a.C. che ebbero per teatro l'Italia meridionale e soprattutto la vicina Nuceria Alfaterna, non poterono non coinvolgere anche la sorte del territorio sianese. Gli storici del tempo non nominano esplicitamente la località di Siano ma, narrando degli avvenimenti che coinvolsero Nocera, riportano dei suoi circondari distrutti dalle continue guerre che ebbero come palcoscenico questa zona della Campania.
Nuceria Alfaterna, infatti, si alleò dapprima con i Sanniti e Roma, guidata da Quinto Fabio Massimo Rulliano, la conquistò nel 308 a.C. confederandola all'Urbe con tutti i suoi villaggi limitrofi, come tramanda Tito Livio, storico romano del I secolo a.C..
Alla lotta di Roma contro Annibale parteciparono anche le genti delle vallate dell'Ager Nucerinus in quanto Nocera, divenuta nel tempo fedele alleata di Roma, inviò in supporto soldati raccolti anche dai territori limitrofi che perendo lasciarono a terra anche le loro insegne, a quanto riporta Silio Italico. Dopo la vittoriosa battaglia di Canne, Annibale marciò proprio contro Nocera e, non avendola potuta subito espugnare, sfogò la sua ira nei suoi circondari.
Il toponimo valle dell'Orco con cui si designa la valle di Siano alluderebbe proprio alla furia devastante di Annibale, che vi erse diversi accampamenti durante le operazioni di assedio. Tali presidi erano volti a chiudere ogni via di accesso dei viveri alla città di Nocera.
Secondo gli studiosi Palmieri, G. Iennaco e G. De Crescenzo, anche il toponimo "Siano" avrebbe origine proprio in questa epoca repubblicana romana e deriverebbe dal nome di Sejanus, un luogotenente di Annibale a cui fu assegnata questa contrada collinare alle falde del monte Le Porche, da allora iniziata a chiamarsi appunto campo di Sejano e non più Ripalonga com'era stata indicata fino a quel momento. Questa derivazione toponomastica è, secondo tali studiosi, da inquadrarsi congiuntamente anche all'origine del nome di Campomanfoli (la frazione di Castel San Giorgio immediatamente confinante con Siano a sud-est), supposto derivante da Manpholis, un altro luogotenente dell'esercito cartaginese accampatosi invece alle pendici del monte Iulio.
Quando finalmente, nel 216 a.C., dopo due mesi di assedio, il condottiero di Cartagine riuscì a vincere la resistenza dei nocerini, la cittadina venne completamente rasa al suolo e i suoi abitanti si dispersero nei boschi intorno, in insediamenti sparsi che divennero poi i nuclei abitativi basilari dei vari siti romani della successiva epoca romana imperiale, tra cui anche Siano..
Nocera fu riedificata dopo circa 20 anni per decreto del Senato Romano, a dimostrazione della stima per la fedeltà della sua gente, ma i suoi dintorni vennero nuovamente devastati nel corso della Guerra Sociale (91-88 a.C.), quando il sannita Gaio Papio Mutilo volle punirla per il suo schieramento dalla parte della Repubblica romana. I Romani penetrarono definitivamente nelle valli interne del Sarno e dell'Irno dopo aver domato Pompei, e si stabilirono nella vallata di Siano presumibilmente intorno all'88 a.C., allorché Lucio Cornelio Silla prevalse nella Guerra Sociale e decise di elargire terre ai veterani che avevano combattuto al suo fianco. Le terre del circondario vennero così divise tra le centurie romane ed affidate alla cura delle famiglie che vi si trasferirono.
Da ricordare di questo periodo anche la costruzione da parte dei Romani della via Popilia, intorno al 132 a.C., la prima della zona con tracciato in basalto, che favorì lo sviluppo economico e il commercio di tutta la parte di dell'agro nocerino da essa attraversata, lungo un percorso il cui terreno fu via via fortemente caratterizzato dalle centuriazioni.
Intorno al 73 a.C. il diffuso malcontento dovuto allo strapotere romano fece scoppiare la rivolta dei gladiatori che, partita da Capua, si trasformò nella più estesa rivolta servile. Capo di questi schiavi e gladiatori fu Spartaco e a lui si aggregarono anche tutti quegli uomini del territorio nocerino e nolano i cui poderi e campi erano stati espropriati per passare in proprietà ai legionari di Silla, esasperati dallo stato di povertà in cui erano piombati. Durante la successiva terza guerra servile (73-71 a.C.), l'esercito di ribelli si accampò e saccheggiò in ben due tornate le campagne e le vallate nei dintorni di Nocera..
La tenacia e la fedeltà della gente dell'area procurò presso i Romani stima per la popolazione del luogo, tanto che Augusto ordinò di dedurre una colonia di legionari anziani ai piedi del monte Iulio, nel territorio dell'odierna frazione Aiello nel limitrofo comune di Castel San Giorgio; l'imperatore romano assegnò ad ogni ex legionario quaranta sesterzi e un appezzamento di terreno mediante il quale procurarsi da vivere.
In età augustea (63 a.C. - 14 d.C.) per la costruzione della vicina tratta dell'acquedotto romano del Serino attraversante l'attuale territorio sangiorgese, acquedotto che serviva a rifornire il porto commerciale di Puteoli della stazione navale romana di Misenum, si imbastì un grande cantiere edile che portò a un'intensiva colonizzazione della vallata di Siano, che fu immediatamente votata alla coltivazione agricola e all'allevamento suino.
Fino al terremoto del 62 e alla storica eruzione del Vesuvio del 79 che seppellì Pompei, Ercolano e Stabiae, tutta la piana dell'attuale Agro nocerino-sarnese attraversò un florido periodo di tranquillità, ricoperta da ville rustiche romane dedite all'agricoltura e in particolare alla produzione di vino. La cenere e i lapilli prodotti da quella storica eruzione distrussero una buona parte dei vitigni anche della vallata sianese.
È quindi nell'epoca romana imperiale dei primi secoli dopo Cristo che si concretizza una prima forma proto-urbana dell'insediamento di Siano, con la presenza di numerose villae rusticae e verosimilmente nasce, secondo alcune delle ipotesi più accreditate, il toponimo "Sianus".
Esso deriverebbe dal nome del prefetto romano Sejanus (I secolo) con il mantenimento del suffisso -anus che indica il possesso di queste lande da parte del politico.
Altre ipotesi (minori) vedono invece l'origine etimologica del toponimo:
- o negli allevamenti di suini molto diffusi nella valle a quel tempo ai piedi del monte Le Porche (donde il nome comune della montagna), e derivante quindi dal sostantivo latino sus, suis, maiale;
- o derivare dalla contrazione dell'aggettivo latino silvanus, cioè selvoso.

In tutti i casi, fu poi nella successiva epoca longobarda che si passò da "Sianus" a "Sianum" e infine al moderno "Siano".
La presenza romana nella valle sianese è attestata anche dal ritrovamento di vari oggetti e frammenti in terracotta, di una lucerna, di vasi in ceramica e di resti di tombe, tutte datate di epoca imperiale, tra il I e il II secolo. In località Starza di Vallesana, non lontano dal pagus di Campomanfoli ai piedi del monte Iulio sono stati raccolti mattoni e resti di un'antica pavimentazione in coccio-pesto, frammenti di anfore vinarie e anche resti sparpagliati di una villa rustica databile tra il I secolo a.C. e il I secolo d.C.
Dall'inizio del I secolo una grave crisi sia economica che culturale investì tutta la Campania, accentuata da alcuni forti terremoti e devastanti epidemie.
In questo periodo incominciò a diffondersi nella zona il primo Cristianesimo. La fede cristiana si propagò rapidamente anche in quest'area della Campania, sebbene i primi seguaci di Gesù si potevano riunire solo in case private, essendo a loro vietato il professare in pubblico la propria fede.
Già dalla metà del II secolo, il regime agrario dell'intera Campania subì una radicale trasformazione, caratterizzata dal ridimensionamento dell'agricoltura specializzata a vantaggio della cerealicoltura e della viticoltura, funzionarie alle necessità annonarie dell'Urbe.
Il generalizzato declino economico iniziato nel I secolo portò ad un impoverimento dei proprietari terrieri di tutto l'Ager Nucerinus, e i primi segni di ripresa si videro solo nei decenni finali del III secolo quando si assistette ad un risveglio della Campania tutta ad opera dell'imperatore romano Costantino che fu promotore di riforme amministrative, istituzionali e agrarie, specie negli anni conclusivi del suo regno.
Quando con l'editto di Costantino del 313 vi fu la pace religiosa, i luoghi di culto pagano nel circondario di Siano furono riadattati alle celebrazioni cristiane.
Nell'agosto del 410 i Visigoti, comandati da Alarico, misero a sacco Roma; evacuata dopo soli tre giorni la città, Alarico cominciò la marcia verso la Sicilia dalla quale passare poi in Africa per approvvigionarsi delle riserve di frumento dell'impero. Il suo esercito attraversò la zona del nolano e del nocerino, seguendo la consolare via Popilia e devastandone i territori limitrofi..
Nel 455 fu la volta dei Vandali di Genserico che dopo aver saccheggiato Roma si spostarono a sud, razziando l'agro nocerino nel 456 e ancora nel 458. Le scorrerie dei Vandali avevano in genere un raggio di azione prospiciente alle coste e le penetrazioni verso l'interno erano guidate dalle arterie locali presenti. I Vandali erano soliti razziare a piccoli gruppi e non attaccare direttamente le città fortificate; raggiunto l'Ager Nucerinus miravano agli insediamenti agricoli delle vallate limitrofe, sprovvisti di difesa, ma evitavano quasi sempre di danneggiare le colture.
Il territorio sianese continuò ad essere comunque coltivato con continuità fino all'imponente eruzione del Vesuvio del 472, che per i suoi effetti disastrosi è paragonata a quella del 79 che seppellì Pompei.
Il dominio romano della zona durò fino all'invasione barbarica da parte degli Goti alla fine del V secolo: con la deposizione di Romolo Augusto da parte del condottiero barbaro Odoacre di origine scira avviene formalmente nel 476 la caduta dell'Impero romano d'Occidente e con essa Siano e la Campania tutta passano sotto il dominio dei Goti.
Con la discesa dei barbari l'acquedotto romano del Serino cessò definitivamente di funzionare e il tratto che si trovava
di fronte all'imboccatura sud della vallata di Siano cadde lentamente, ma irrimediabilmente, in rovina. Di questa opera architettonica sopravvivono a tutt'oggi solo alcuni resti, visibili nel comune limitrofo di Castel San Giorgio.

### Storia medievale
Odoacre fu deposto nel 493 da Teodorico il Grande, re degli Ostrogoti (la branca orientale dei Goti), che rimase quindi l'unico padrone dell'Italia, pacificando l'intera Campania dopo le incursioni dei Visigoti e dei Vandali.
Anche a causa delle mutate condizioni storiche gli abitanti dell'agro nocerino tornarono a prediligere i siti collinari, più facilmente difendibili e Siano, circondata dai monti e con accessi facilmente controllabili, si confaceva a questa esigenza.
Gli anni successivi furono segnati dalla terza guerra greco gotica (535-553) che portò alla fine del dominio ostrogoto sul territorio dell'agro nocerino.
Nel 536, per ordine dell'imperatore bizantino Giustiniano, l'esercito dell'impero orientale guidato dal generale Belisario attaccò gli Ostrogoti risalendo la penisola italiana lungo la via Popilia e passando quindi anche per l'Agro nocerino-sarnese, fino ad assediare prima Napoli e poi Roma. I Bizantini non incontrarono troppa resistenza da parte degli abitanti delle zone attraversate, insofferenti com'erano dell'eccessiva fiscalità imposta dagli invasori Goti.
Lo scontro definitivo, passato alla storia come la "battaglia dei Monti Lattari", avvenne nel 553 proprio intorno al fiume Sarno, e fu combattuto tra gli eserciti di Teia, re dei Goti, e di Narsete, comandante dei Bizantini. I due schieramenti stazionarono per ben due mesi sulle rive opposte del fiume, molestandosi con lanci di frecce e predando le campagne e le vallate circostanti, prima della ritirata gota sui Monti Lattari per mancanza di rifornimenti. Ad essa seguì il disperato scontro finale quando gli Ostrogoti, vedendo svanire ogni speranza di vittoria, si riversarono nuovamente dalle protette alture nella pianura sarnese lanciandosi in uno scontro all'ultimo sangue, in cui lo stesso Teia perse la vita.
La dominazione bizantina nell'area del salernitano comprendente la valle dell'Irno, l'agro nocerino e la zona del fiume Sarno durò fino alla calata dei Longobardi, sul finire del VI secolo: nel 571 essi, discendendo la penisola italiana nella loro avanzata, posero base in Campania fondando il Ducato di Benevento con Zottone, cui succedette il nipote Arechi I.
La difesa dell'agro nocerino da parte dei Bizantini risultò via via troppo dispendiosa, data la limitata rilevanza economica e demografica rappresentata a quel tempo da quell'area dell'entroterra; essa venne pertanto progressivamente ceduta ai Longobardi beneventani che premevano verso sud per avere uno sbocco sulla costa del golfo salernitano e accerchiare la zona vesuviana che fu il distretto napoletano dell'Esarcato d'Italia e che sarebbe andata a formare poi il Ducato di Napoli (il quale, pur manifestando una certa autonomia, in realtà sottostava a Bisanzio).
Nel 596 Arechi I aveva già preso Nola e minacciava Amalfi; nel 601 anche Nocera e tutto il suo comprensorio, inclusa la valle di Siano, caddero definitivamente in mano longobarda.
I Longobardi si insediarono nelle fertili lande della vallata e il territorio di Siano confluì attivamente nel Ducato di Benevento durante i primi decenni del VII secolo.
Per avere un riconoscibile centro abitato bisognerà attendere la metà dell'Alto Medioevo, allorquando si assistette alla moltiplicazione di ville rustiche conseguenti alla messa a coltura sistematica dei terreni del fondo valle. Nell'VIII secolo infatti, in piena dominazione longobarda, si realizzarono numerosi pozzi per sfruttare al massimo l'acqua nella produzione agricola.
In quest'epoca il territorio sianese, seguendo l'organizzazione del diritto longobardo, era retto da un "guastaldo" (il governatore locale avente sede in uno dei vicini centri di comando), la cui persona rappresentava il potere politico, amministrativo e giudiziario per conto del Ducato di Benevento; da qui il nome di gastaldato (o guastaldato) per l'unità base territoriale longobarda.
Dalla prima metà del VII secolo alla prima metà del IX secolo, il potere longobardo della zona aveva base a Rota (com'era denominata fin dai tempi dei Romani l'odierna Mercato San Severino), il cui castello fu costruito proprio dai Longobardi prima dell'anno 800: allora Rota estendeva la sua giurisdizione fino a Serino, Forino, Bracigliano, Siano, Calvanico, Pellezzano e Baronissi.
Tutta l'area campana fu colpita da un devastante terremoto nell'844.
Il periodo di dominio longobardo beneventano durò ben due secoli e mezzo, fino all'849, quando l'imperatore Ludovico II sancì la ripartizione del Ducato di Benevento in due principati: il Principato di Salerno (o Principato citeriore) e il Principato di Benevento; Rota fu allora eretta a gastaldato del Principato citeriore con tutto il suo territorio di influenza, la cura religiosa fu affidata al vescovo di Salerno.
Nell'anno 851 Siano confluì nel Principato di Salerno, ma passò alla giurisdizione della potente provincia di Nocera in seguito a una riorganizzazione del potere. Durante tutto il IX secolo la valle di Siano, ancora rurale nello sviluppo, rientrava pertanto nella sfera di dominio della contea di Nocera, che si estendeva allora per quasi tutta l'area dell'attuale Agro nocerino-sarnese, da Angri fino a Siano stessa, passando per Roccapiemonte e Castel San Giorgio.
Il primo documento che riporta il nome di una località della valle di Siano, "San Vito", risale all'848, mentre la prima apparizione scritta del toponimo "Sianum" è dell'852, citato in un atto nel frammento XXXV A.D.852 del "Codex Diplomaticus Cavensis", una raccolta in otto volumi dei documenti integrali più antichi conservati presso l'archivio della Abbazia territoriale della Santissima Trinità in Cava de' Tirreni, e inerenti a vicende del territorio del periodo longobardo che va dal 792 al 1065..
Nelle continue lotte territoriali tra i due principati di Benevento e Salerno la vallata di Siano, trovandosi ai margini di una delle vie di comunicazione più comode tra i due regni, venne sovente battuta dai due eserciti in lotta. In tali occasioni, le montagne circostanti funsero da naturali rifugi della popolazione della vallata che cercava scampo alle angherie delle truppe.
Durante la seconda parte del IX secolo i due principati non disdegnarono, alternativamente, di far leva sulle periodiche incursioni dei Saraceni nell'altro territorio, i quali ebbero libertà di saccheggiare quanto trovavano sulla loro strada una volta sbarcati sulla costa. In genere, nei decenni precedenti, i Saraceni sbarcavano improvvisamente sul litorale campano,
razziavano quanto potevano e poi si dileguavano altrettanto velocemente di come erano comparsi. Con tale atteggiamento di non opposizione quando l'altro principato era attaccato, la loro presenza divenne in un certo senso "legalizzata", dando loro la possibilità e l'audacia di spingersi in profondità fino alle vallate interne come quelle dell'agro nocerino nel corso delle loro scorribande. Fu in questo periodo che cominciarono a sorgere per difesa i castelli medioevali longobardi che si vedono ancora sulle montagne che incorniciano l'Agro nocerino-sarnese: i più vicini a Siano e ancor'oggi visibili sono quello di Castel San Giorgio e di Mercato San Severino.
Nell'871 è documentato un memorabile sbarco da parte di un corposo contingente di oltre 12000 Saraceni ad assediare Salerno, con a capo il condottiero Abdila; essi, giunti a bordo delle loro sottilissime navi chiamate "sagene", prima di attaccare la città fortificata perpetrarono una violenta razzia nei suoi dintorni. Nel corso del lungo assedio, i guerrieri saraceni si spingevano sovente in profondità nell'interno della valle dell'Irno.
Le invasioni settentrionali, le scorrerie dei Saraceni, le guerre civili durante tutto il IX secolo fecero sì che le terre dell'Agro nocerino-sarnese via via si irreggimentassero. Le famiglie nobili dei vari gastaldati iniziarono a fortificare con mura, torri e fossi le loro residenze e a pretendere diritti sui limitrofi possedimenti; questi ultimi divennero sempre più frammentati, trasformandosi ben presto in titoli di signoria e quindi in veri e propri feudi. I signori locali si ersero ben presto come gli unici efficaci difensori del feudo contro le scorribande dei predoni, non potendo gli eserciti dei Principi essere costantemente stanziali su tutto il territorio.
Questo aspetto sancì la nascita e l'affermazione del feudalesimo anche nell'area dell'Agro nocerino-sarnese, come nel resto d'Italia.
Sul finire del IX secolo, le lotte per il potere tra i diversi feudatari elevarono la frammentazione della proprietà terriera nel Principato di Salerno; da questo fenomeno si originarono i cognomi locali, diffusisi poi nell'intera area del nocerino. All'inizio essi emersero come derivazione dall'appellativo dalle proprietà dei vari feudi, per identificarne univocamente il signore che la possedeva oppure per riferirsi a un membro di una certa famiglia citando il nome del suo più noto esponente.
Nel 926 vi fu l'invasione degli Ungari che, sebbene riuniti in un'orda indisciplinata e poco numerosa, sbarcarono con successo prima in Puglia, dove rasero al suolo Taranto, e poi si spostarono in Campania, agendo con ferocia addirittura superiore a quella saracena: le devastazioni da Capua si estesero fino a raggiungere le zone del circondario di Sarno.
Nel periodo medioevale tra il X e il XIII secolo, Siano è inquadrato nella circoscrizione amministrativa longobarda indipendente detta Actus Apudmontis, che comprendeva anche i comuni di Roccapiemonte, Castel San Giorgio, la parte di Nocera Superiore corrispondente alle attuali frazioni di Materdomini, Iroma e Croce Malloni, e infine le attuali frazioni di Mercato San Severino, di Sant'Eustachio e Piazza del Galdo; Actus Apudmontis era chiaramente identificato e confinava a sud con la circoscrizione Actus Nuceriae (con centro Nocera) e ad est con la Actus Rotensis (referente a Mercato San Severino, l'antica Rota romana), due circoscrizioni del dominio longobardo più estese ed antiche.
L'asse viario portante più vicino al territorio sianese era costituito dal tracciato dell'attuale Strada statale 266 Nocerina, che ricalca verosimilmente una diramazione della romana via Popilia (o via Capua-Rhegium).
Siano ricompare ancora nel 909 citato in un atto di donazione nel frammento CXXV A.D.909 del "Codex Diplomaticus Cavensis".
Il Casalis Siani andò arricchendosi di nuove abitazioni, costruite prevalentemente nelle aree ai piedi dei monti sia per salvaguardarsi dalle frequenti alluvioni sia per mantenersi a distanza dalle zone paludose. Alle abitazioni preesistenti se ne aggiunsero via via delle altre, spesso intorno alle piccole "corti" che andavano costituendosi. Solo in seguito venne costruito anche il palazzo del feudatario, fuori dall'abitato verso il monte Le Porche, nell'attuale zona del quartiere "Palazzo".
Nel 971 fu creata la contea di Sarno che, con il suo circondario, fu concessa ad Indolfo. Nel 981 si tramanda di una tremenda eruzione del Vesuvio, proprio nel giorno del solenne funerale del principe Pandolfo Capodiferro.
Nei secoli successivi al X secolo Siano seguì le vicende storico-politiche normanno-sveve ed angioine-aragonesi della zona: nei primi anni dell'XI secolo faceva parte della contea di Nocera, mentre figurava nel gastaldato di San Severino dopo il 1110 durante la dominazione normanna.
I Normanni erano abitanti della sponda baltica della Norvegia, emigrati verso sud per la sterilità dei suoli nordici a partire dall'anno 1000 circa. Inizialmente prestarono i loro servizi per vari compiti, come la protezione a pagamento dei fedeli che si recavano in pellegrinaggio. Successivamente furono ingaggiati come mercenari nella difesa delle città costiere dagli attacchi dei pirati. Nel 1018 un gruppo di 40 Normanni di passaggio a Salerno organizzarono le genti dell'entroterra agricolo dell'agro nocerino contro i Saraceni che assediavano la città, avendola vinta alla fine.
I Normanni conquistarono dapprima la Puglia, stabilendovi una prima signoria divenuta poi la Contea di Puglia nel 1043, e distribuendo le città conquistate ai capitani degli eserciti, organizzandole in baronie. Mediante battaglie, alleanze e matrimoni con le famiglie dei principi longobardi, i Normanni assunsero via via il dominio della Calabria e della Sicilia, fino a porre le loro brame sui Due Principati longobardi di Salerno e di Benevento, lambendo così il territorio dello Stato Pontificio.
Il duca normanno Roberto il Guiscardo assediò definitivamente Salerno nel 1074 fino a conquistarla nel 1076, rovesciando l'ultimo principe longobardo Gisulfo II, tra l'altro suo cognato, avendo egli infatti impalmato nel 1058 sua sorella Sichelgaita, figlia del precedente principe Guaimario IV. A partire dall'ultimo quarto del secolo, quindi, Siano e tutto l'Agro nocerino-sarnese passarono stabilmente sotto il dominio normanno.
Roberto il Guiscardo, per sdebitarsi verso i suoi cavalieri distintisi in battaglia, concesse loro privilegi su diverse parti del neo-conquistato principato salernitano, dando così origine alle più antiche famiglie feudatarie della zona:
- Mercato San Severino, Bracigliano e Castel San Giorgio toccarono a Turgisio (o Trogisio)[90];
- Nocera e Cava de' Tirreni furono affidate ad Angerio (o Augerio, fratello di Turgisio, dal quale poi si generò la famosa casata dei Filangieri, che etimologicamente significa proprio Filius Angerii);
- Siano, Lanzara e Roccapiemonte furono tenute alle dirette dipendenze del principe, ma amministrate da Guirifrido, originariamente Wirifrider[91], capostipite di quella che negli anni seguenti divenne la potente famiglia dei Budetta. A tal proposito, il cognome Budetta che Guirifrido si autopose e che fu tramandato ai discendenti a partire dal figlio Guglielmo in poi, deriverebbe in forma diminutiva da buda, che è il nome volgare di una pianta palustre che in dialetto napoletano viene chiamata vuda, e che in italiano è tifa: questo a confermare il carattere paludoso che presentava allora il basso territorio sianese.

Nei primi decenni del XII secolo, i territori sianesi erano sotto la proprietà della potente famiglia normanna dei Budetta, che si stabilì nella parte orientale dell'agro nocerino, impossessandosi di tutto quel tratto compreso tra le attuali Siano, Castel San Giorgio, Lanzara, Roccapiemonte e Materdomini. Agli apici della loro potenza, i Budetta estesero i loro possedimenti fin anche a feudi in Amalfi, Napoli e Aversa, possedimenti maggiori con cui Siano iniziò dei rapporti di scambio di beni agricoli.
Nel 1120 Giordano II ascese al trono del Principato di Capua; essendo egli sposato a Gaitelgrima (figlia di Sergio II, duca di Sorrento dal 1090 al 1135) ricevette in dote con il matrimonio la città di Nocera con tutte le terre e i casali nel suo agro, ad esclusione del casale di Siano.
Nel 1132 Ruggero II d'Altavilla, re di Puglia e di Sicilia, si accampò nelle contrade limitrofe di Nocera e combatté anche una battaglia sulle rive del fiume Sarno. Nel 1136 egli annetté i Due Principati e il Ducato di Napoli al suo regno, rimanendo padrone dell'intero Meridione d'Italia e fondando il Regno di Sicilia nel 1139.
Nella prima metà del XII secolo, il Casalis Siani ebbe quindi una stabile signoria propria, rimanendo autonomo sia dalla contea di Nocera che dal gastaldato di San Severino, sebbene Siano fosse sempre inquadrato nei confini territoriali del gastaldato sanseverinese, come conseguenza - a quanto ci riporta il Palmieri - dell'attuazione degli editti di Ruggero che ridefinirono i confini di tutte le signorie del Principato Citra.
La dinastia angioina consolidò l'influenza delle signorie locali dell'agro nocerino-sarnese: lo stesso Carlo I d'Angiò, a causa di diverse circostanze debitorie, fu obbligato a vendere la maggior parte delle città e proprietà demaniali del suo regno, accrescendo così il potere dei feudatari che da più di un secolo dominavano la zona. Siano divenne propriamente feudo agli inizi del Duecento, all'interno del Regno di Sicilia.
Per effetto del privilegio di Carlo I d'Angiò del 30 agosto 1274, Andriotto Riccardi e sua moglie Giovanna risultavano proprietari legittimi del feudo del Casale di Siano.
Nel 1436 il feudo diventò baronia passando ai baroni Denticola, alleati dei Sanseverino, che lo tennero fino al 1486, quando il re Ferdinando I d'Aragona spodestò Tommaso Denticola della proprietà del Casale, investendone Ludovico De Rynaldo, soprannominato "Mosca" e già signore della vicina Roccapiemonte, come premio alla sua fedeltà e servigi alla corte reale. I Sanseverino, nella figura del principe Antonello II, avevano infatti ordito la cosiddetta congiura dei baroni fallita disastrosamente nel 1486, scatenando la furia vendicativa di Ferdinando I d'Aragona.
Nell'anno 1481 Francesco, Alfonso e Antonio Rinaldo da Siano si distinsero nell'epica battaglia di Otranto, combattuta dall'esercito di liberazione cristiano contro i Turchi.

### Storia moderna
In quegli anni, gli spagnoli succedettero agli Aragonesi e il Regno di Napoli fu annesso alla Spagna nel 1504, perdendo il "titolo" e diventando così, per due secoli Vicereame di Napoli, in quanto governato da un viceré in rappresentanza del re spagnolo. Con i nuovi padroni il feudatario di Siano, come tutti gli altri signori del Mezzogiorno, si vide limitare notevolmente l'autonomia di cui aveva goduto.
Tra il 1500 e il 1700 Siano è un casale autonomo dallo Stato di San Severino all'interno del Regno di Napoli.
A Ludovico succedette, nel 1506, il figlio Francesco De Rynaldo. Siano non era considerato come comune feudo ma, a differenza dei villaggi vicini, un vero e proprio oppidum, ossia alla stregua di una città fortificata; nei documenti dell'epoca viene già decantata la vallata per la sua terra fertile, ricca di oliveti e vigneti. Su di essa il feudatario di turno esercitava i suoi diritti feudali, spesso vessatori nei confronti della popolazione: uso a piacimento della manodopera, nomina dei vassalli, amministrazione della giustizia penale e civile, giurisdizione sul forno pubblico e sul prelievo di legname dal demanio e sull'uso del territorio per il pascolo del bestiame, riscossione delle tasse sulle compravendite di terreni nel feudo (la "quarta").
Il nome Siano appare chiaramente in un atto del 1528 quando il viceré Filiberto di Chalon, principe d'Orange, confiscò in nome del suo re Carlo V il Casalis Siani vendendolo al nobile don Ferdinando Pandone
.
La parrocchia di Santa Maria delle Grazie di Siano compare anche nel percorso della visita pastorale compiuta dell'arcivescovo spagnolo Cervantes, reggente dell'arcidiocesi di Salerno, al suo insediamento nel 1564. La relazione del cardinale cita la grande devozione della popolazione di Siano per i martiri cattolici San Vito e San Sebastiano. A quest'ultimo era dedicata
una cappella, posta nell'allora centro del paese per comodità dei fedeli, sul luogo ove oggi sorge la Chiesa Madre dedicata a San Rocco e San Sebastiano. Di quella cappella resta ora la cripta cinquecentesca sottostante il pavimento della chiesa di San Rocco.
Nel 1594 la peste devastò il cuore del regno di Napoli, mietendo moltissime vittime fino a comprendere l'intera zona nolana: le valli interne dell'Agro furono invece risparmiate.
Durante gli anni successivi il feudo fu signoria di varie illustri famiglie quali i napoletani Caracciolo-Rossi (congiuntamente ad altri loro possedimenti nell'area sanseverinese) e il ramo napoletano della nota famiglia di banchieri fiorentini Antinori che, a quei tempi e nella persona di Alfonso Antinori, erano già baroni del vicino feudo di Ciorani e si fecero anche signori del Castel di Siano.
A difesa dalle frequenti alluvioni, nella prima metà del XVII secolo, per opera del viceré di Napoli Pedro Fernández de Castro, sotto la direzione dell'architetto Domenico Fontana, fu realizzata una serie di lavori di inalveazione per contenere l'effluvio di acqua piovana e fango dai "valloni" circondanti il centro cittadino. Queste realizzazioni si inserirono nel quadro della pregevole opera di ingegneria idraulica come "Regi Lagni" (una rete di canali che servivano a irregimentare le acque affluenti del fiume Sarno).
Nella notte tra il 15 e il 16 dicembre del 1631 il Vesuvio, dopo due secoli e mezzo di quiete, esplose in una tremenda eruzione durata vari giorni e accompagnata da forti scosse telluriche, causando circa 6000 vittime nelle vicinanze del cono: gli effetti dell'eruzione interessarono anche Siano, dato che l'area impattata ebbe un raggio di approssimativamente 23 km.
Nella storia del paese un posto di rilievo è occupato dalla nobile e potente famiglia dei Capecelatro (o Capece-Latro), signori baroni di Siano già dalla prima metà del XVII secolo con Girolamo Capece, e che fecero attribuire al feudo il titolo di ducato nel 1640, sotto il dominio prima di Ettore e poi di Carlo Capecelatro.
Ettore Capecelatro fu in effetti il capostipite dei duchi di Siano, nonché marchese del Torello, e la sua linea genealogica ottenne poi in seguito per successione ereditaria dalla casata dei Mormile anche i titoli di duca di Castelpagano e di marchese di Ripalimosano, per poi estinguersi nella casata dei Perez Navarrete, duchi di Bernalda.
Di Carlo Capecelatro duca di Siano si ricorda che, trovatosi inquisito di un reato nel tribunale regio di San Lorenzo nel pomeriggio di domenica 7 luglio 1647, insieme ad altri cavalieri della nobiltà napoletana difese il palazzo dai rivoltosi capeggiati da Masaniello che lo avevano stretto d'assedio, riuscendo a contenerli ed infine ad allontanarli.
Sotto la dinastia dei Capecelatro, il ducato di Siano aumentò i suoi possedimenti e addirittura inglobò altri feudi: nel 1689, il marchesato di Polla e la baronia di San Pietro al Tanagro, nel Cilento, entrarono nella sfera di dominio sianese, anche a causa dei loro dissesti economici.
La comunità sianese rimase completamente immune al morbo delle pestilenze che flagellarono l'Italia e l'Europa nella prima metà del XVII secolo: questo incrementò il culto popolare di San Rocco, ritenuto il preservatore dalla peste. Da ricordare l'oculata gestione dell'emergenza da parte dei duchi che fecero piantonare minuziosamente per anni ogni via d'entrata ed uscita dal paese per prevenire il contagio con la restante parte del regno.
Verso la fine del secolo, nel 1692, la comunità sianese contava circa 670 persone.
Nel 1703 Siano perse il titolo di ducato per diventare nuovamente baronia e marchesato nelle mani della famiglia dei marchesi De Luca, di antica nobiltà e originari della città di Trani. La signoria di questa famiglia iniziò con Giacomo De Luca e durò per oltre un secolo, precisamente fino al 1805, quando Siano passò nelle mani dei Clementi (o Clemente), marchesi di San Luca. La signoria marchesale dei De Luca non fece rimpiangere il precedente periodo ducale in quanto, pur conservando intatti i propri diritti feudali, mostrò tuttavia una mentalità aperta tesa a perseguire anche lo sviluppo economico, sociale e religioso del possedimento.
Nel 1735-1736 Siano ricevette la visita della missione di Sant'Alfonso Maria de' Liguori, arrivato e stanziatosi nel vicino feudo di Ciorani con due suoi compagni, che influenzò molto la vita religiosa del paese.
Il 25 maggio del 1737 un'altra eruzione vulcanica del Vesuvio fece cadere cenere e lapilli nella vallata sianese.
Nella prima metà del Settecento anche a Siano, come nel resto del Regno di Napoli, si osservò l'ascesa sul palcoscenico sociale di una nuova classe intesa ad occupare gli spazi economici esistenti tra il popolo-contadino e il feudatario: imprenditori, artigiani e operai, forti dell'impulso dato dalla politica economica adottata da Carlo III di Borbone fin dal suo insediamento sul trono del Regno di Napoli e Sicilia nel 1735, si adoperarono nella creazione di una diffusa rete di attività di produzione e commercializzazione. Come conseguenza dell'espansione dei traffici, le famiglie dei commercianti e dei trasportatori locali si trovarono a godere di migliori condizioni economiche, rispetto a quelle della massa contadina.
Questa trasformazione portò alla specializzazione dei mestieri e all'emersione di nuove figure lavorative. Ad esempio, quella che in termine dialettale locale era chiamata uttàro: in origine si indicava così il fabbricatore di botti e altri contenitori fatti tipicamente col legno, abbondante nei boschi dintorno, passò poi ad indicare colui che si occupava anche di trasportare e smistare tali recipienti con i prodotti attraverso i sentieri che collegavano le varie contrade della vallata sianese mediante l'uso di carretti trainati da asini o cavalli.
I sianesi sfruttarono le abbondanti risorse boschive dei monti circostanti fin dai tempi della conquista dei Romani:
il legno era usato per costruzione di infissi e carri e anche per le navi costruite nei cantieri di Castellammare di Stabia e Amalfi; sovente, il legname veniva acquistato direttamente in lotti sul demanio dai signori dei paesi limitrofi. Nel tempo, la figura del boscaiolo andò specializzandosi in varie categorie, quali il tagliaboschi, il mannese e il segantino. Il legno delle circostanti selve cedue, specie quello del diffuso albero di cerro, era usato anche per fabbricare il carbone, dando origine alle connesse attività carbonaie.
Durante il XVIII secolo gli artisti pipernieri sianesi erano molto apprezzati e lavorarono ad importanti opere come le stanze della Reggia di Caserta e la costruzione di diverse ville e giardini nel territorio napoletano.
Terribile fu la storica carestia che si abbatté nel 1764 sul territorio sianese, come in gran parte del Regno di Napoli, e che portò alla decimazione della popolazione, a tumulti e insurrezioni. Il bilancio della calamità fu disastroso in tutto lo Stato di San Severino, e si tramanda che la popolazione moriva ogni giorno di inedia. La ripresa negli anni seguenti la carestia avvenne lentamente ma con continuità, grazie anche all'opera volenterosa dei contadini, artigiani e operai locali a cui si deve l'incremento della produzione agricola, la costruzione e l'ampliamento delle strade di collegamento coi feudi vicini, l'abbellimento del paese con i bei portali dei palazzi signorili e gli artistici archi in pietra finemente lavorati, ancora oggi ammirabili all'ingresso di Palazzo Di Benedetto e di Palazzo Iennaco.
Già dalla prima metà del Settecento era divenuta fiorente nella conca la coltivazione e vendita di ciliegie, che non conobbe pause di rilievo neanche durante la citata carestia del 1764, tanto che in un atto notarile del 1766 si menziona un terreno sito in località di Siano che presentava piantagioni di "cerase, ficoni e uva" di speciale qualità e ottimo sapore.
Alla fine del Settecento Siano risulta ancora inquadrato come marchesato, come già detto in mano alla famiglia De Luca o secondo altre fonti, infeudato per un certo periodo alla casa Sarno. La vallata era popolata da 1952 anime e d'aria mediocre. Vi era già un discreto numero di case allineate ai lati delle principali arterie cittadine dell'epoca, confluenti nelle odierne piazze di San Rocco, Municipio e IV Novembre. Il solo Palazzo Ducale (o più propriamente ora, il Palazzo Marchesale) risultava isolato rispetto agli agglomerati abitativi ed immediatamente a ridosso dei terreni agricoli. Siano rispondeva già allora ad un criterio di consolidata omogeneità insediativa, derivata essenzialmente dalla tradizione geografica del suo territorio
rispetto agli altri centri cittadini circostanti.
Agli inizi dell'Ottocento i tessuti insediativi tendono a concentrarsi lungo gli assi stradali corrispondenti alle attuali via Garibaldi e via Marconi/via Vittoria e si riconosce la prima articolazione nei tre quartieri storici di Siano: "Casa Leo"-"Chivano", "Casa d'Andrea" e "Pie' del Pozzo". Dalle carte topografiche dell'epoca si nota che il paese è collegato a Sarno da una mulattiera che parte dalla zona detta "Cortemeola" in direzione de "La Cappella" e a Bracigliano attraverso un preciso tracciato viario. Si evince anche la presenza di un canalone sul tracciato di quella che diventerà via Botta e di un cimitero alle spalle della chiesa di San Rocco oltre a quello in località San Vito (nucleo di quello attuale).
Nel 1806 Giuseppe Bonaparte re di Napoli e fratello di Napoleone abolì la feudalità e gli antichi reggimenti municipali. Nacque così il comune di Siano, che fu inquadrato nel circondario di San Giorgio all'interno del distretto di Salerno ed ebbe come primo sindaco Saverio Nocera, a cui succedette prima G. De Filippis e nel 1810 Sebastiano Galluccio.
Siano contava 2 309 abitanti nel 1812 e quindi, essendo inferiore a 3 000 abitanti, venne classificato tra i comuni di terza classe, in base al decreto di re Gioacchino Murat n. 735 del 15 settembre 1810 che rese obbligatoria l'istruzione primaria nei paesi con più di 300 abitanti per i bambini che avessero compiuto i cinque anni, con pagamento di una retta comunale (un carlino), da cui erano esentati i poveri.

### Storia contemporanea
Durante la prima metà dell'Ottocento il territorio sianese era parte della provincia Principato Citra del Regno delle Due Sicilie, sotto la dinastia reale dei Borboni.
Intorno al 1823 nella "pianura cinta dai monti" del feudo di Siano risultavano vivere 2 060 persone, dedite a un'agricoltura concentrata sulla produzione di "grani, granidindia, frutti, vini e canapi".
Alla fine del quinto decennio dell'Ottocento Siano contava circa 3 576 abitanti e l'economia, si basava sulla vendita del legname da costruzione - specie quercia e castagno e, per tale motivo, allora veniva chiamato volgarmente querciale - tagliato dai folti boschi demaniali e del carbone ottenuto bruciando la legna locale nonché sul commercio del vino e della frutta coltivata nei possedimenti. La popolazione della vallata era impegnata per la maggior parte nei lavori dei campi; il resto si dedicava all'artigianato, all'allevamento delle capre e alle attività legate alle montagne del circondario.
Al primo censimento fatto nel Regno d'Italia nel 1861, Siano faceva registrare circa 2 843 abitanti, mentre dagli archivi borbonici ne risultavano fino ad un massimo di 3600 negli anni immediatamente precedenti. Con la riorganizzazione degli stati pre-unitari nella struttura amministrativa unica del nuovo regno, Siano:
- entrò a far parte del IV mandamento di Castel San Giorgio (comprendente anche Bracigliano e Roccapiemonte) e della provincia Principato Citra (divenuta poi provincia di Salerno), esattamente nel III circondario amministrativo di Salerno;
- la giustizia fu affidata al Tribunale di Salerno e alla Corte d'appello di Napoli;
- dal punto di vista religioso, restò nell'arcidiocesi di Salerno;
- venne integrato nel neo-formatosi collegio elettorale di Nocera dei Pagani.

Di questo periodo si ricorda la carriera di Antonio Capecelatro, patrizio napoletano della storica famiglia legata a Siano, dapprima funzionario delle Poste Borboniche, poi fondatore del giornaletto umoristico Palazzo di Cristallo nel 1856 e in seguito direttore del "Diorama", successivamente al Ministero della Marina e infine, dal 1880 al 1886, Direttore Generale delle Poste del Regno d'Italia.
In quest'epoca, la popolazione cittadina sianese fu interessata da un consistente aumento demografico con una progressiva accentuazione del disboscamento della vallata e della superficie coltivata. I tre quartieri storici vennero definitivamente collegati da un percorso corrispondente all'attuale via Roma.
Una misura della vita di sacrifici e di quotidiane rinunce a cui era sottoposta la popolazione rurale sianese nei primi anni del Novecento è documentata da diversi sfortunati casi di ustioni su bambini di pochi anni, lasciati incustoditi davanti al fuoco del camino acceso a riscaldare le pentole, mentre i genitori erano assenti perché costretti a dedicarsi al lavoro nei campi.
Nei decenni a cavallo tra la fine dell'Ottocento e i primi del Novecento, per sfuggire allo stato di miseria, centinaia di sianesi emigrarono in cerca di fortuna nelle Americhe imbarcandosi sulle grandi navi che solcavano l'Atlantico. Non tutti personalmente fecero fortuna, ma in alcuni casi i loro discendenti sì (come nel caso dei nonni di Thomas R. DiBenedetto, a capo della cordata di imprenditori che ha acquistato nel 2011 la squadra di calcio della capitale A.S. Roma).
Tra il XIX e fino ai primi decenni del XX secolo, il legname di Siano era così apprezzato che veniva impiegato anche per la costruzione delle traverse, le sottostrutture su cui poggiano i binari, contribuendo così alla realizzazione delle linee delle ferrovie meridionali nel Regno delle Due Sicilie, le prime in Italia e tra le prime in Europa. Oppure il legname, sotto forma delle cosiddette carrate, era indirizzato verso i porti del Regno. Le cortecce delle querce che crescevano nell'area sianese erano molto apprezzate dai fabbricanti di cuoi a causa dell'eccellente quantità di tannino che esse emanavano.
Nel XX secolo la dinamica insediativa ha condotto a una caratteristica configurazione con la zona centrale del paese fatta di insulae urbane di medie dimensioni, con un'edificazione compatta nelle zone perimetrali (tipicamente palazzetti a 2/3 piani in prossimità delle strade) ed aree libere nelle parti interne (aree non coltivate o aree verdi tutelate dal piano regolatore). I colori dominanti degli edifici sono il bianco e il giallo.
Durante la Seconda guerra mondiale, a seguito dello sbarco alleato a Salerno e dell'armistizio di Cassibile, a partire dal 19 settembre 1943 alcune divisioni dell'esercito tedesco in ritirata verso il Volturno attraversarono il passo de La Cappella in direzione di Sarno provenienti da Castel San Giorgio, pressate dall'avanzata della 5ª Armata Stati Uniti d'America agli ordini del generale M. W. Clark, il quale mirava a consolidare la posizione ottenuta con lo sbarco nella piana del Sele dilagando nell'Agro, per poi puntare su Napoli.
Negli anni quaranta e cinquanta le strade periferiche di Siano si presentavano sterrate e polverose, a differenza delle arterie principali del centro che invece erano già pavimentate, anche in basolato lavico di pietra vesuviana.
Siano fu uno dei comuni interessati dal terremoto dell'Irpinia del 23 novembre 1980, riportando 6 vittime e cospicui danni e lesioni alle abitazioni.
Ingente fu anche il bilancio a seguito delle colate rapide di fango avvenute il 5 maggio 1998 che interessarono l'intero comprensorio dei comuni attorno al blocco montuoso del Pizzo d'Alvano. Da 5 punti principali di innesco distinti sul monte Le Porche, localizzati per la maggior parte al di sopra delle scarpate naturali sul versante sianese della montagna, in momenti diversi tra le ore 16 e le 19 secondo le diverse testimonianze oculari,
incanalandosi lungo i valloni (cavità colluviali) preesistenti e con velocità media stimata in 15 m/s (variabile dai 12.8 m/s alla base del versante ai 20 m/s di picco durante la prima parte della caduta), le frane si riversarono in rapida successione sulla parte nord dell'abitato di Siano provocando 5 vittime, 14 feriti, oltre 500 sfollati, 5 edifici completamente distrutti, 34 edifici dichiarati inagibili e 10 parzialmente agibili, l'interruzione del collegamento viario diretto con la vicina Sarno oltre la sella de "La Cappella" e quello della strada provinciale (SP 7) che univa Bracigliano a Sarno.
Nel 2010, le strade che collegano Sarno, Siano e Bracigliano sono state riaperte, sia riparando i danni strutturali alle opere viarie esistenti sia completando la costruzione di nuove, superando così i problemi di comunicazione insorti con la frana del 1998.

### Simboli
Lo stemma e il gonfalone sono stati concessi con decreto del presidente della Repubblica del 21 marzo 1977.
Lo stemma comunale di Siano si presenta come uno scudo, della tipologia detta sannita, con riempimento interno sbarrato: più in dettaglio, esso è di forma rettangolare alta (lati lunghi in verticale) regolare tranne per il lato corto in basso, che presenta gli angoli smussati e si appuntisce in una cuspide centrale; l'area rettangolare è partita uniformemente fra tre sbarre d'oro alternate ad altrettante tre sbarre rosse, tutte poste in direzione obliqua a 45°.
Lo stemma riporta gli ornamenti esteriori in uso ai comuni italiani: a sinistra una fronda di alloro con drupe arancioni (simboleggiante la sapienza e la gloria) e, a destra, una fronda di quercia con ghiande olivastre (simboleggiante la forza e il valore). Le due fronde sono incrociate e unite alla base dei loro rami con un nastro di tricolore nazionale.
Lo scudo è sormontato da una corona turrita, di colore argenteo e senza torrioni a doppia cintatura concentrica: sono visibili nove archi a tutto sesto che sorreggono la cerchia superiore sporgente, composta di nove merli alla ghibellina (cioè con forma bifida, detti anche "a coda di rondine") e tre ingressi con archi ribassati posti nella cerchia inferiore interna. L'interno della struttura muraria è rosso.
Come risulta dallo statuto comunale, il gonfalone è un drappo tagliato dei due colori dello scudo araldico, rosso e giallo oro, e su di esso è riportato lo stemma comunale.
I colori rosso e oro si richiamano verosimilmente a quelli delle barre della Corona d'Aragona e sono presenti in altri stemmi di comuni campani, come visibile nell'Armoriale dei comuni della provincia di Salerno: altra ipotesi è che siano derivanti da un'antica tradizione greco-romana, in cui l'oro simboleggia il Sole e il rosso la Luna.

## Monumenti e luoghi d'interesse

### Architetture religiose
- Chiesa dei Santi Rocco e Sebastiano e congrega del Rosario

La chiesa dei Santi Patroni Rocco e Sebastiano e la congrega del Rosario costituiscono un complesso di due edifici contigui che si affacciano in piazza San Rocco, nati entrambi come confraternita quella minore della santa Madonna del Rosario è sulla destra di chi guarda, e quella maggiore dei santi Rocco e Sebastiano, sulla sinistra. L'edificio principale è oggigiorno dedicato a due dei tre santi che la tradizione popolare indica come protettori di Siano (il terzo è san Vito) e sorge sul luogo ove in antichità era situato il tempio cristiano cinquecentesco in onore di san Sebastiano, primo protettore di Siano in ordine cronologico. Alla destra delle due congreghe e separato da esse svetta maestoso il campanile.
All'interno si trova un organo a canne, realizzato e completato per la parte centrale nel 1935 dalla ditta di costruttori di organi dei fratelli Gaspare e Michele Schimicci da Formia.

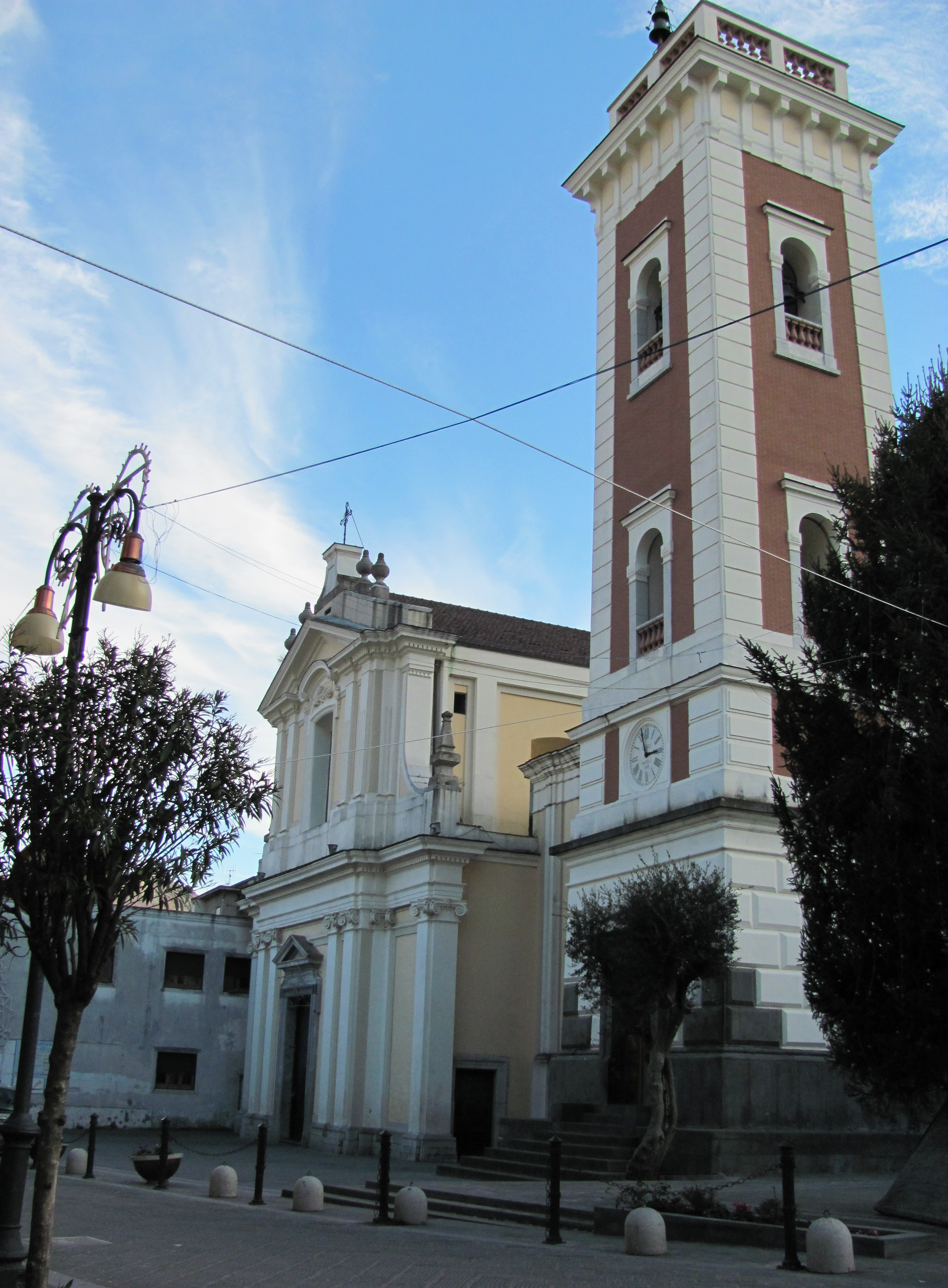
Chiesa di San Rocco con campanile

- Chiesa di Santa Maria delle Grazie

La chiesa di Santa Maria delle Grazie è situata al culmine dell'omonima via, in una zona pedemontana sotto una propaggine del monte "Bosco Borbone"/"Torre del Gatto"; la chiesa risulta presente già a partire dal 1309 fuori del centro abitato (e per questo motivo era chiamata anche Badia).

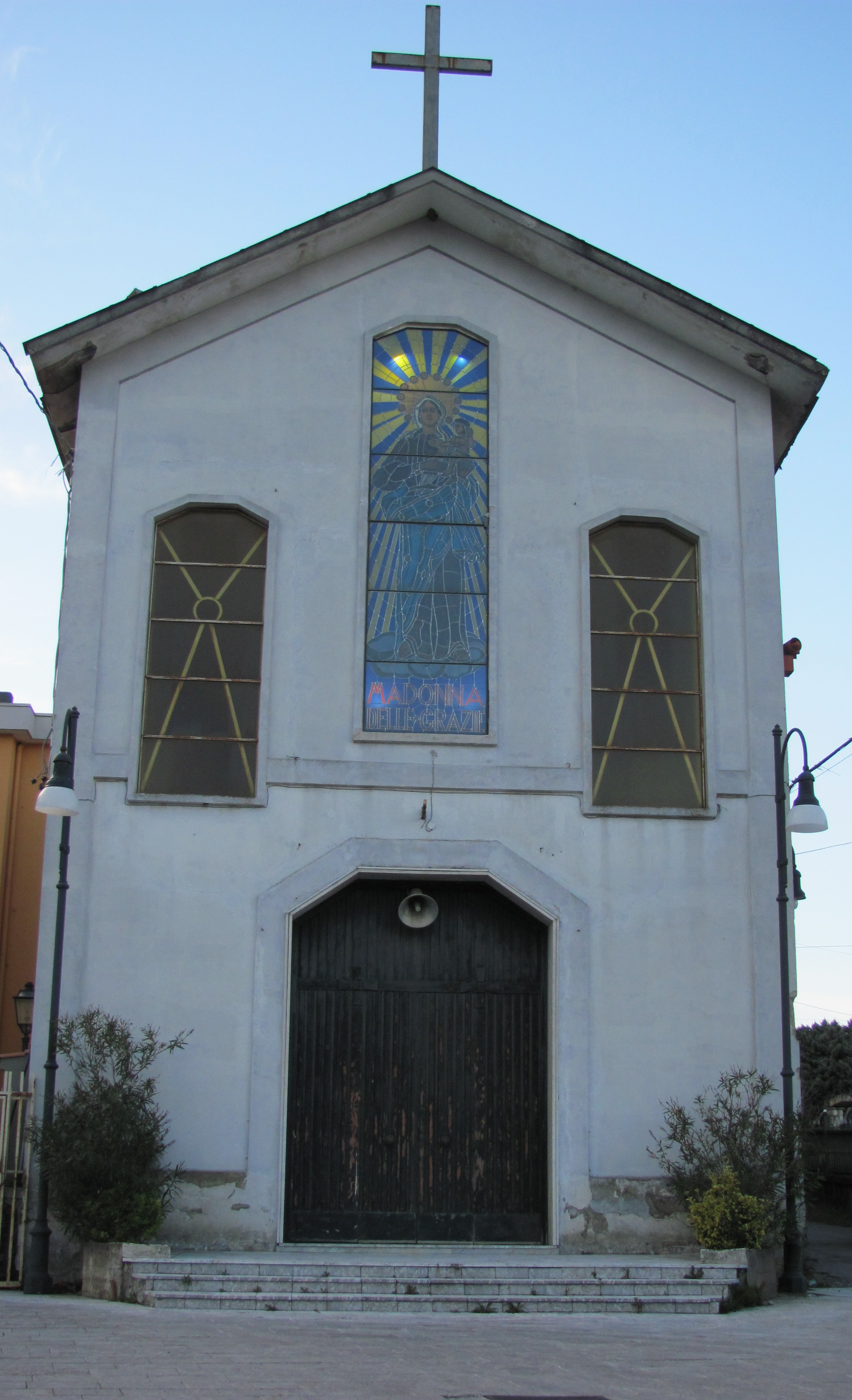
Chiesa di Santa Maria delle Grazie

- Chiesetta della Madonna del Carmine

La chiesetta della Madonna del Carmine è un piccolo tempio posto vicino a piazza Municipio, di fronte all'imbocco di via Campo, in quella che era un tempo la località nota come "Pie' del Pozzo".
L'edificio nacque come una cappella laicale e fu edificata nel 1564 da Ippolito de Mantiglia a devozione della Madonna del Carmine. In seguito essa è giunta in eredità alla famiglia Di Filippo, che ha apportato diverse ristrutturazioni, e a tutt'oggi l'amministra.
L'interno presenta interessanti affreschi e decorazioni, con la statua della Madonna dotata di un ammirevole e pregiato vestito.
Molto sentita dal popolo sianese è la sua festa, il 16 luglio, in cui la statua viene portata in processione.
- Chiesa di Maria Santissima Annunziata

La chiesa di Maria Santissima Annunziata, dalla caratteristica forma circolare, è posta all'incrocio tra via Garibaldi e via Del Sole. L'interno della struttura cilindrica è ornato di squisiti dipinti. La cappella della Consolazione (detta anche del Battesimo, poiché contiene il fonte battesimale) contiene esposto l'affresco traslato dalla vicina cappella di Chivano.

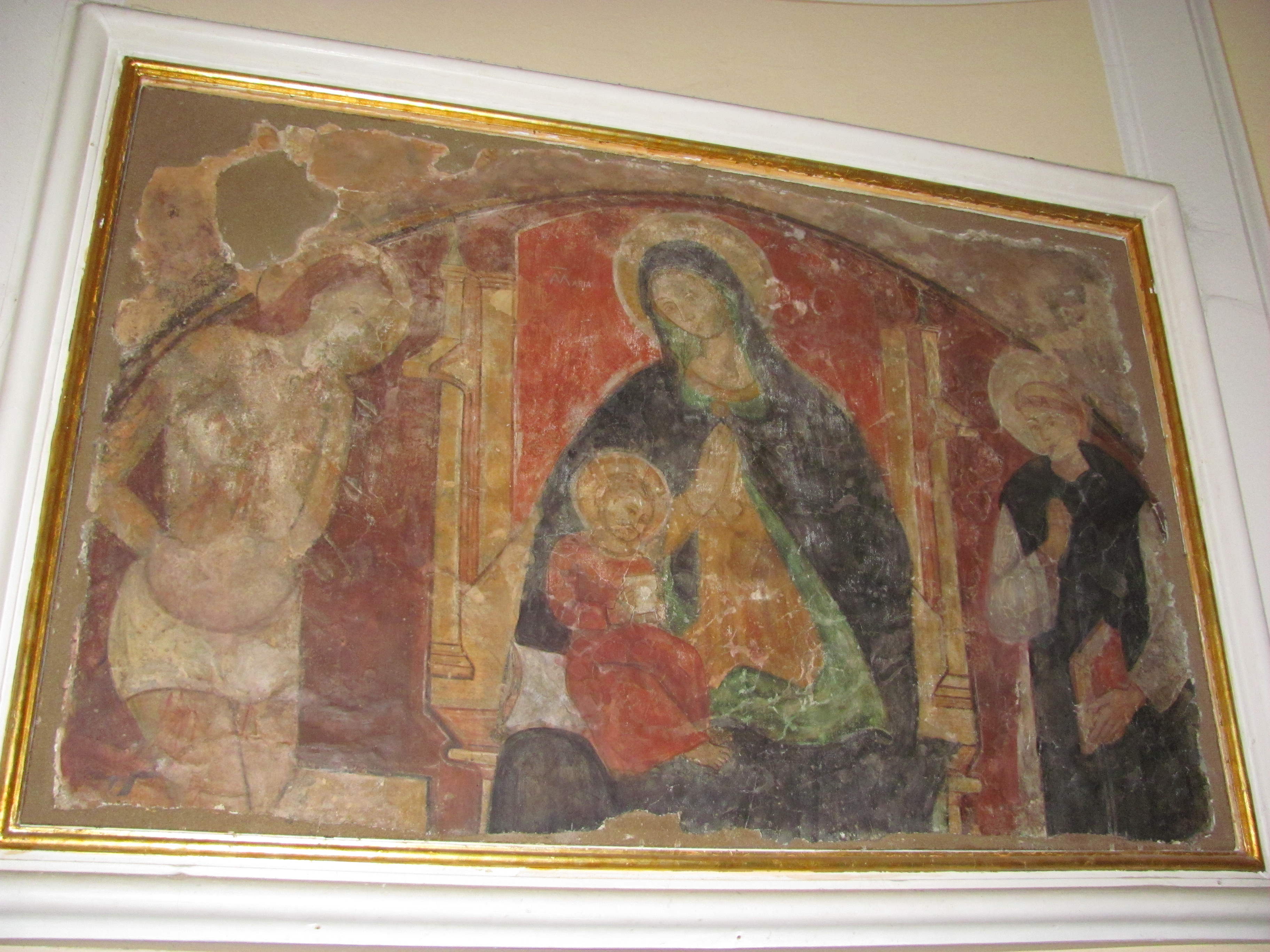
Affresco della Madonna della Consolazione

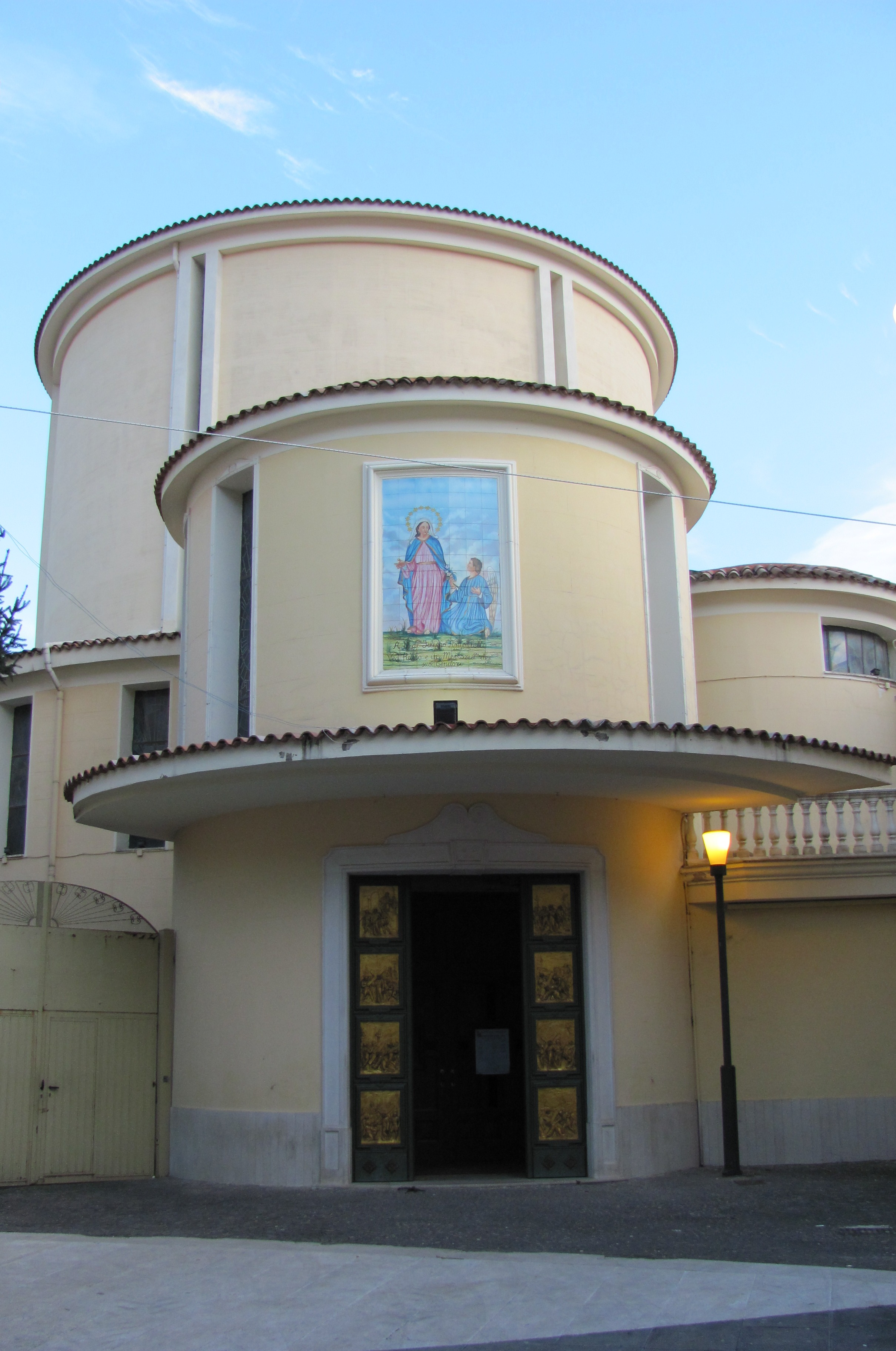
Chiesa di Maria Santissima Annunziata

Il 12 aprile 2010, in occasione dei 30 anni dalla sua morte, le spoglie del vecchio parroco di questa chiesa, don Vincenzo Leo, sono state traslate in essa con una solenne cerimonia, operazione fortemente voluta dell'attuale parroco don Giacomo De Filippis per celebrare l'Anno sacerdotale 2009-2010 indetto da papa Benedetto XVI.
- Cappella di Chivano

Si trova nei pressi del Palazzo Ducale e nacque come chiesa a servizio dei feudatari locali. Essendo discostata dal Palazzo Ducale, nel 1656 si decise di erigerne una nuova, dedicata ai Morti.
La cappella conservava sull'altare un interessante affresco, datato intorno ai secoli XV-XVI e molto rimaneggiato, raffigurante la Madre della Consolazione con alla sua destra san Sebastiano, patrono di Siano, e alla sinistra un santo in abito benedettino indicato come "Leo.dus" e identificato quindi con san Leonardo di Noblac. L'affresco probabilmente faceva parte di un più ampio ciclo pittorico caratterizzato da una peculiare freschezza compositiva e cromatica per l'epoca di realizzazione.
L'affresco, esemplare per forza evocativa, è stato distaccato e rimontato su tela ed è attualmente sistemato
nella cappella del Battesimo, all'interno della moderna chiesa parrocchiale dell'Annunziata.
- Ruderi della cappellina longobarda (sacello)

Intitolata a san Michele arcangelo, santo protettore scelto dai Longobardi che avevano occupato la conca sianese, il rudere della cappellina è sita sul monte Le Porche in località Sant'Angelo, vicino a un'antica sorgente d'acqua incastonata in un affascinante scenario rupestre. Era luogo di sosta durante la transumanza pastorale ed è una rarissima testimonianza della cultura longobarda alto-medioevale dell'XI-XIII secolo.
- Edicole votive maiolicate

Sono quasi un centinaio, distribuite su tutto il territorio urbano. Le meglio conservate sono quella raffigurante la Deposizione all'inizio della vecchia via Cortemeola (ora via Martin Luther King), il santo protettore san Vito posta nella cappellina nell'omonimo quadrivio, la Madonna dell'Olmo in via Roma, la Madonna Materdomini nel vicolo Rosa, la Madonna di Montevergine in via Pozzale (località San Vito), la Madonna del Carmelo in via del Sole.

### Architetture civili
- Palazzo Ducale

Sito nel quartiere di "Chivano" e noto anche come Palazzo Marchesale o del Marchese, per secoli è stata l'unica abitazione su due livelli del paese. I resti strutturali ancora oggi visibili lasciano intravedere una residenza fortificata simile in architettura ai castelli rinascimentali aragonesi. Con l'abolizione della feudalità è stato venduto e diviso in diverse unità abitative tra vari proprietari e le singole abitazioni sono andate soggette successivamente negli anni a diverse ristrutturazioni.
La facciata è ormai andata irrimediabilmente perduta e il cortile interno è stato ridimensionato rispetto alla pianta originale; resta solo la scalinata che, scenograficamente addossata a quello che era il muro di cinta come nei tipici cortila aragonesi, si presenta in una foggia aperta, tipica dell'epoca settecentesca.
- Palazzo Di Benedetto (1773)

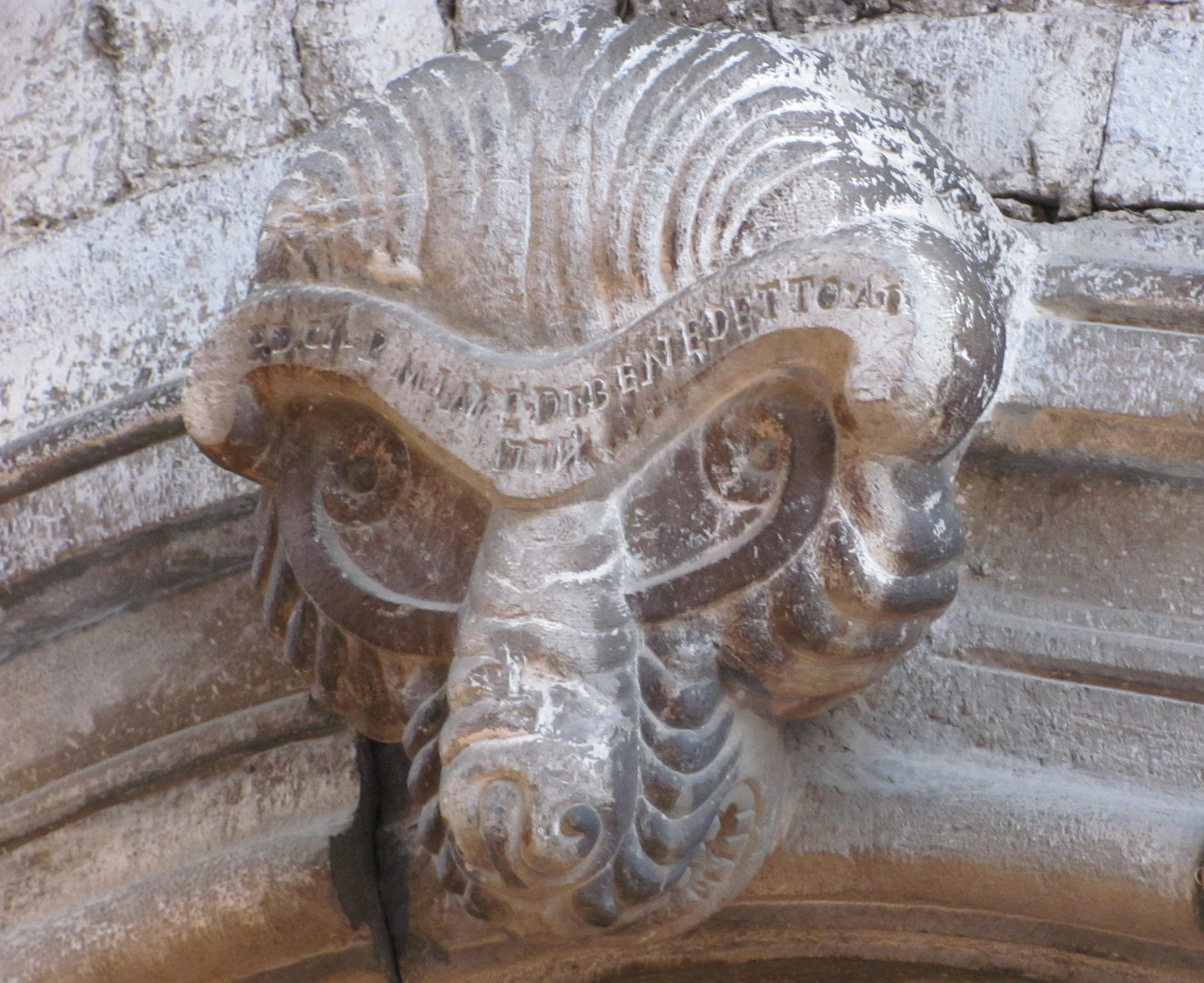
Testa d'ariete a Palazzo Di Benedetto

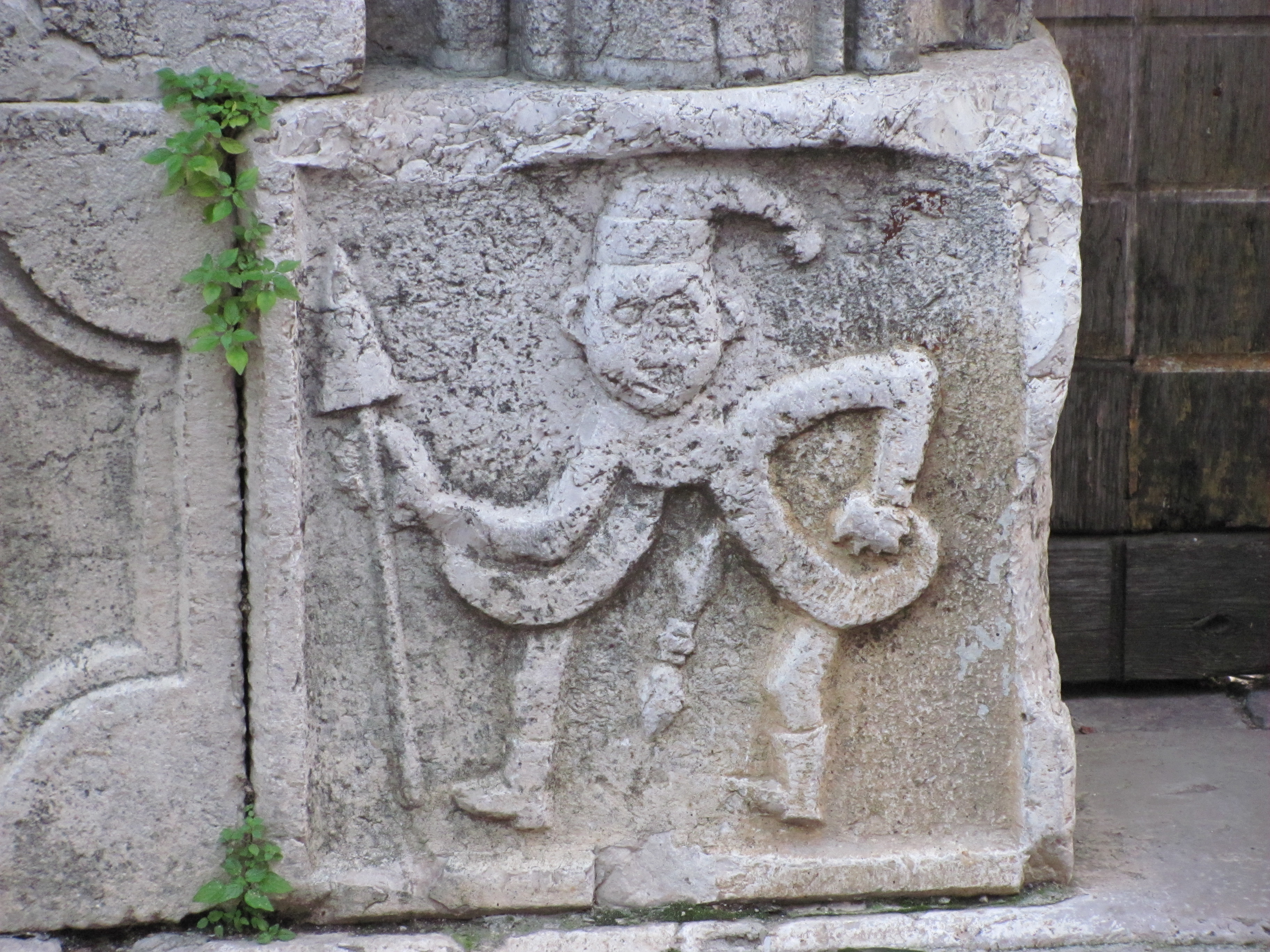
Nano dotato a Palazzo Iennaco

Ubicato in via Del Sole, presenta un portale detto "testa d'ariete" per la caratteristica decorazione nella chiave di volta con un protome animale rappresentante la testa di un caprone o ariete, risalente al 1774, dall'evidente significato apotropaico.
- Palazzo Iennaco (1774)

Ubicato in via Garibaldi, presenta un portale detto "nano dotato" per la figura riprodotta in basso a sinistra, risalente anch'esso al 1774.
- Palazzo Donnarumma (1845)

Noto anche come palazzo Palmieri, dal nome di due facoltose famiglie sianesi nel passato, si trova in via Aia e presenta una struttura storica tipica della metà dell'Ottocento. In origine l'edificio sorgeva in mezzo a una distesa di terreno coltivato ed aveva annessa una grande aia (da cui il nome della via prospiciente) utilizzata per la trebbiatura del frumento, alcune stalle per gli animali e un pozzo per l'approvvigionamento idrico e l'intero complesso era circondato da un'alta muratura in tufo; attualmente rimangono solo la struttura principale del palazzo e un piccolo cortile, innestati nel tessuto urbano che nel frattempo si è sviluppato tutto intorno nel corso del XX secolo.
Il palazzo si snoda su due livelli e in precedenza è stato sede dell'ufficio sanitario, della guardia medica, di una scuola materna, fino a quando è diventato sede della biblioteca comunale e del centro studi che prepara la manifestazione annuale "Fantasilandia".

### I vicoli del centro storico
Sono di conformazione tortuosa e si aprono su molteplici corti attraverso i caratteristici portoni ad arco in pietra, con ancora case antiche o che, sebbene ristrutturate, ricalcano ancora la forma, le fondamenta e l'accavallamento tipico dell'edilizia dei secoli scorsi.

### Monumenti
- Monumento ai Caduti

È situato nella villa comunale che costeggia via D'Andrea.

## Società

### Evoluzione demografica
Abitanti censiti

In media ogni nucleo familiare nel 2001 era costituito da 3,38 componenti.
Nel periodo estivo, col rientro dei migranti in occasione della festività di San Rocco, si stima che Siano arrivi a superare le 15000 unità.

### Lingue e dialetti
Il vernacolo sianese risente dell'influenza di entrambi i maggiori ceppi idiomici limitrofi, quali il vernacolo salernitano, con le sfumature tipiche dell'alta Valle dell'Irno, e il tipo simil-napoletano della zona nocerino-sarnese di confine tra la provincia di Salerno e la città metropolitana di Napoli, ma si distingue anche per alcuni vocaboli propri e per certe inflessioni. Una caratteristica del dialetto sianese è la palatalizzazione della /a/ nel gerundio presente, in verbi come “mangiannə” che in sianese diventa “mangennə”.

### Religione
La maggioranza della popolazione è di religione cristiana di rito cattolico; il comune appartiene all'arcidiocesi di Salerno-Campagna-Acerno.
Siano è una terra feconda di vocazioni e nella sua storia ha dato alla Chiesa cattolica 421 sacerdoti più tante suore, che hanno contribuito a diffondere il cattolicesimo nel mondo.
L'altra confessione cristiana presente è quella evangelica con tre comunità:
- Chiesa evangelica pentecostale ADI
- Chiesa evangelica pentecostale CCP
- Chiesa evangelica pentecostale MIE

## Cultura
Siano è dotato di una biblioteca comunale, anche questa locata nel palazzo Donnarumma, contenente circa 6000 volumi e due sale studio per la lettura.

### Cucina
La tradizione locale della vallata propone pietanze principalmente "di terra", cioè a base di pasta, carne e verdure. I piatti tipici riconosciuti sono:
- Braciola di capra. È un involtino di carne di capra ripieno di erbe aromatiche (aglio, prezzemolo, pepe) e formaggio pecorino stagionato, cotto in umido con pomodori pelati tipici dell'Agro e olio extravergine di oliva. Il sugo che si ricava dalla cottura è utilizzato anche come condimento della pasta nei primi piatti: tradizionalmente si utilizzano i ziti o zitoni.
- Pizza fritta e mallone. È formato dall'accostamento del mallone, un misto di erbe selvatiche di montagna, e la pizza di granturco impanato.
- 'a farnata. È una polenta di granturco tipica del periodo pasquale.
- Ammisca. È un mix cotto in pentola di cereali (tipicamente, granturco), lenticchie, ceci e fagioli conditi con olio extravergine di oliva e aglio.
- Migliazzo. Da non confondersi con l'assonante migliaccio, è un agglomerato di maccheroni o spaghetti o bucatini prima cotti normalmente in pentola fino ad uno stato "al dente", quindi scolati e riversati in padella ove sono fritti con olio extravergine di oliva insieme all'uovo sbattuto e condito con pepe, sale e pezzi di pancetta o salame o soppressata; il tutto viene fritto da un lato fino alla solidificazione che permette di ribaltare la forma e friggere l'altro lato, avendo infine una struttura compatta discoidale.
- Percoca giallona di Siano. Varietà del frutto pesco.

Durante il periodo di agosto, agli angoli delle strade si possono ancora trovare i carrettini in cui si vende "'O pere e 'o musso", cioè le zampe e il muso di maiale mischiati con altre interiora, lessati e conditi con succo di limone e sale: sono considerati alla stregua di una vera e propria leccornia ed è una prelibatezza tipica dell'area vesuviana.

### Eventi
- "Fantasilandia", premio letteratura dell'infanzia[143] patrocinato dal Presidente della Repubblica Italiana che si svolge annualmente a maggio. Esso si ispira alla metodologia e alla didattica che furono di Gianni Rodari. Il centro studi che lo organizza è impegnato anche nella diffusione dell'opera fiabesca di Giambattista Basile. Attualmente il centro studi ha sede presso l'antico palazzo Donnarumma in via Aia, ma un nuovo polo ludico-educativo è in via di costruzione.
- "Strasiano", giugno; gara podistica interregionale.
- Festa di San Rocco, 16 agosto. San Rocco è il patrono di Siano e la sua festa cade a metà agosto, a partire dal giorno della celebrazione del santo, e si protrae con varie manifestazioni civili e religiose per i giorni successivi.
- "Giornata della Solidarietà" - Raduno Regionale delle Misericordie d'Italia, settembre.

## Geografia antropica

### Località
Località nel territorio sianese (alcune sono inglobate attualmente nel tessuto urbano):
- Bosco Borbone: in direzione sud/sud-ovest, sovrastante il territorio urbano, si identifica col versante nord/nord-ovest del monte Torre del Gatto, compresa tra una quota variabile da 180 a 480 m;
- Casa D'Andrea: ormai completamente integrata nel territorio urbano, è situata a ovest ai margini della villa comunale;
- Casa Leo: anch'essa integrata nel territorio urbano, è situata a nord, guardando verso sinistra del monte Le Porche;
- Chivano: integrata nel territorio urbano, è situata a nord del paese;
- Cetronico (o Citronico): in direzione nord-est, è contigua e successiva all'insellatura della Madonna del Carmine che immette a Bracigliano, a quota 240 m;
- Cognulelle: guardando a nord-est, fuori del territorio urbano, comprende anche il versante sud dell'omonimo colle, con quota variabile da 150 a 260 m;
- Cortemeola: ai margini del territorio urbano, situata è a nord-ovest verso il monte Le Porche;
- Donice: a nord-ovest, sottostante all'insellatura de "La Cappella", guardando a sinistra del versante sud del monte Le Porche, fuori del territorio urbano, immediatamente al di sotto della Strada Provinciale 7 Bracigliano-Sarno e, ancora, a sinistra della località Petrarola, a una quota di circa 260 m;
- La Cappella: insellatura a quota 300 m, in direzione ovest verso Sarno, posta tra il monte Le Porche e il Colle Borbone del monte Torre del Gatto;
- Madonna del Carmine: insellatura a quota 240 m, in direzione nord-est, guardando verso Bracigliano, posta tra il Colle Vavere del monte Le Porche a sinistra e il Colle Cognulelle del monte Iulio a destra;
- Montagnelle: a nord, fuori del territorio urbano, al centro del versante sud del monte Le Porche, immediatamente al di sopra della Strada Provinciale 7 Bracigliano-Sarno, a una quota di 375 m;
- Orneto: posta in direzione est, fuori del territorio urbano, si estende dal fondo valle fino a metà del versante ovest del monte Iulio, sotto il cosiddetto Poggio Caviglia, con quota variabile da 120 a 400 m; ai piedi corre Via Orneto, un antico sentiero interpoderale visibile già nelle mappe ottocentesche, una volta sterrato ora strada asfaltata, che collega Siano a Campomanfoli di Castel San Giorgio;
- Palazzo: località integrata nel territorio urbano, situata a nord del paese, è una specifica zona del quartiere storico Chivano, posta nelle immediate vicinanze dell'antico Palazzo Marchesale;
- Petrarola: a nord, fuori del territorio urbano, guardando a sinistra-centro verso il versante sud del monte Le Porche, immediatamente al di sotto della Strada Provinciale 7 Bracigliano-Sarno e sotto la località Montagnelle, a una quota intorno ai 230 m;
- Piè del Pozzo: integrata nel territorio urbano, è al centro nelle immediate vicinanze delle pendici della propaggine monte Torello del monte Torre del Gatto;
- San Vito: ai margini del territorio urbano, situata a nord-est in prossimità dell'antico quadrivio, che continua poi salendo a Bracigliano, e del cimitero comunale;
- Santa Maria delle Grazie: ai margini del territorio urbano, situata a ovest, e compresa tra la località Cortemeola a nord e il bosco del versante nord del monte Torre del Gatto che la sovrasta da sud;
- Sant'Angelo: in direzione nord/nord-ovest, molto fuori dal territorio urbano in un'area montagnosa sul fianco del monte Le Porche che volge verso Sarno, a una quota di 700 m;
- Starze di Valesana: sita a fondo valle all'ingresso da Castel San Giorgio, è delimitata dall'asse viario formato da Via Valesana di Sopra / Viale Kennedy / Strada Comunale Valesano a est e da Via Zambrano / Viale Europa a ovest;
- Verdaglio
- Vigna Pelosa: è posta in direzione sud, fuori del territorio urbano, si estende sul versante nord/nord-est del monte Torello, e sovrasta il paese con quota variabile da 140 a 200 m;
- Vignolia: inizia appena fuori del territorio urbano a nord di Cortemeola e continua ascendendo il monte Le Porche in direzione nord-ovest, verso Donice e Petrarola e fino a una quota massima di 200 m.

## Economia
Siano è situata in un'area prevalentemente agricola, facente parte della "regione agraria N. 6 - Colline orientali dei Picentini", con tipica coltivazione di viti, pomodori, frutta e ortaggi.
A ridosso del monte Le Porche e ai piedi del monte Iulio, che godono di una privilegiata esposizione a mezzogiorno, si trovano piccoli appezzamenti agricoli tipicamente a conduzione familiare, dove si produce di tutto.
Tra gli ortaggi ancora coltivati a Siano si trovano finocchi, cavolfiori, broccoli, pomodori, carciofi, scarole, peperoni, fagioli, melanzane, lattuga, patate, cipolle e agli.
La parte del territorio di Siano all'ingresso principale della vallata e ai piedi del monte Iulio rientra nell'area di produzione riconosciuta del Pomodoro di San Marzano dell'agro sarnese-nocerino (DOP), sebbene non esistano nel comune delle aziende industriali per la sua trasformazione.
Il vitigno più diffuso è il piedirosso, uva autoctona della regione campana, detta in dialetto locale pèr 'e palummo ("zampa di piccione"); deve il suo nome alla colorazione rossa del raspo che a maturazione prende la forma dell'arto del volatile. Le origini di questo vitigno sono davvero antichissime, essendo noto fin dai tempi della Campania Felix celebrata da Plinio il Vecchio e Orazio, e lo si trova citato esplicitamente col nome di columbina purpurea ("uva colombina") nella Naturalis Historia dello stesso Plinio. Già dagli inizi del XIX secolo è documentato che i vigneti risultavano essere la coltura prevalente nell'area agricola comprendente Siano e Bracigliano, e che allora essi sopravanzavano in produzione quelli della vicina Mercato San Severino; oltre all'aspetto quantitativo di produzione annua, Siano era rinomata anche per l'ottima qualità dei suoi vini.
Il comprensorio cittadino è particolarmente famoso a livello regionale, fin dall'Ottocento, anche per la coltivazione di:
- pesche, specie della varietà autoctona nota come "percoca giallona di Siano" che presenta un frutto di media pezzatura, di forma rotonda, con epidermide gialla e sovracolore rosa, polpa giallo chiaro, molto consistente e di ottimo sapore;
- ciliegie, dette "cerase" in dialetto locale, di diverse varietà tra cui la "primitiva", la "pallaccia", la "spernocchia" e soprattutto la pregiatissima nonché sicuramente autoctona "sciazza". Il frutto è un durone di media pezzatura, con epidermide di colore rosso molto scuro e brillante, polpa consistente e spessa, sapore agro-dolce molto gradevole e resistente alle manipolazioni. Quest'ultima caratteristica lo rende particolarmente idoneo alla frigo-conservazione, alla trasformazione e alla commercializzazione in aree anche distanti dal territorio di produzione. Le forme di coltivazione delle piante sono prevalentemente di tipo tradizionale, a vaso libero, con raccolta manuale dei frutti attraverso l'impiego di scale. Le ciliegie vengono poi sistemate in cassette forate, con un peso medio di circa 25 kg, e trasportate ai centri di lavorazione dell'Agro nocerino-sarnese o ai vari mercati regionali.

La cerasicoltura locale abbina alla sua valenza di attività produttiva sia quella paesaggistico-naturalistica che di protezione idrogeologica e ha sempre puntato sui caratteri di tipicità e sulla conservazione del patrimonio genetico originario.
Il periodo di fioritura del ciliegio si colloca tra fine marzo e inizio aprile mentre la maturazione è medio-precoce e avviene, in genere, per la "primitiva" a metà maggio, per la "sciazza" nella seconda metà di maggio e per la "spernocchia" nella prima metà di giugno.
La rinomata qualità della produzione cerasicola locale pone la vallata sianese ai livelli di altre realtà agricole ben conosciute a livello nazionale, come la veneta Marostica e l'emiliana Vignola. Insieme ad esse, nel giugno 2003, Siano è stato comune fondatore dell'Associazione Nazionale Città delle Ciliegie.
Discretamente diffuso è anche l'allevamento ovino/caprino gestito dalle popolazioni locali e dei comuni limitrofi; esso è connesso soprattutto all'utilizzo dei pascoli del monte Le Porche sovrastante l'abitato della città.
Molto diffusa è la piccola attività commerciale e il terziario. Inoltre ai confini con il comune di Castel San Giorgio è sita la zona industriale che annovera delle imprese di un certo rilievo operanti nel campo energetico-petrolifero e dell'arredamento.

## Infrastrutture e trasporti

### Principali arterie stradali
- Strada Provinciale 7/b Località Tre Valloni-Siano-Bracigliano
- Strada Provinciale 22 Castel San Giorgio-Siano-Bracigliano
- Strada Provinciale 73 Siano-Sella di Siano
- Strada Provinciale 238 Innesto SS 266-Aiello-Campomanfoli-SP 22 (Bivio Torello)-Siano.

## Amministrazione

### Sindaci
| Periodo        | Periodo        | Primo cittadino    | Partito                            | Carica  | Note |
| -------------- | -------------- | ------------------ | ---------------------------------- | ------- | ---- |
| 6 giugno 1993  | 27 aprile 1997 | Antonio Di Filippo | lista civica Cattolici Democratici | Sindaco |      |
| 27 aprile 1997 | 13 maggio 2001 | Gerardo Riccio     | centro-sinistra                    | Sindaco |      |
| 13 maggio 2001 | 28 maggio 2006 | Gerardo Riccio     | centro-destra                      | Sindaco |      |
| 29 maggio 2006 | 15 maggio 2011 | Sabato Tenore      | lista civica                       | Sindaco |      |
| 16 maggio 2011 | 5 giugno 2016  | Sabato Tenore      | lista civica Liberi e Democratici  | Sindaco |      |
| 5 giugno 2016  | in carica      | Giorgio Marchese   | lista civica Siano al Centro       | Sindaco |      |

### Altre informazioni amministrative
Il comune fa parte della Comunità montana Irno - Solofrana e dell'Unione dei Comuni Valle dell'Orco.
La gestione del ciclo dell'acqua è affidato all'ATO 3 Sarnese Vesuviano.

## Sport
La squadra di calcio di Siano è la Sianese che, durante gli anni, ha sempre vantato un grandissimo numero di sostenitori locali. Il colore sociale è il granata. La Sianese ha partecipato a numerosi campionati di Promozione e Prima Categoria a partire dagli anni sessanta. 
Attualmente, a causa dei numerosi fallimenti societari, la Sianese è stata denominata Siano Calcio e milita nel campionato di Prima Categoria durante la stagione 2022/2023.
La Real Sianese 1961, fondata nel 2023 da un gruppo di sostenitori, è un esempio di come l’azione popolare possa ridare vita e passione al calcio locale. Finanziata con l’azionariato popolare, la squadra ha come obiettivo quello di rinvigorire l’interesse per il calcio nella zona, soprattutto dato il disinteresse degli imprenditori locali. I colori sociali, il blu e il granata, sono un omaggio alle storiche squadre del paese.
Nel suo primo anno di attività, la Real Sianese si è posizionata al secondo posto nel campionato di Terza Categoria, mancando però la promozione dopo una sconfitta nei play-off contro il team di Scafati. Nonostante questo, ha ottenuto un buon seguito di tifosi, sia a casa che in trasferta, che l’hanno supportata durante tutta la stagione.
Nel 2024, la squadra è stata ripescata in Seconda Categoria e ha conquistato il campionato, segnando una svolta importante nella sua breve ma promettente storia. La presenza di un grande pubblico, sempre più affezionato e coinvolto, testimonia il successo di questa nuova realtà nel panorama calcistico locale.
Fortissima è la rivalità che la Sianese ha con le squadre di Castel San Giorgio e Roccapiemonte.
Lo stadio comunale di Siano è il "Gigino Leo", con campo in erba verde sintetica rifatto completamente nel 2011 e con capienza di circa 1500 posti.
Durante il 2006 è stata aperta una piscina comunale, patrocinata dalla Federazione Italiana Nuoto, che propone una vasca di 25 m con 6 corsie.

## Galleria d'immagini

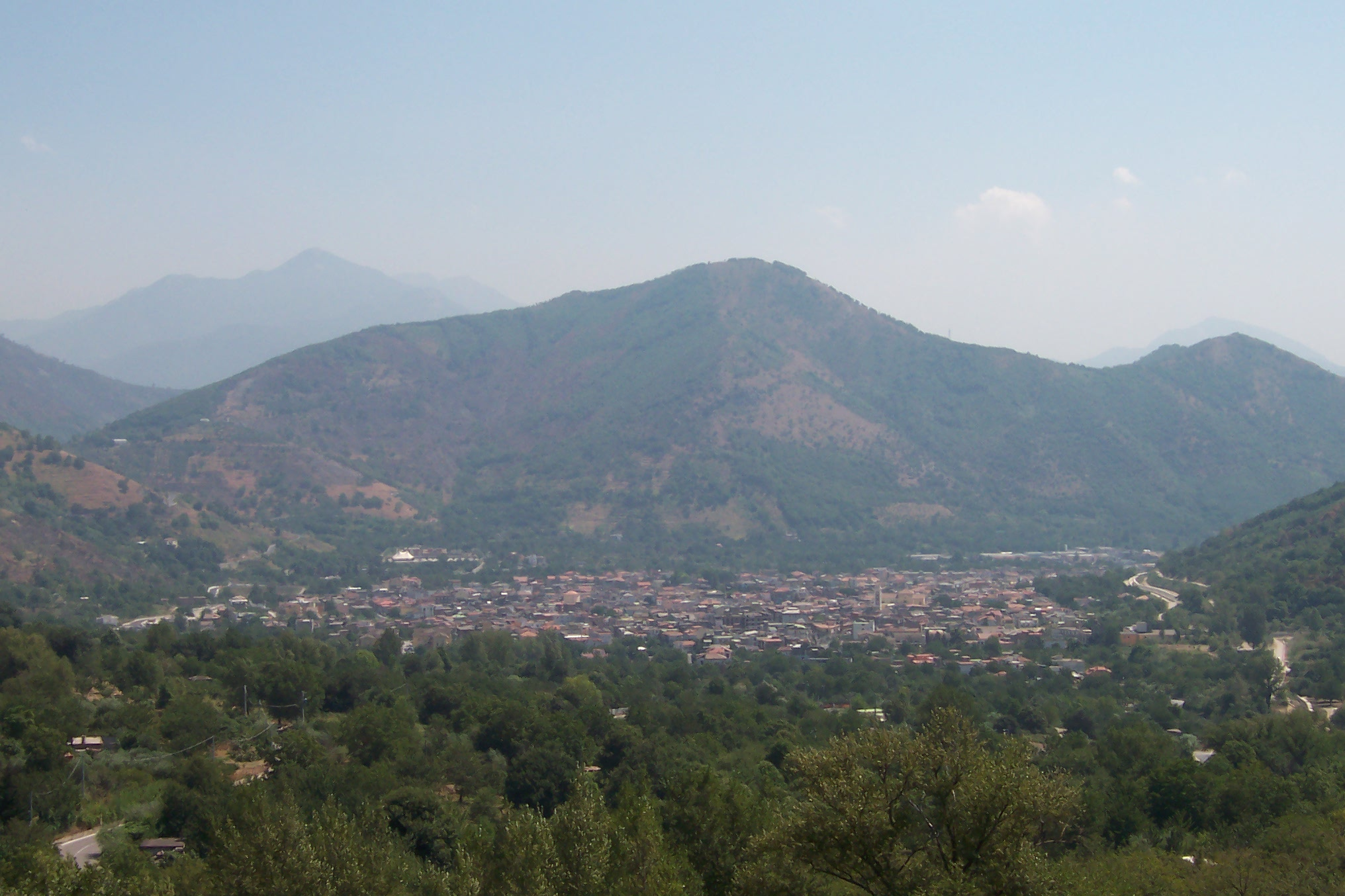
Vista della vallata sianese ripresa da La Cappella, sullo sfondo il monte Iulio (2007)
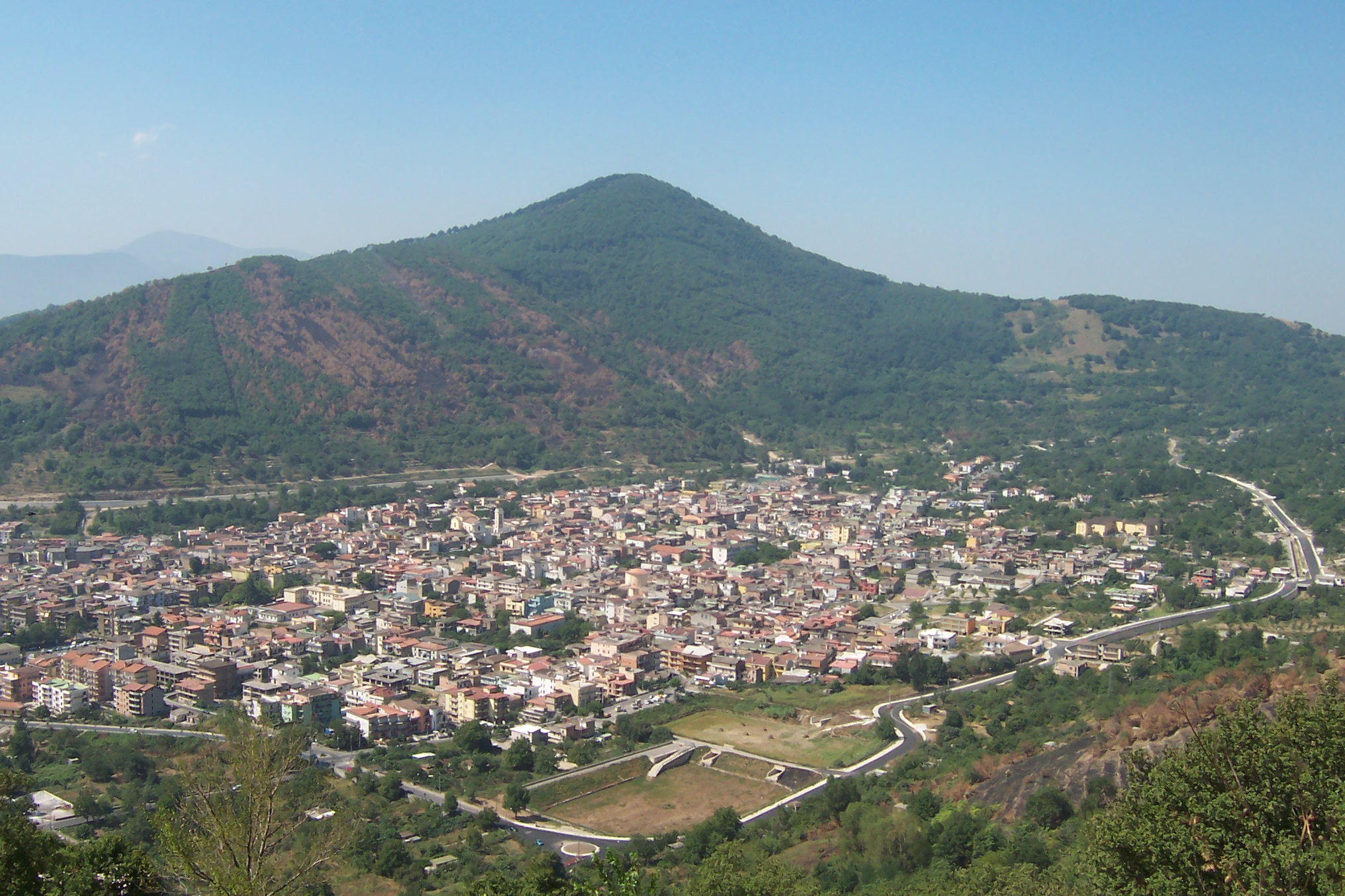
Vista del centro cittadino dal monte Le Porche, sullo sfondo il monte Bosco Borbone (2007)
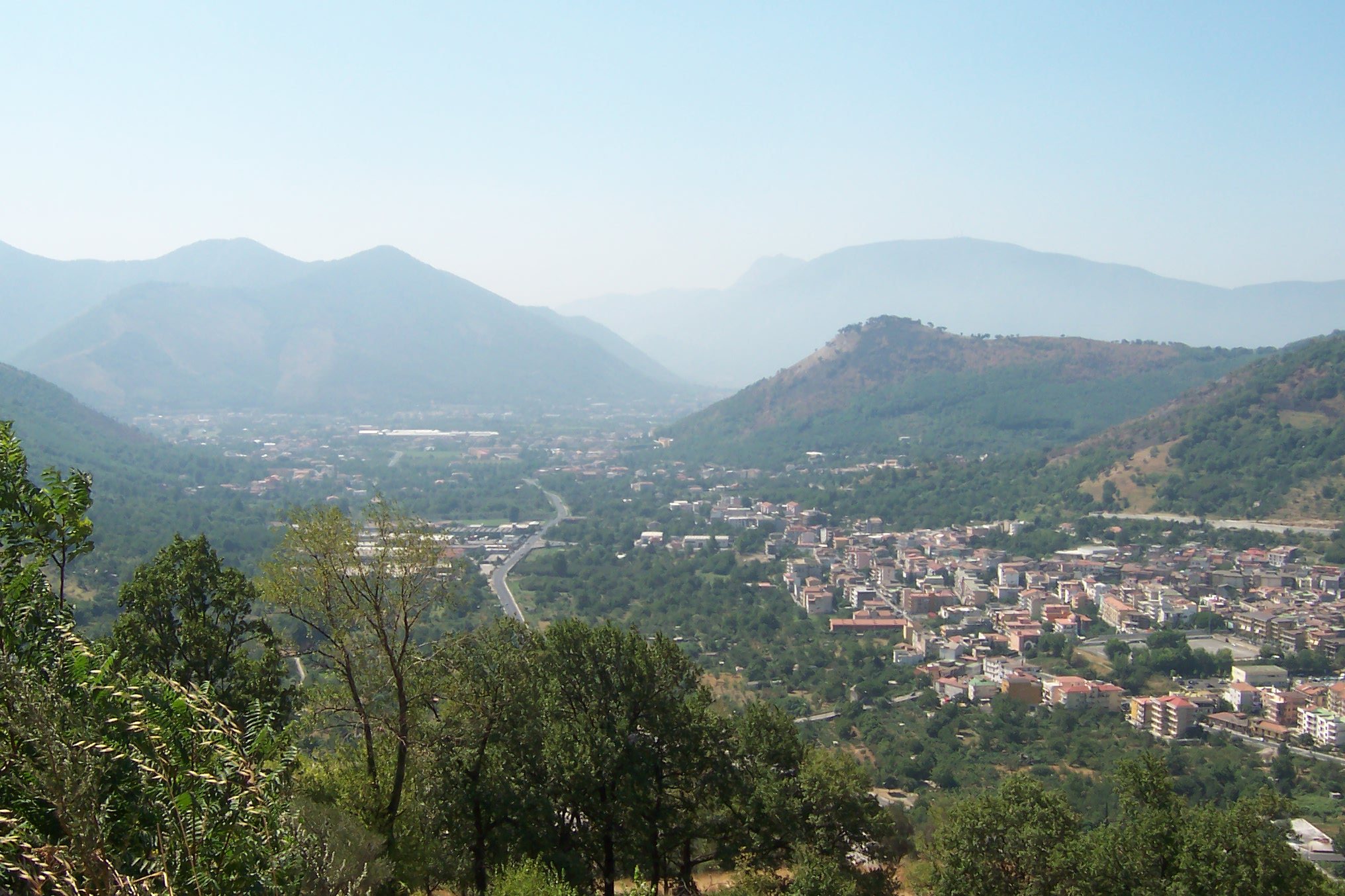
Vista dell'entrata nella vallata sianese ripresa dalla Strada Provinciale 7 sul monte Le Porche, in direzione di Castel San Giorgio, sullo sfondo il monte Faito (2007)
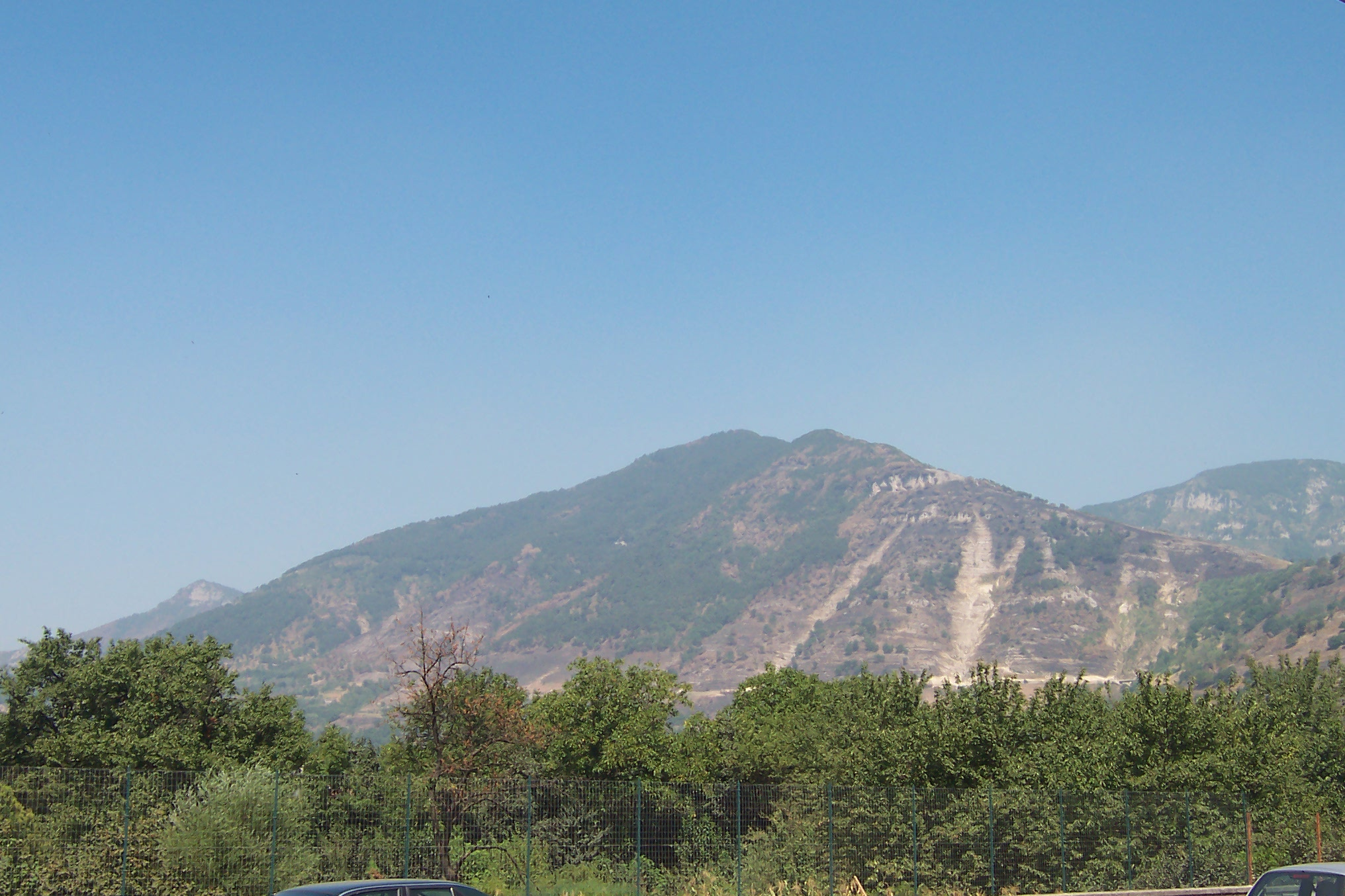
Vista del monte Le Porche, sulla destra visibili i segni delle frane dell'alluvione del 5 maggio 1998 (2007)
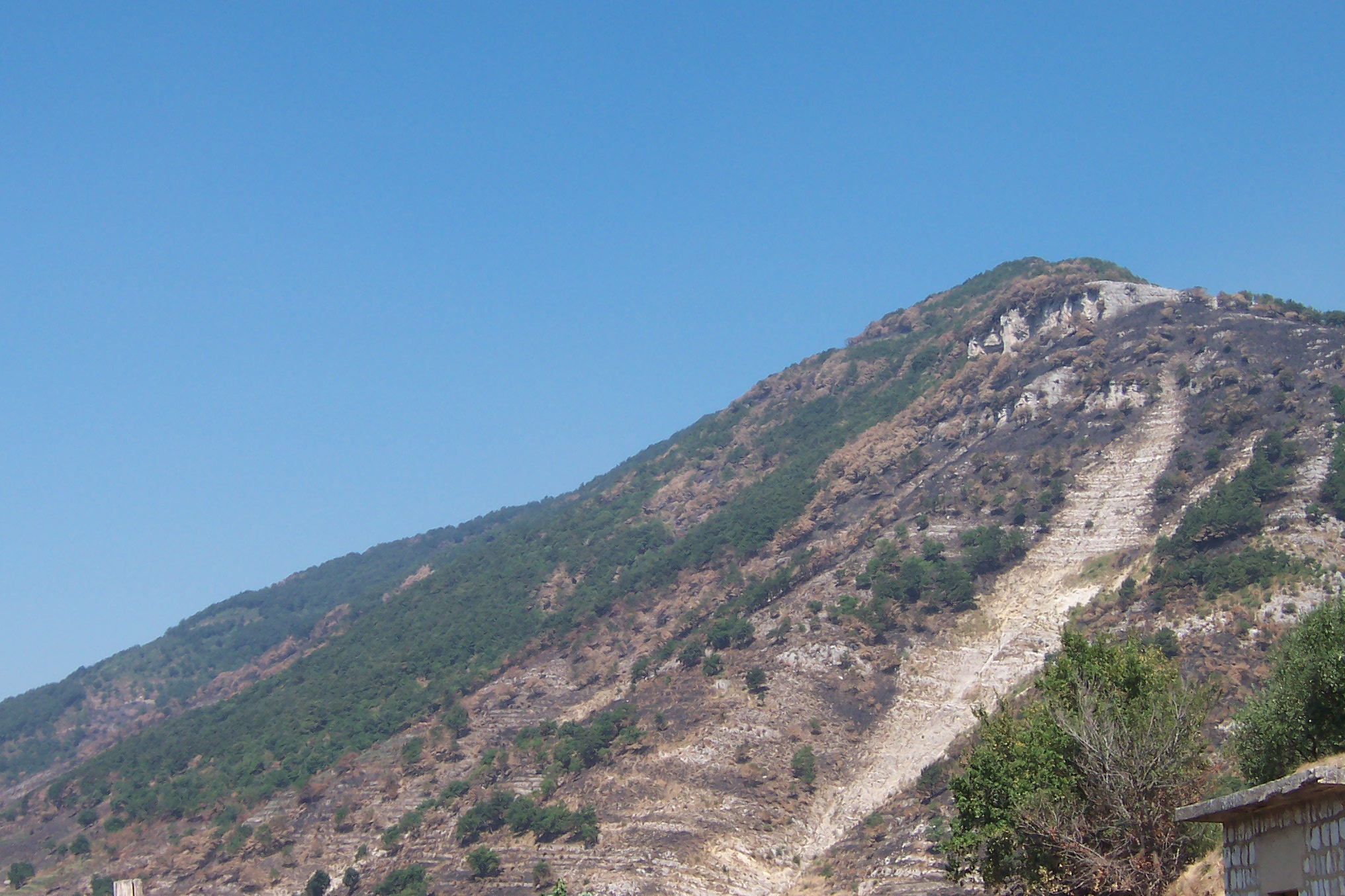
Dettaglio di una frana del 5 maggio 1998 sul monte Le Porche (2007)
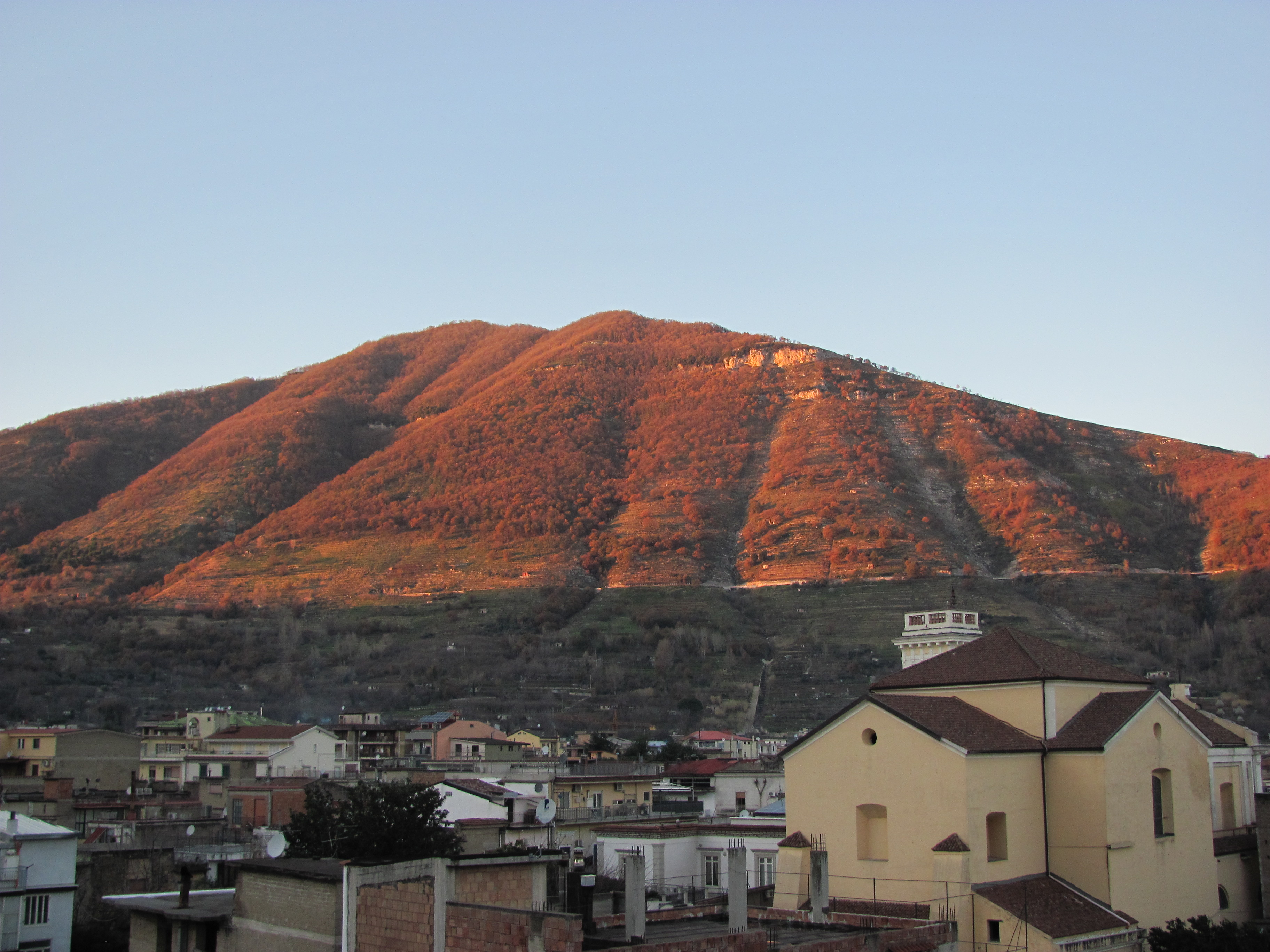
Monte Le Porche illuminato al tramonto d'inverno, retro della chiesa di San Rocco (2012)
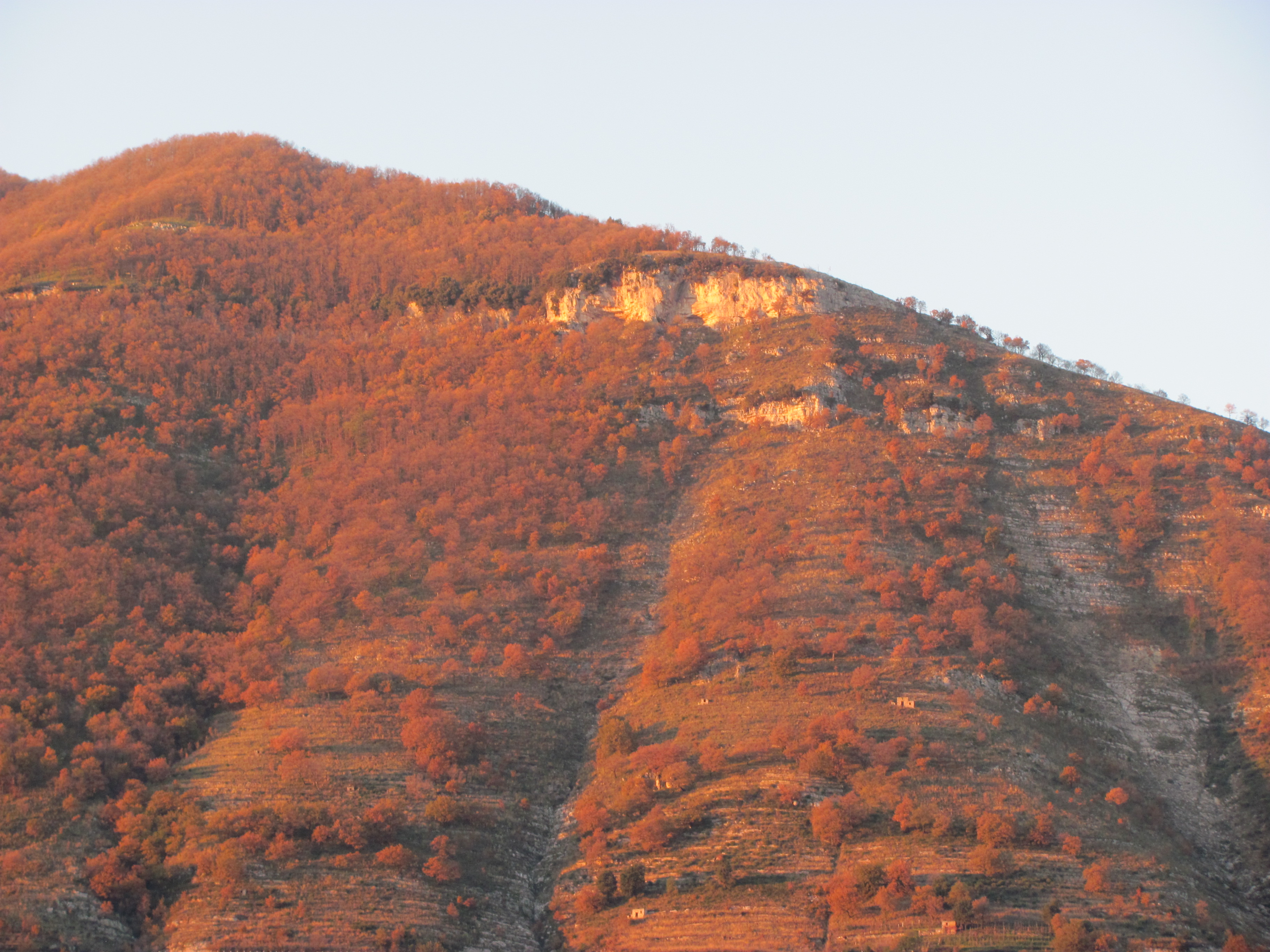
Monte Le Porche illuminato al tramonto d'inverno, dettaglio superiore (2012)
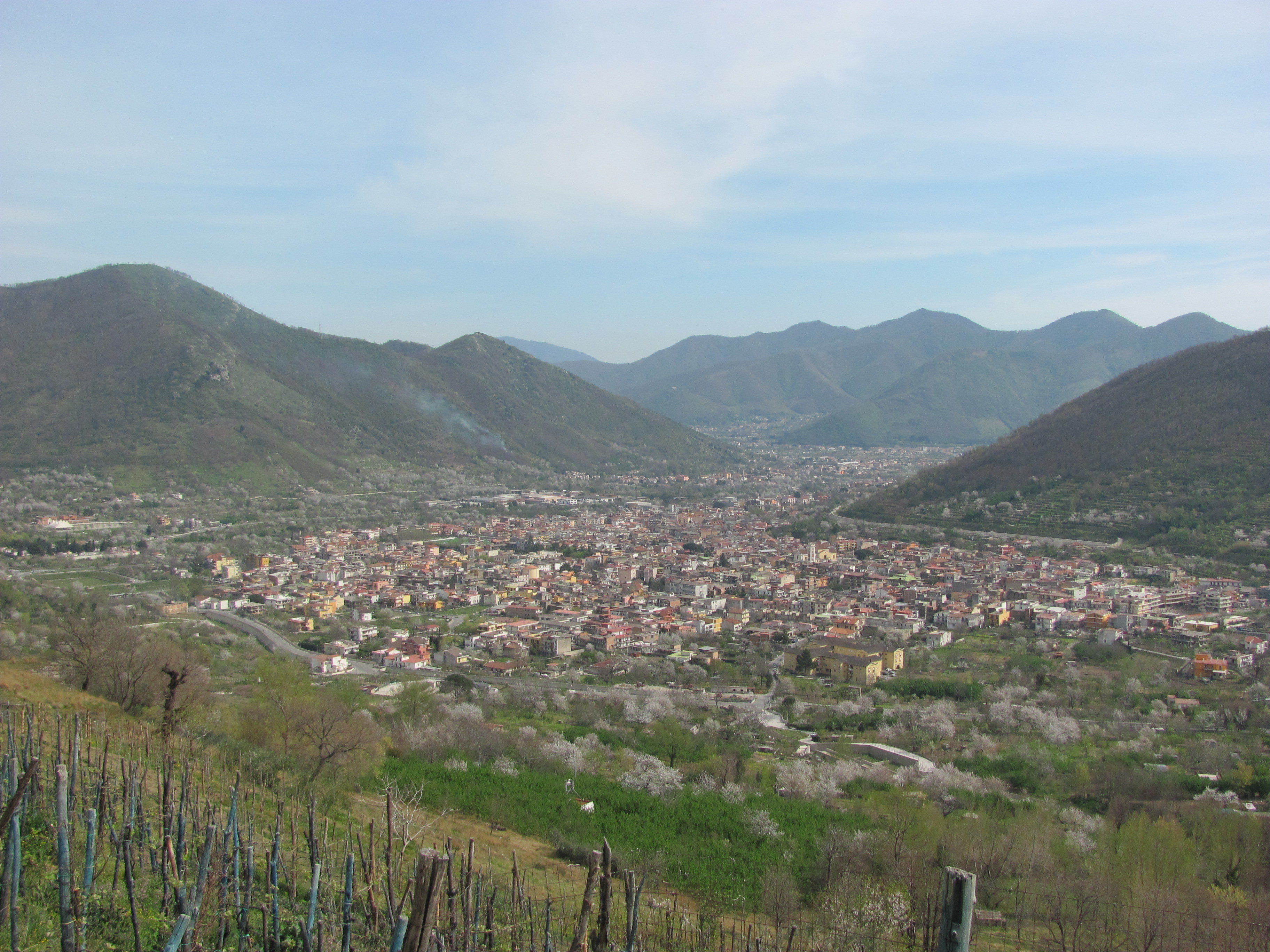
Ingresso della Valle dell'Orco, vista dalla Strada Provinciale 7 sul monte Le Porche, ciliegi in fiore ad inizio aprile (2012)
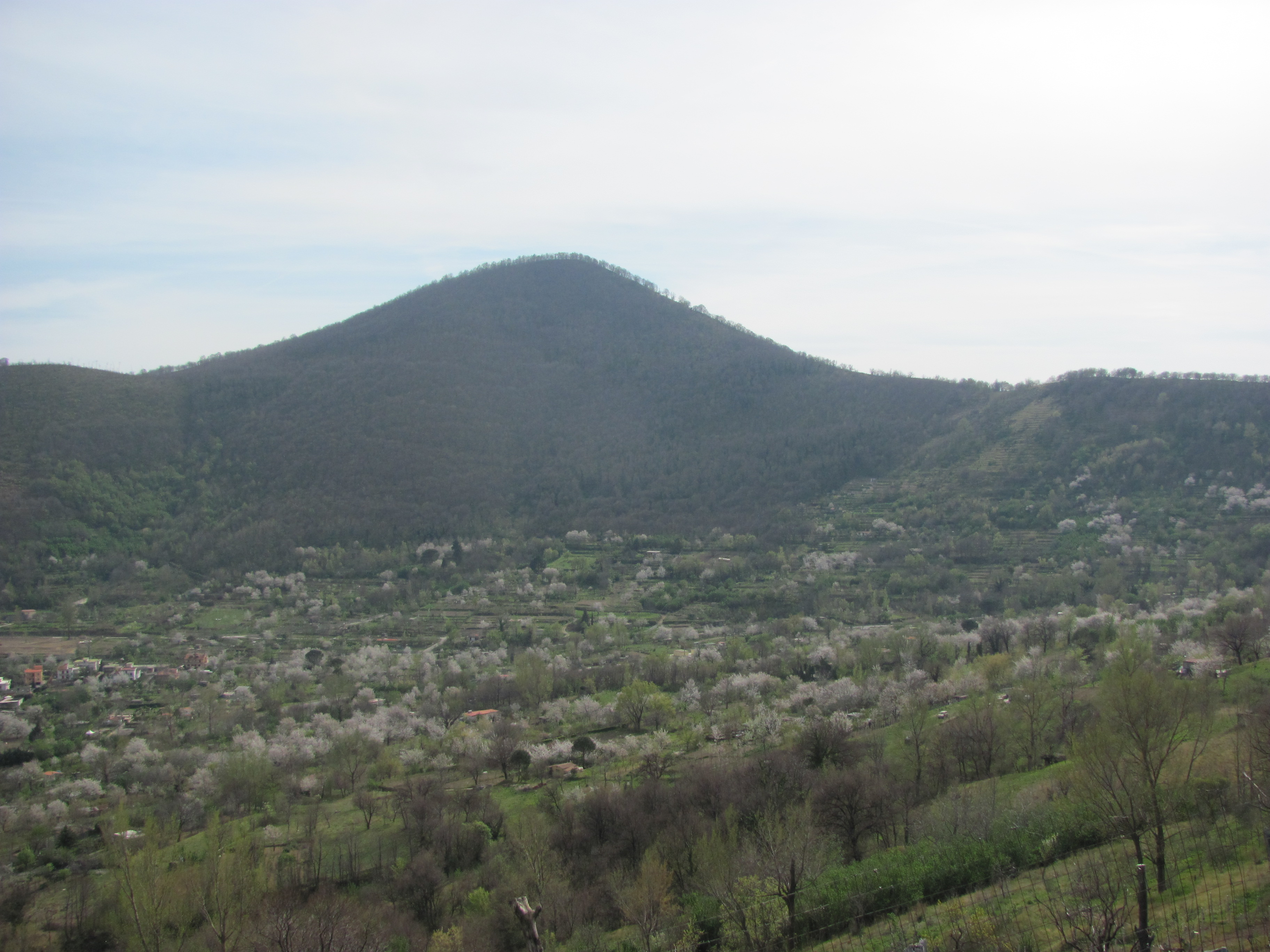
Ciliegi in fiore ad inizio aprile ai piedi del monte Bosco Borbone (2012)
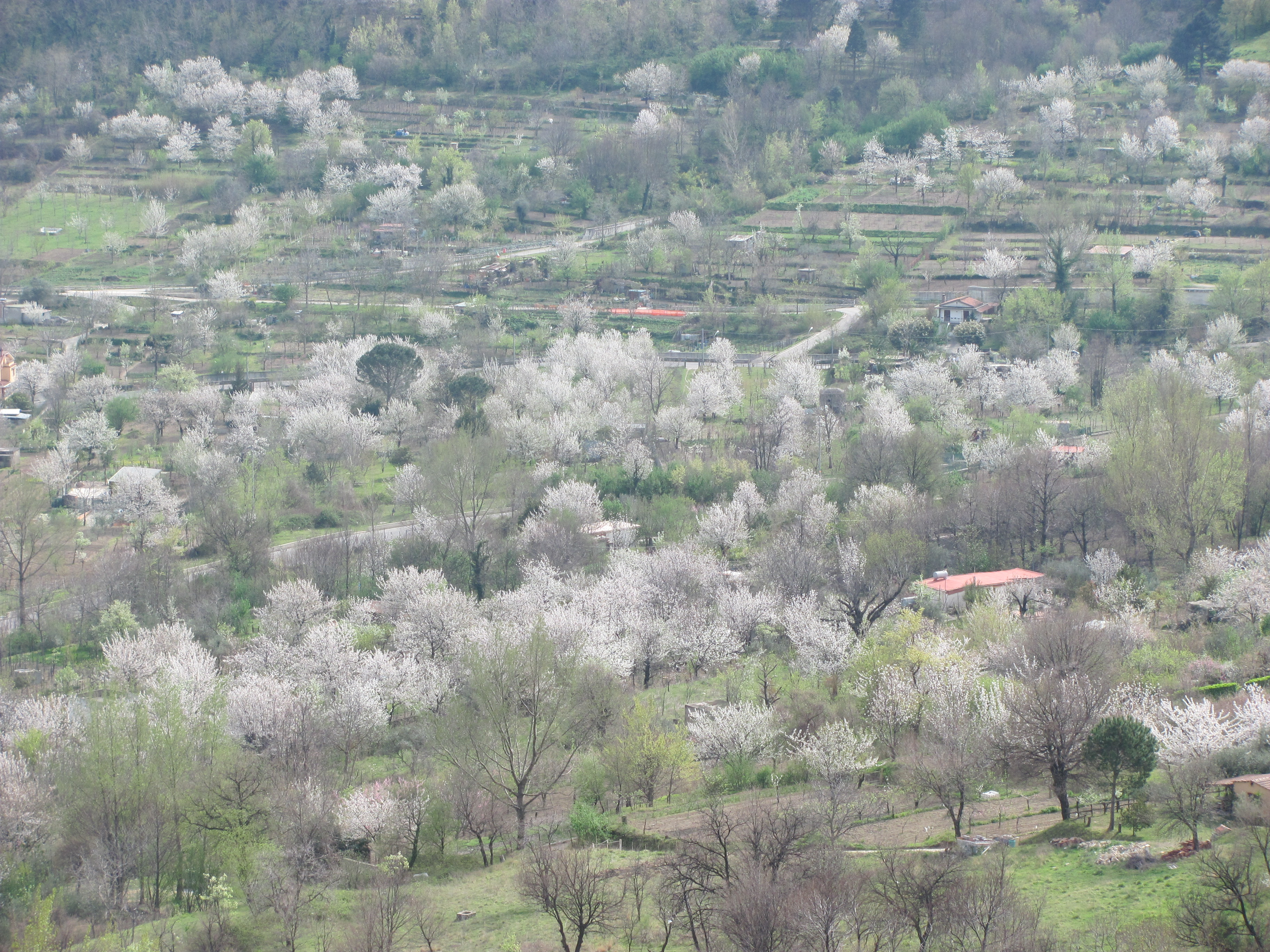
Ciliegi in fiore ad inizio aprile nella parte alta della vallata sianese: dettaglio (2012)
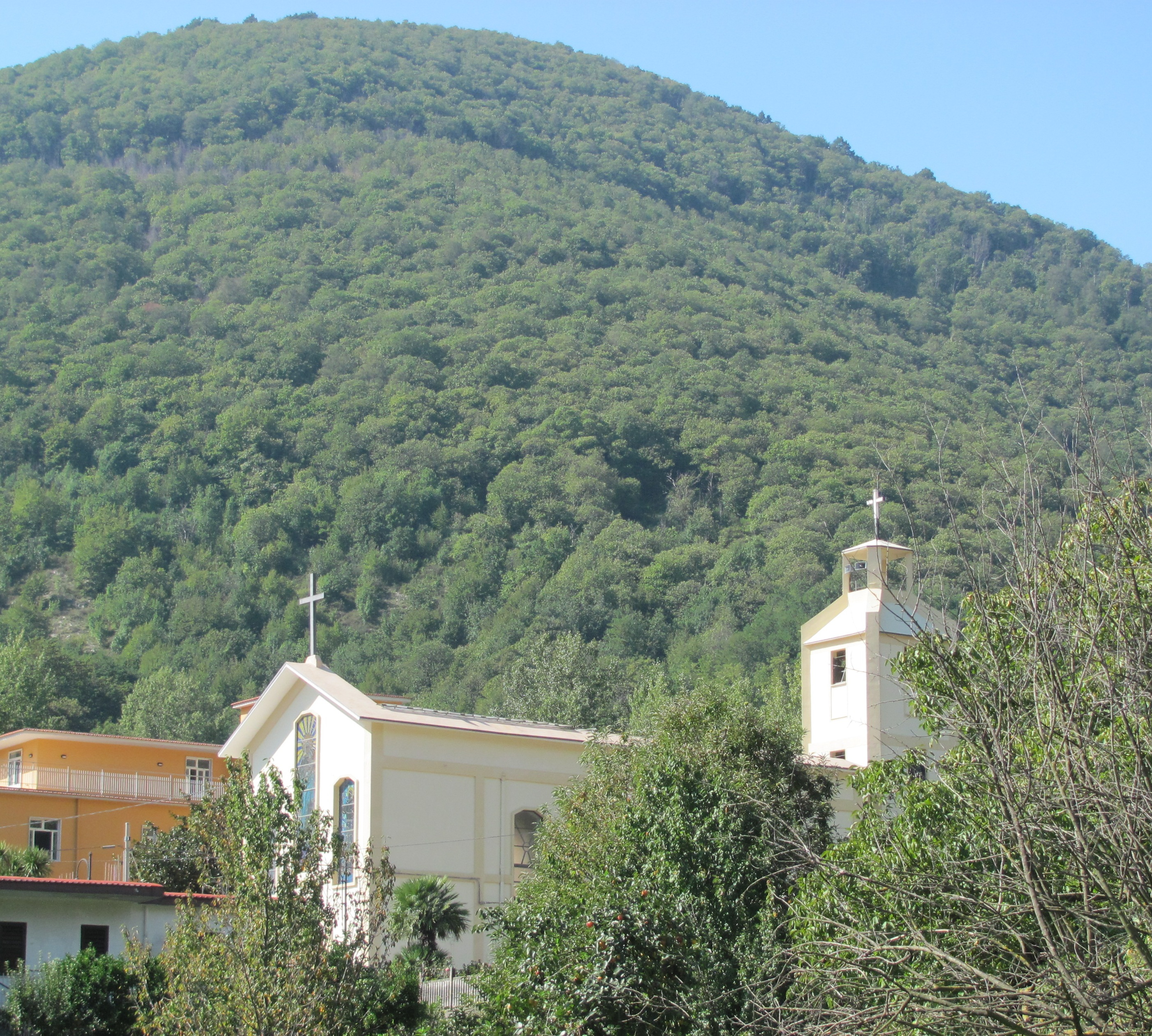
Il monte Bosco Borbone che fa da sfondo alla chiesa di Santa Maria delle Grazie (2013)
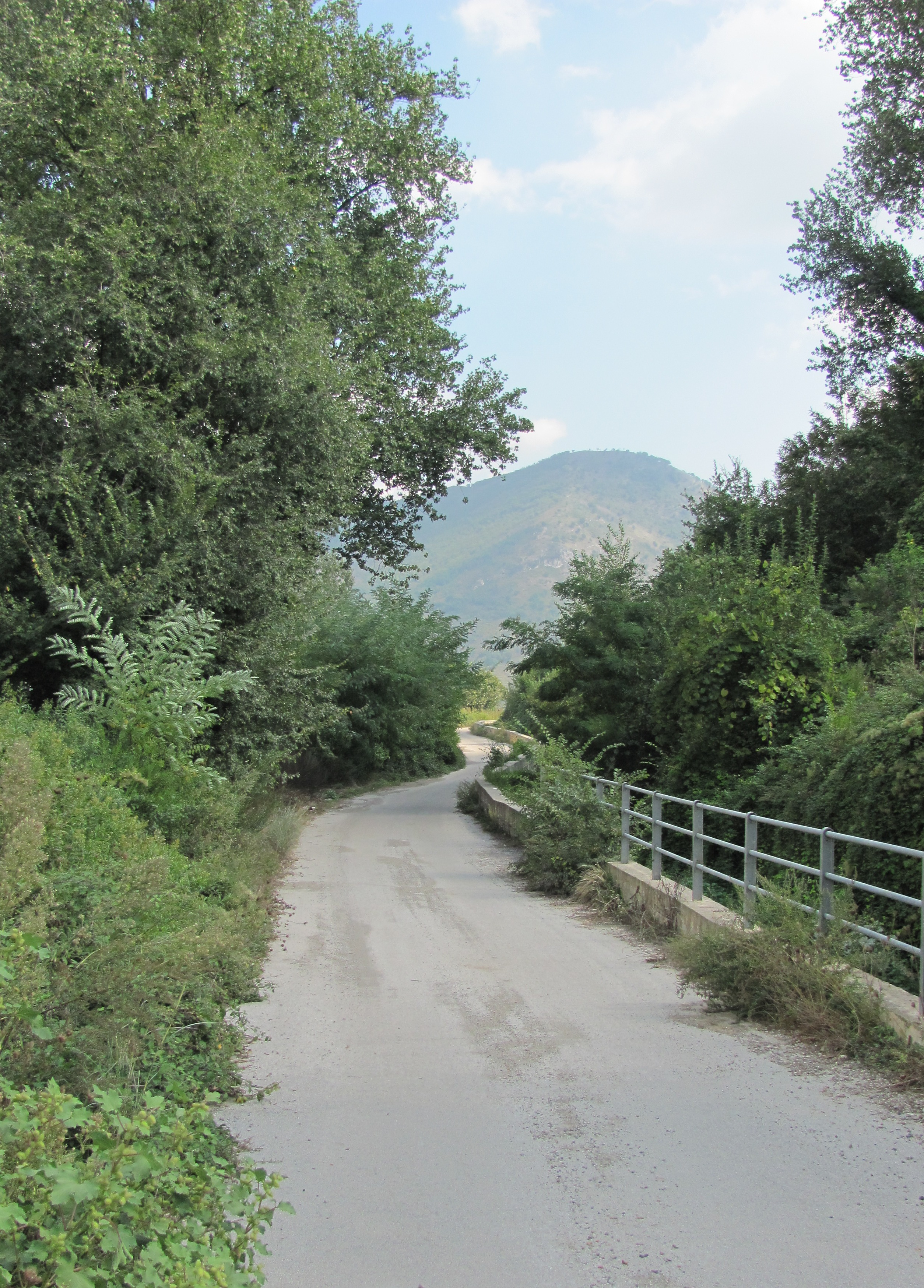
Scorcio su via campestre con monte Iulio sullo sfondo (2013)
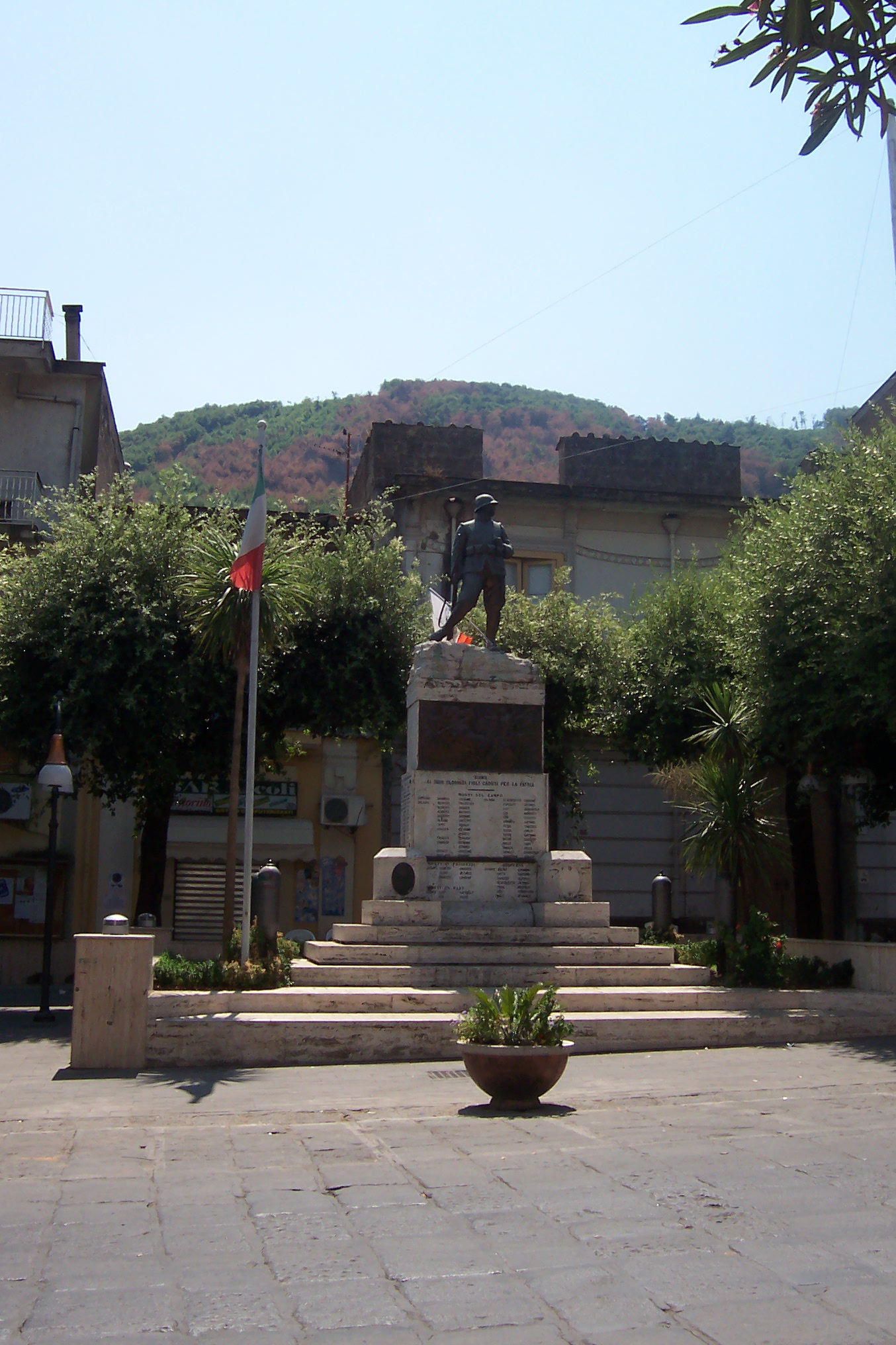
Monumento ai Caduti nella Villa Comunale prospiciente via d'Andrea (2007)
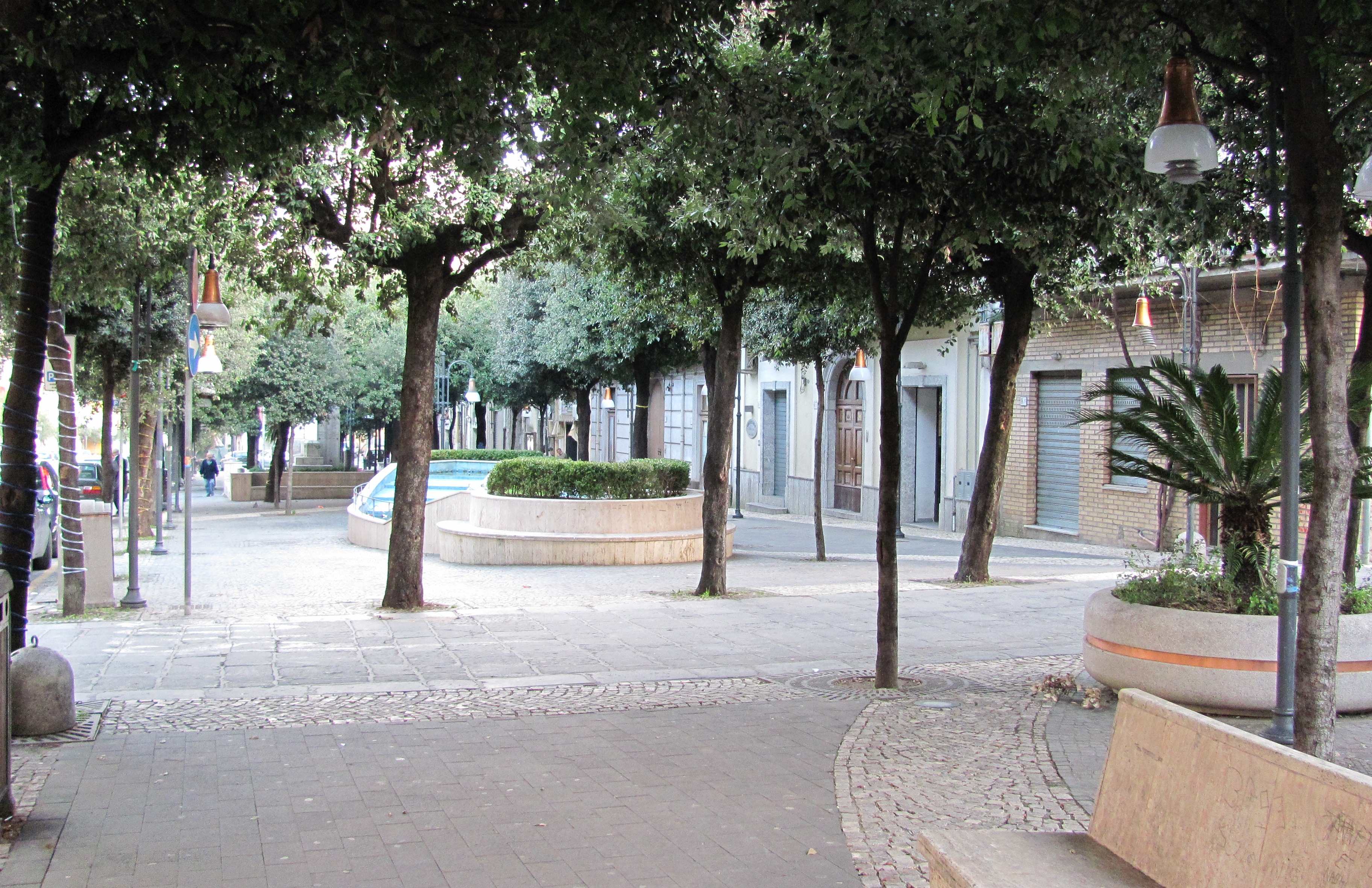
Villa Comunale in via d'Andrea (2010)
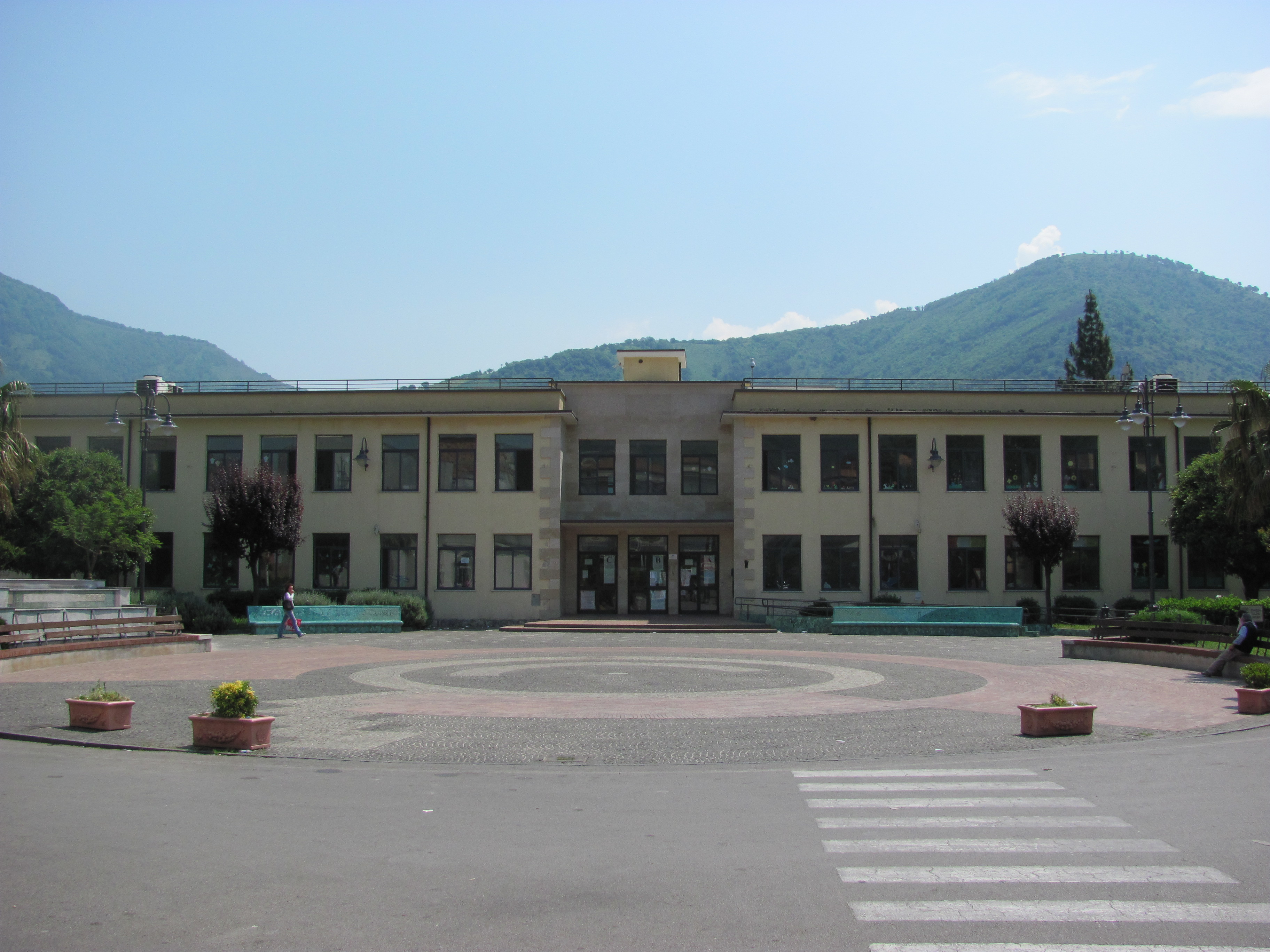
Piazza Aldo Moro ed edificio scolastico, sullo sfondo il monte Iulio (2011)
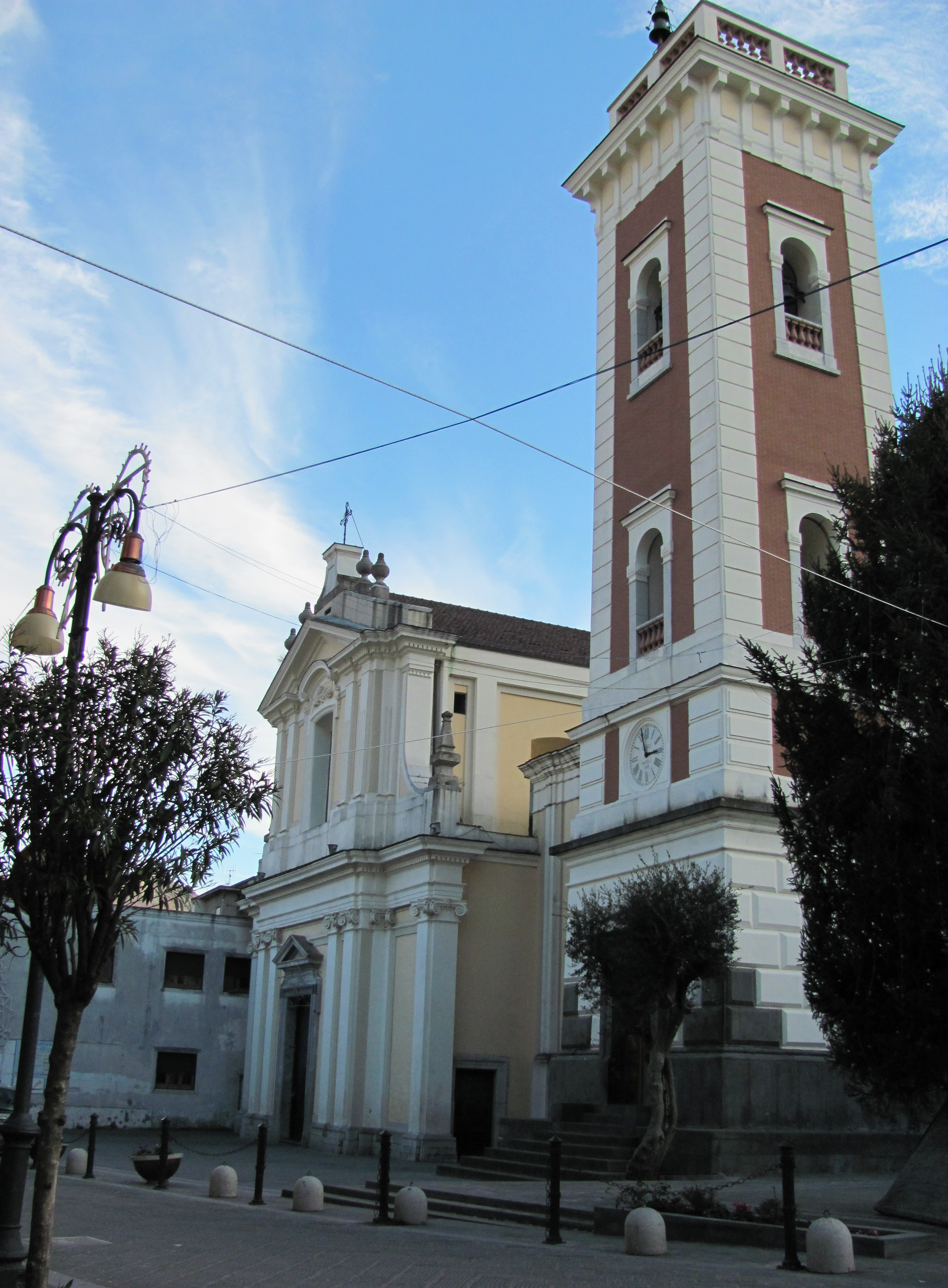
Chiesa di San Rocco e campanile (2010)
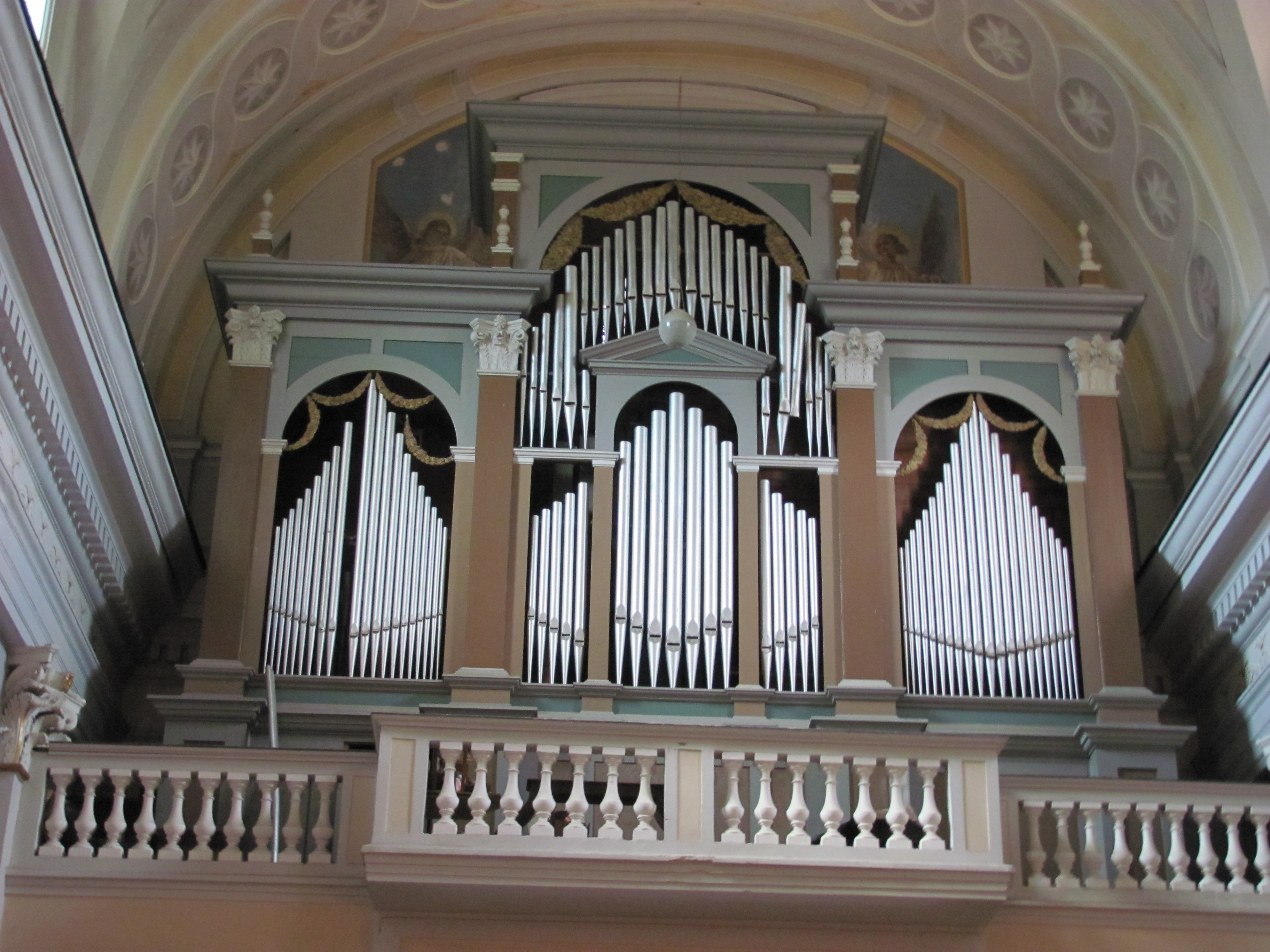
Organo a canne della ditta Gaspare e Michele Schimicci da Formia nella chiesa di San Rocco (2010)
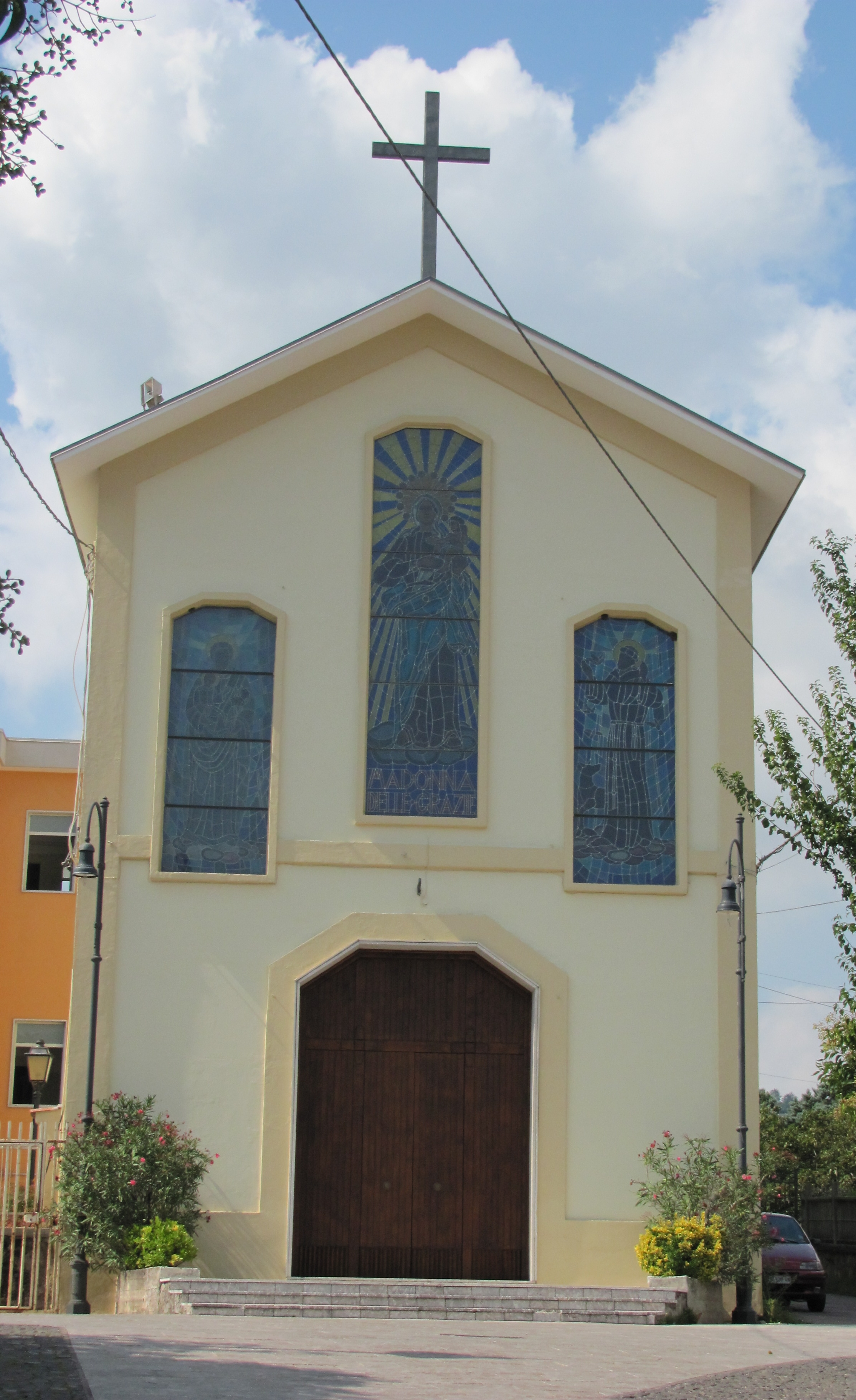
Chiesa di Santa Maria delle Grazie dopo la ristrutturazione esterna (2013)
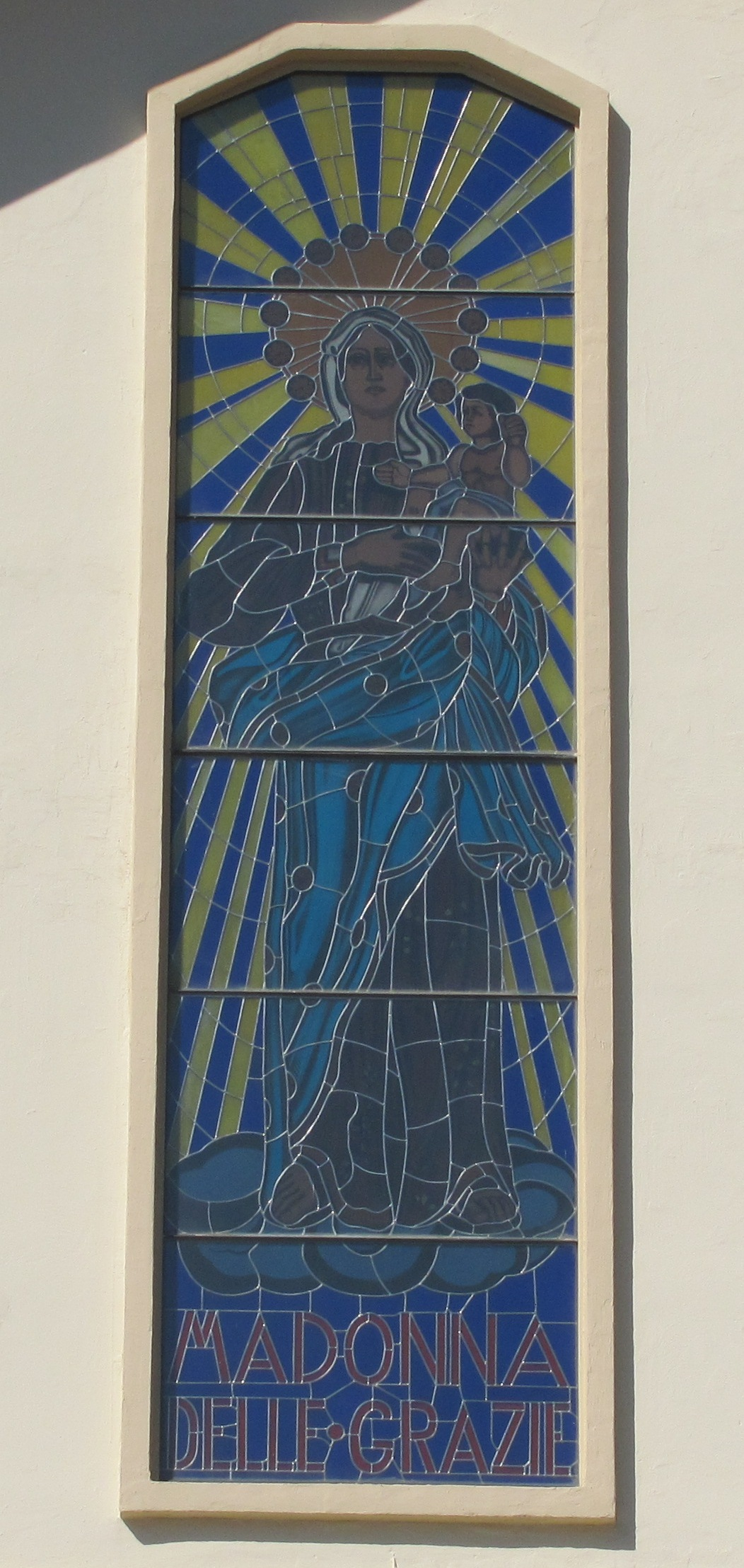
Chiesa di Santa Maria delle Grazie, dettaglio frontale (2013)
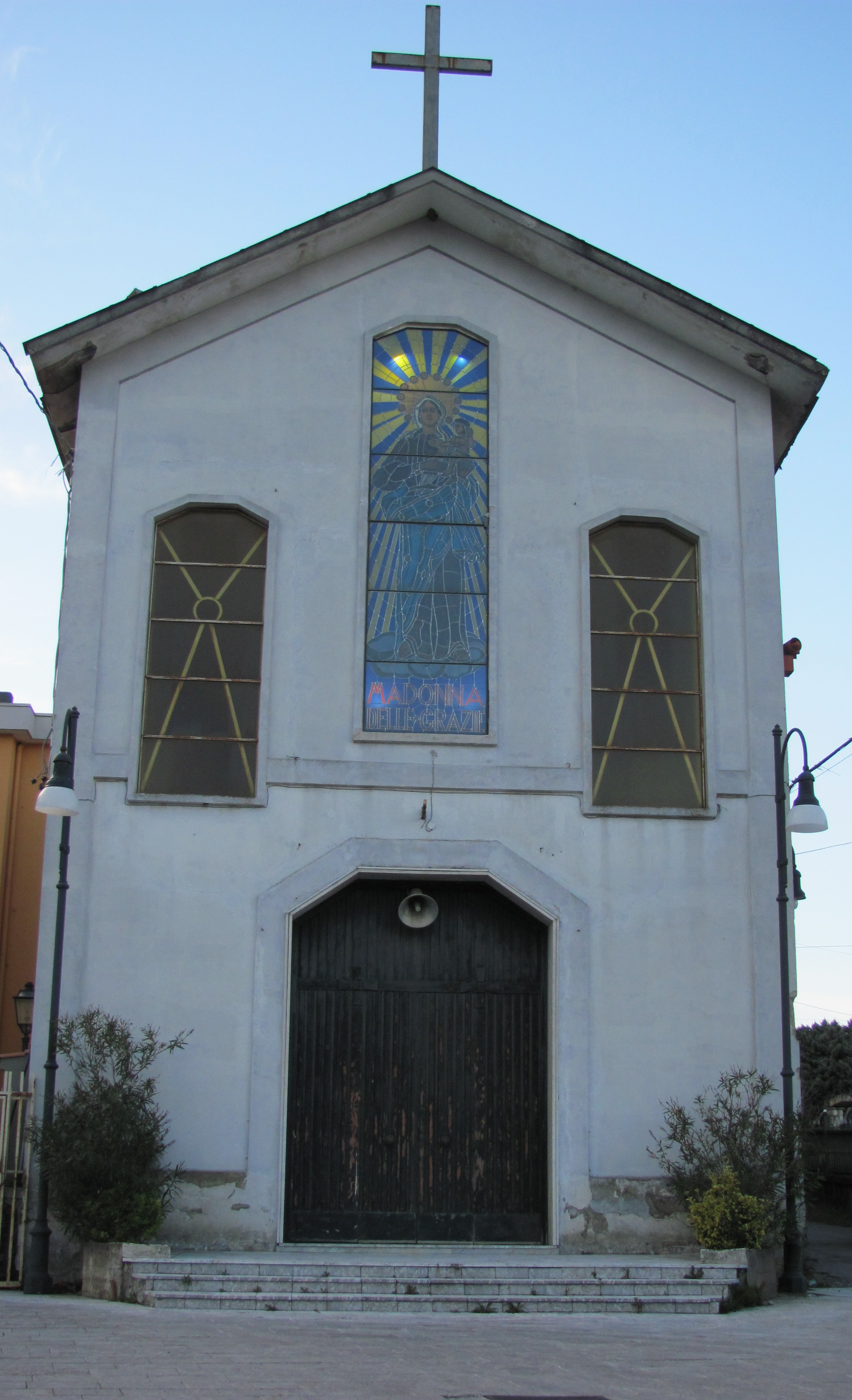
Chiesa di Santa Maria delle Grazie (2010)
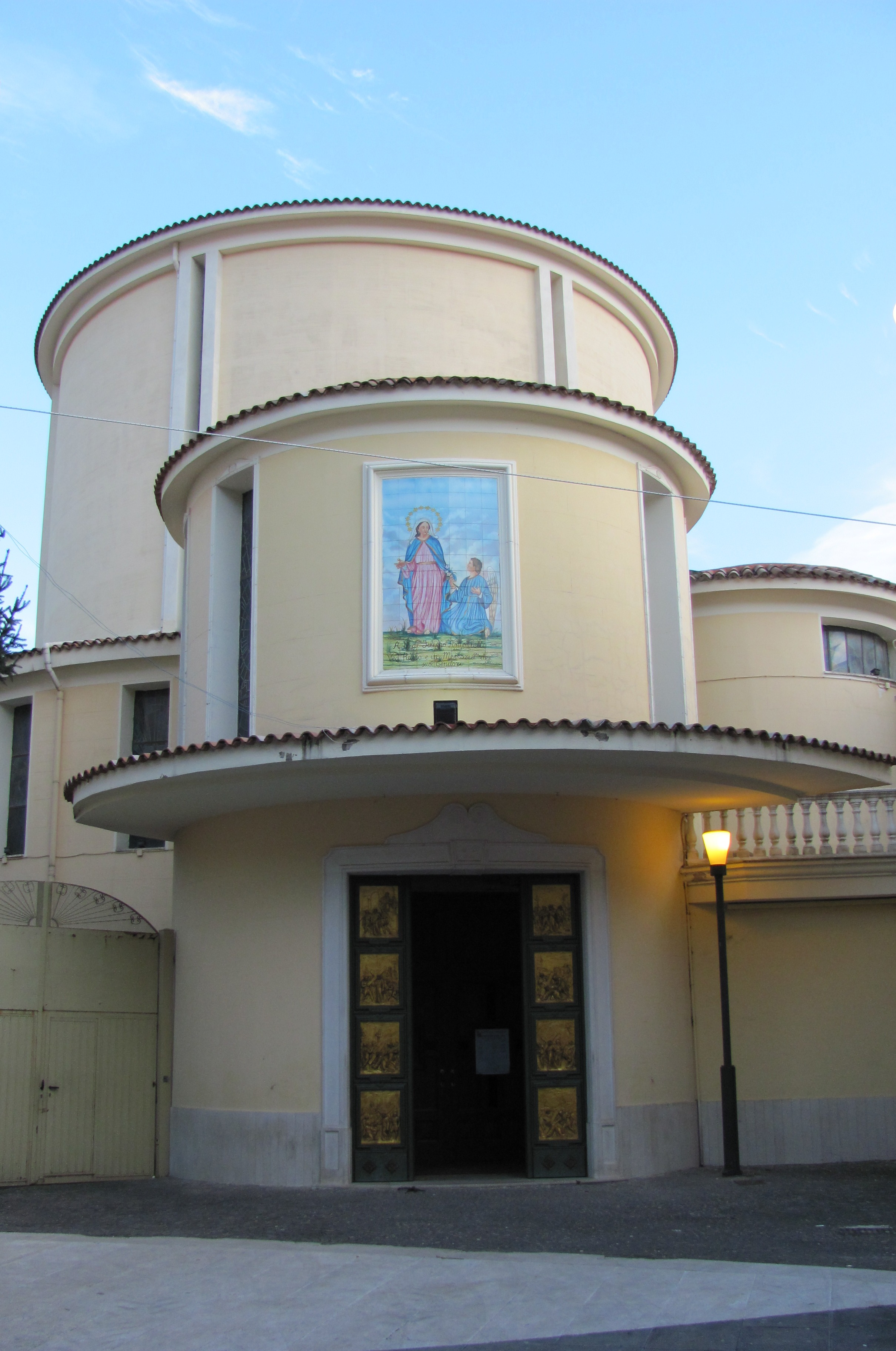
Chiesa di Maria Santissima Annunziata (2010)
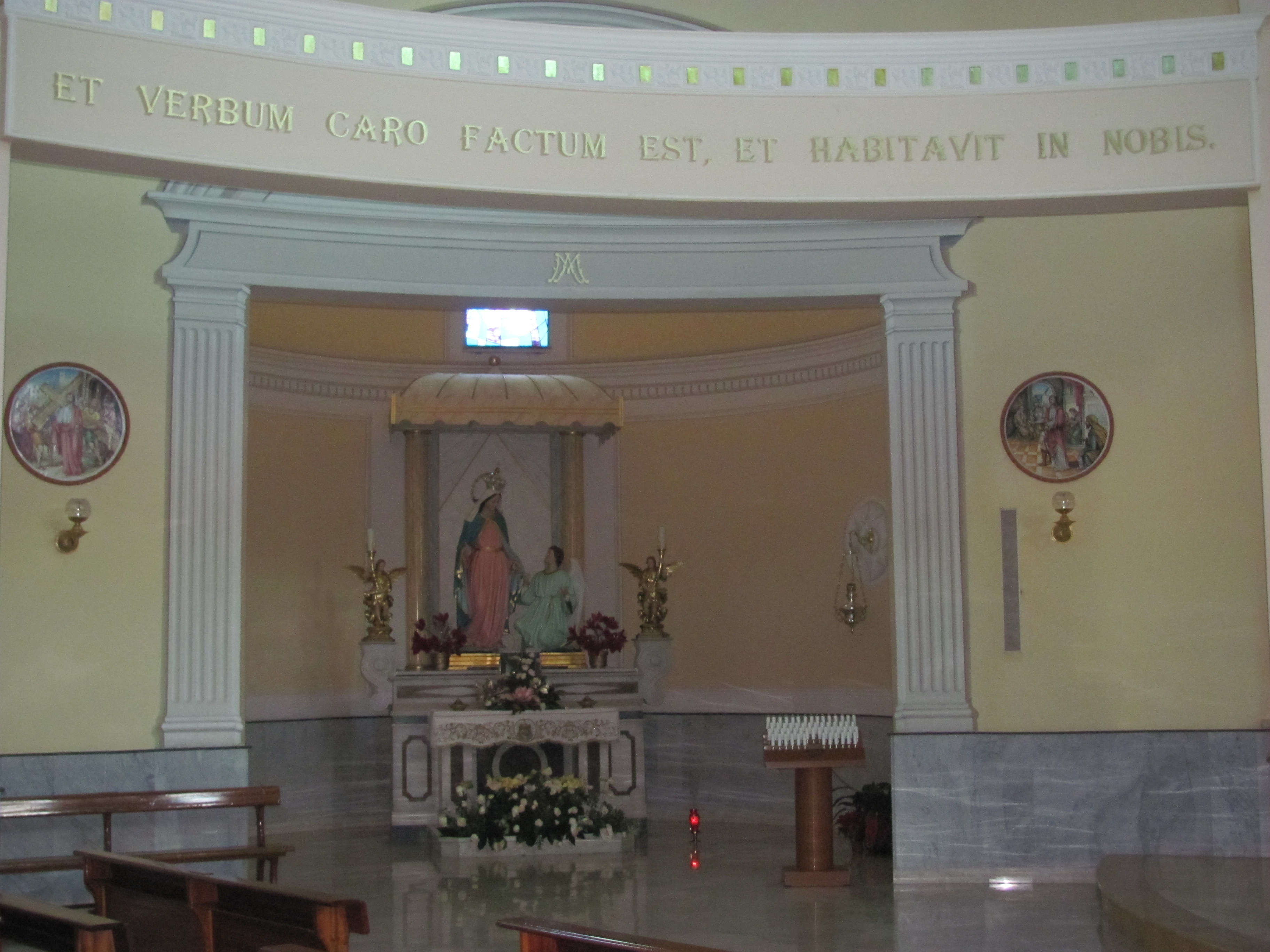
Chiesa di Maria Santissima Annunziata, cappella con statua lignea (2010)
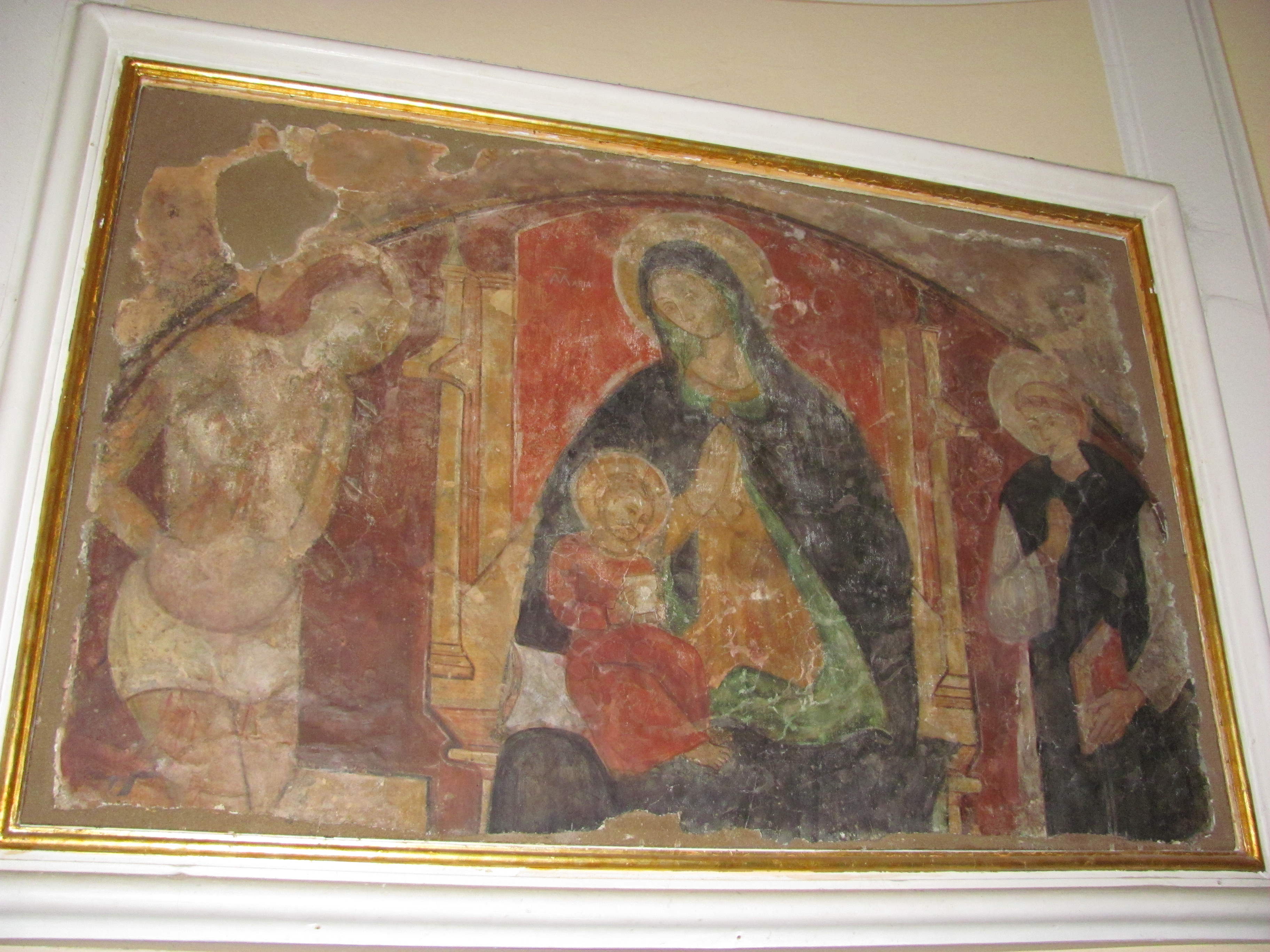
Chiesa di Maria Santissima Annunziata, affresco Madonna della Consolazione (2010)
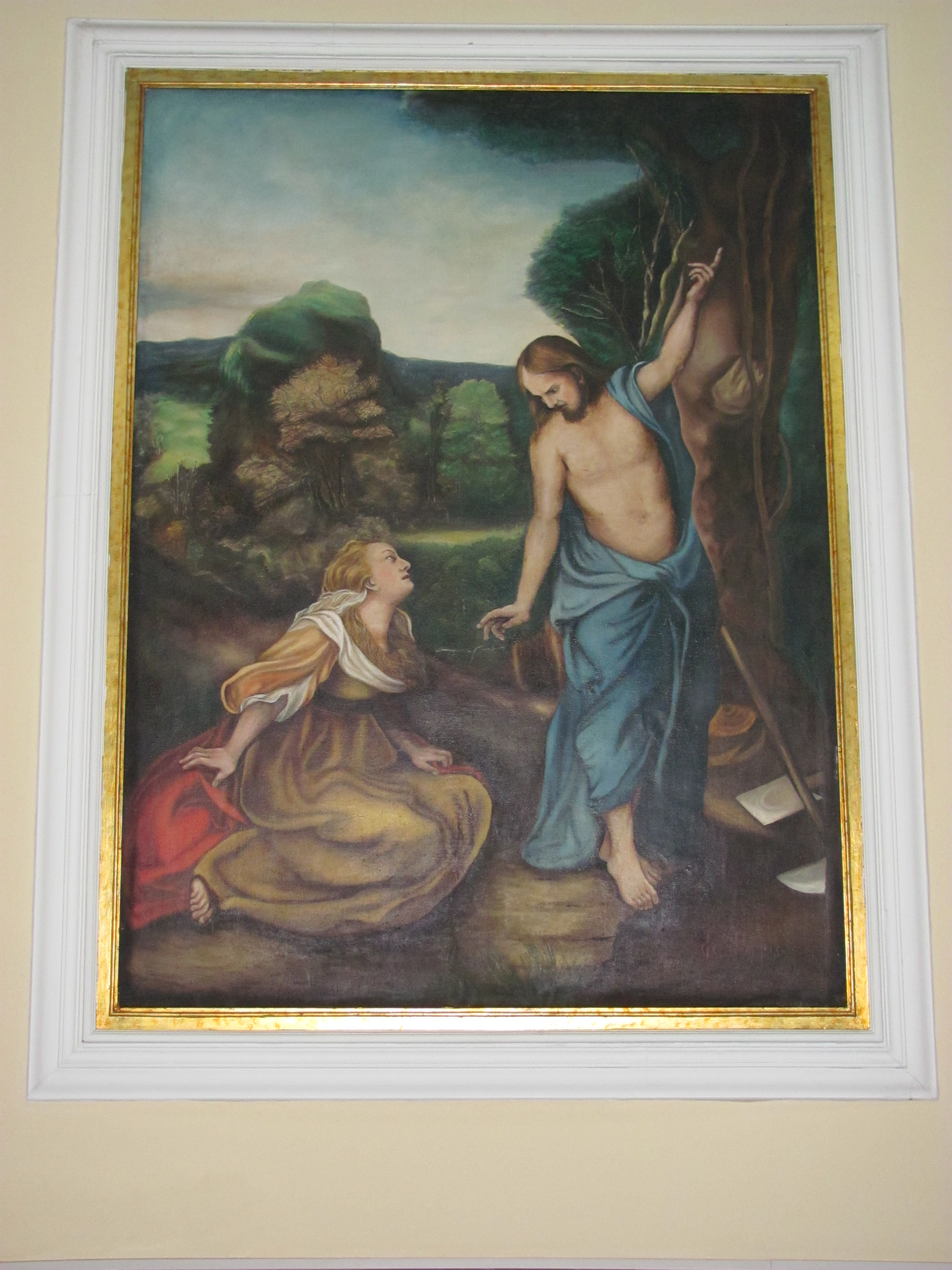
Chiesa di Maria Santissima Annunziata, dipinto interno (2010)
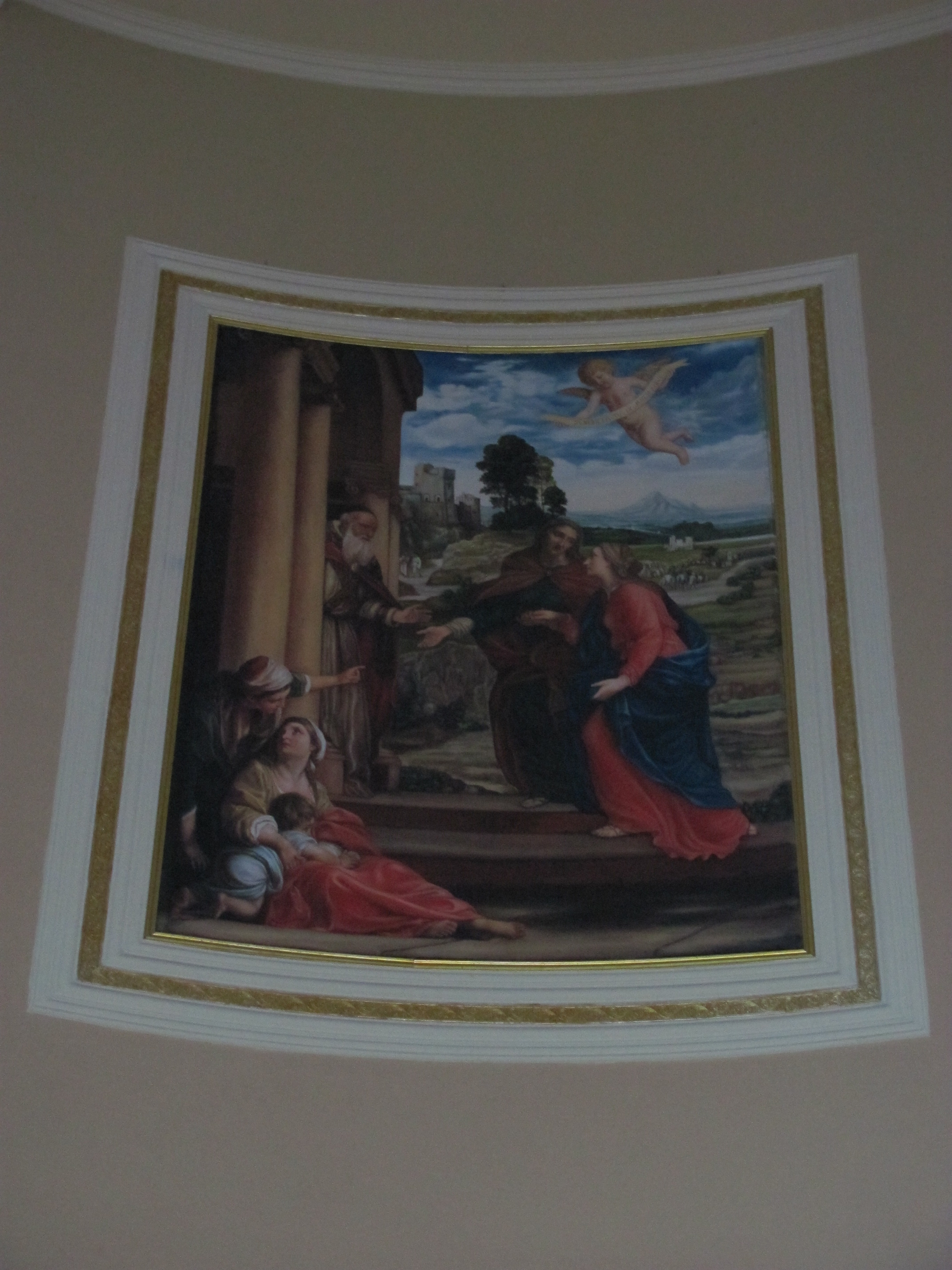
Chiesa di Maria Santissima Annunziata, dipinto interno (2010)
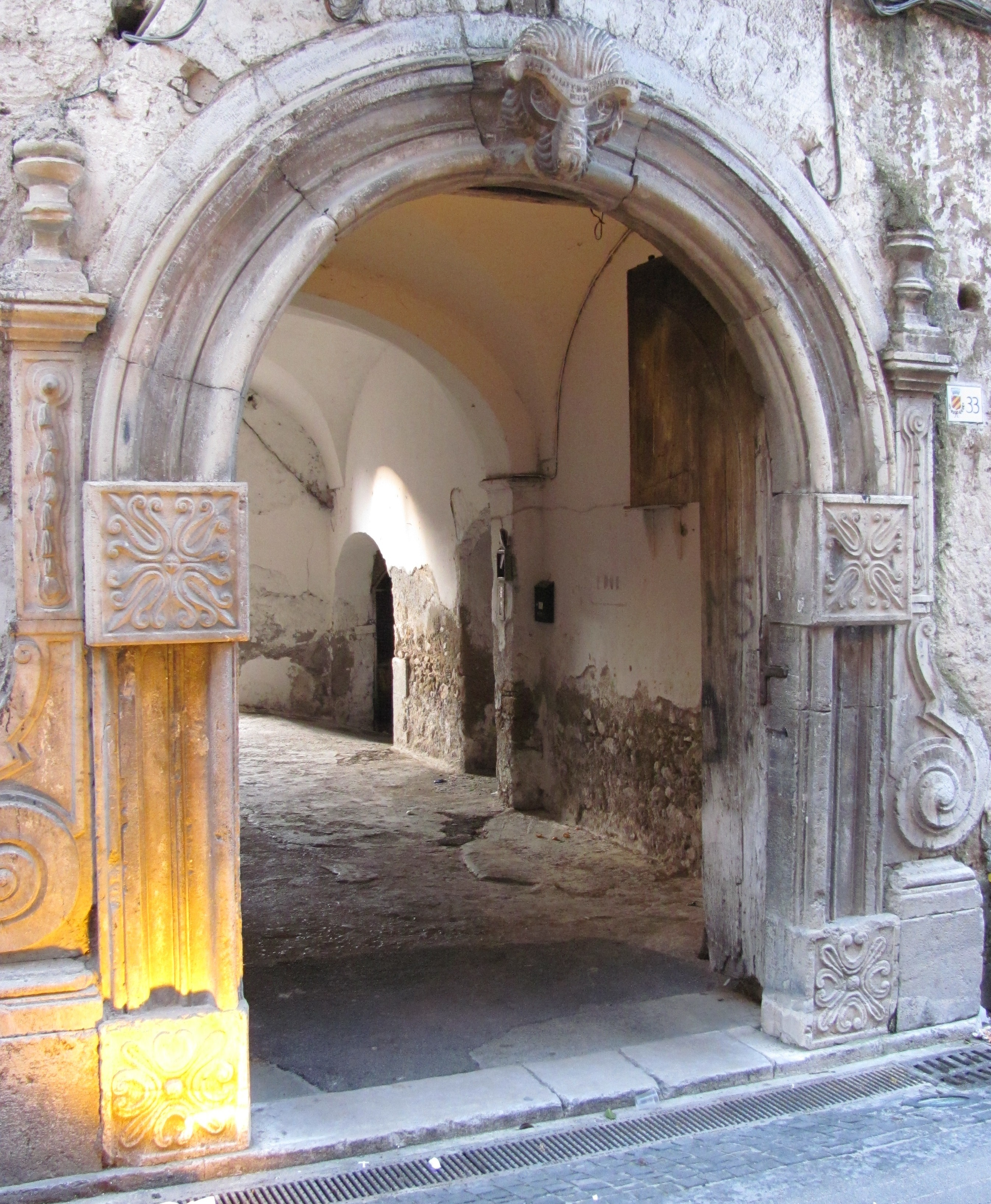
Portale Palazzo Di Benedetto, via del Sole (2010)
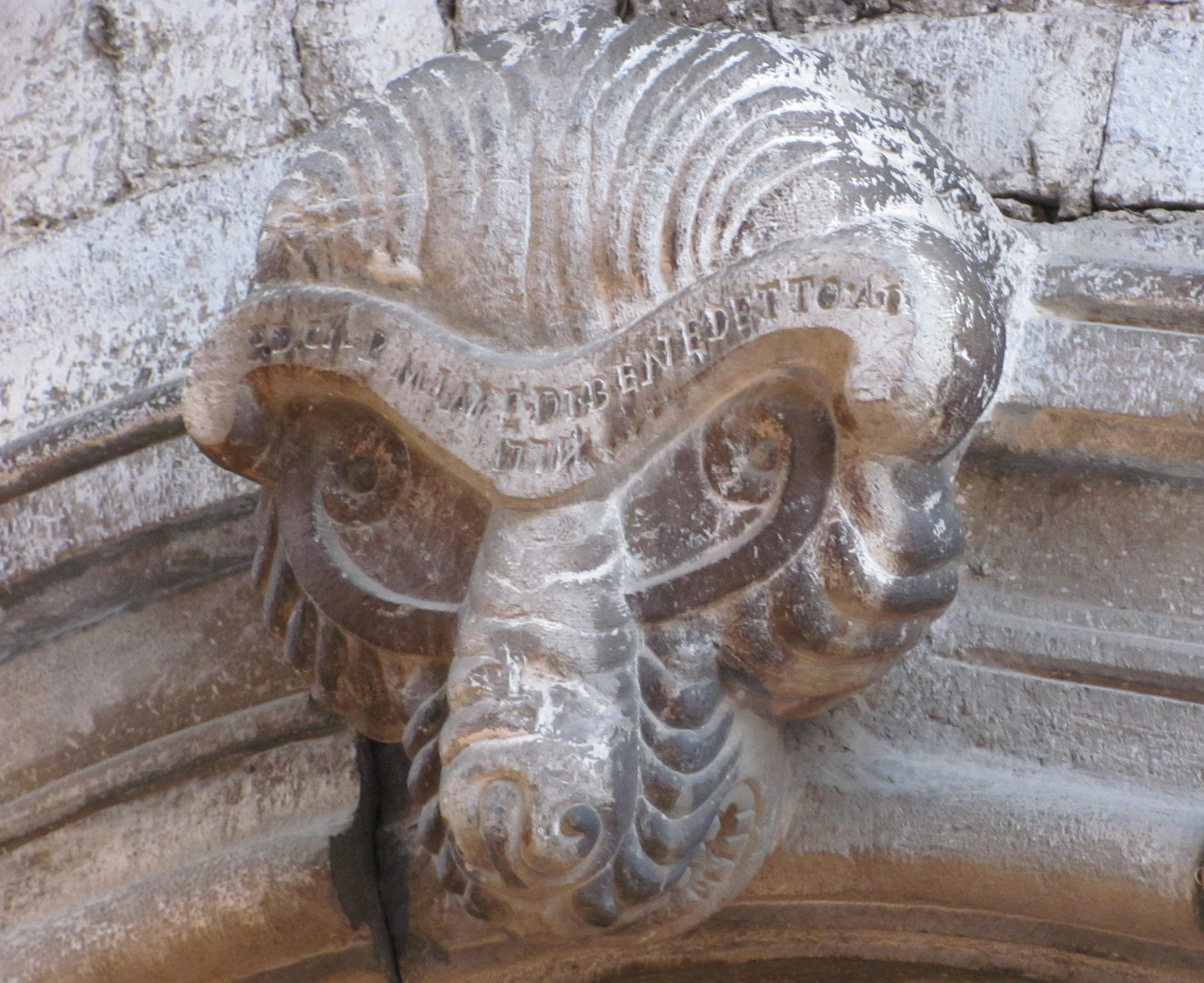
Portale Palazzo Di Benedetto, via del Sole, dettaglio di testa d'ariete (2010)
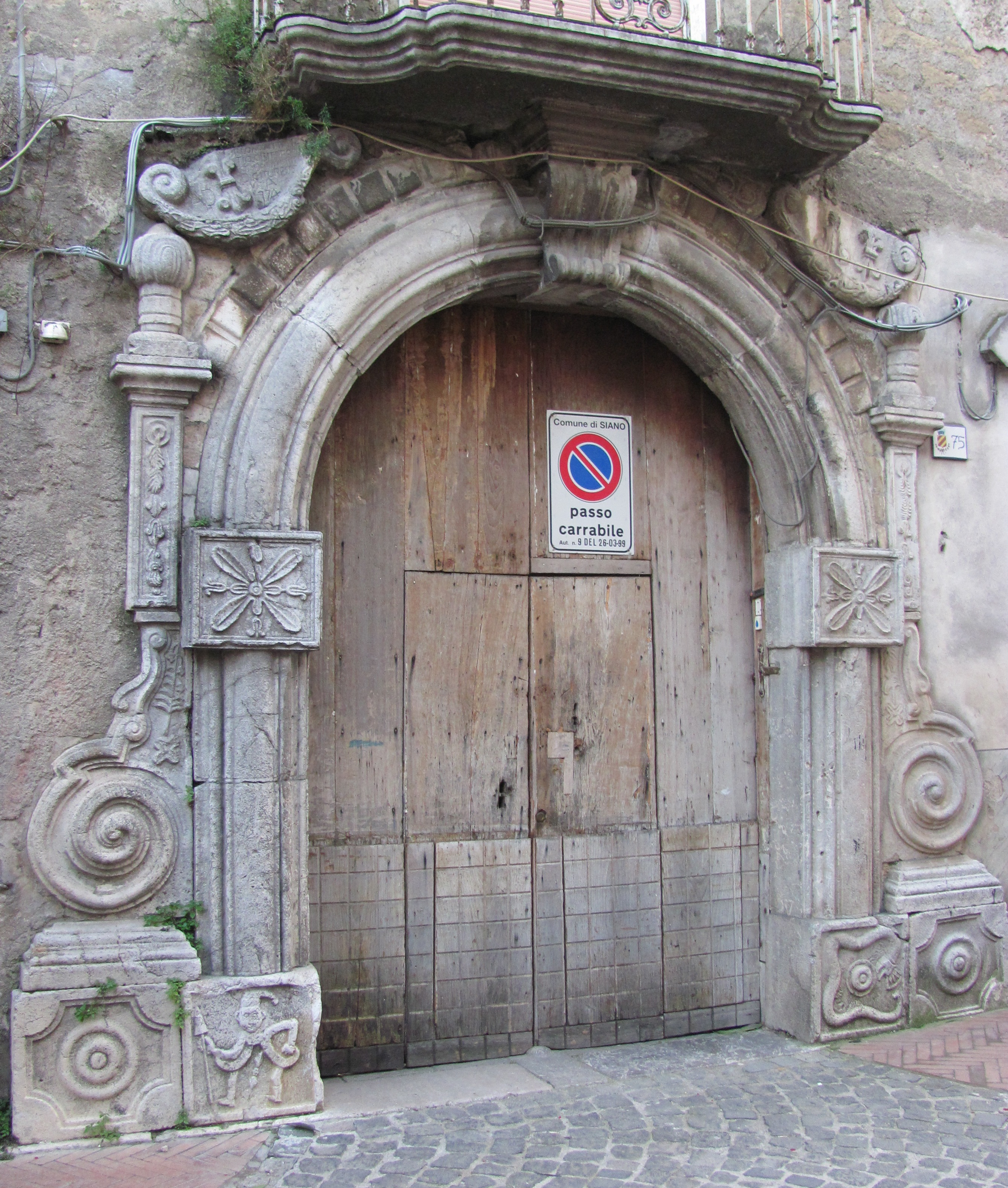
Portale Palazzo Iennaco, via Garibaldi (2010)
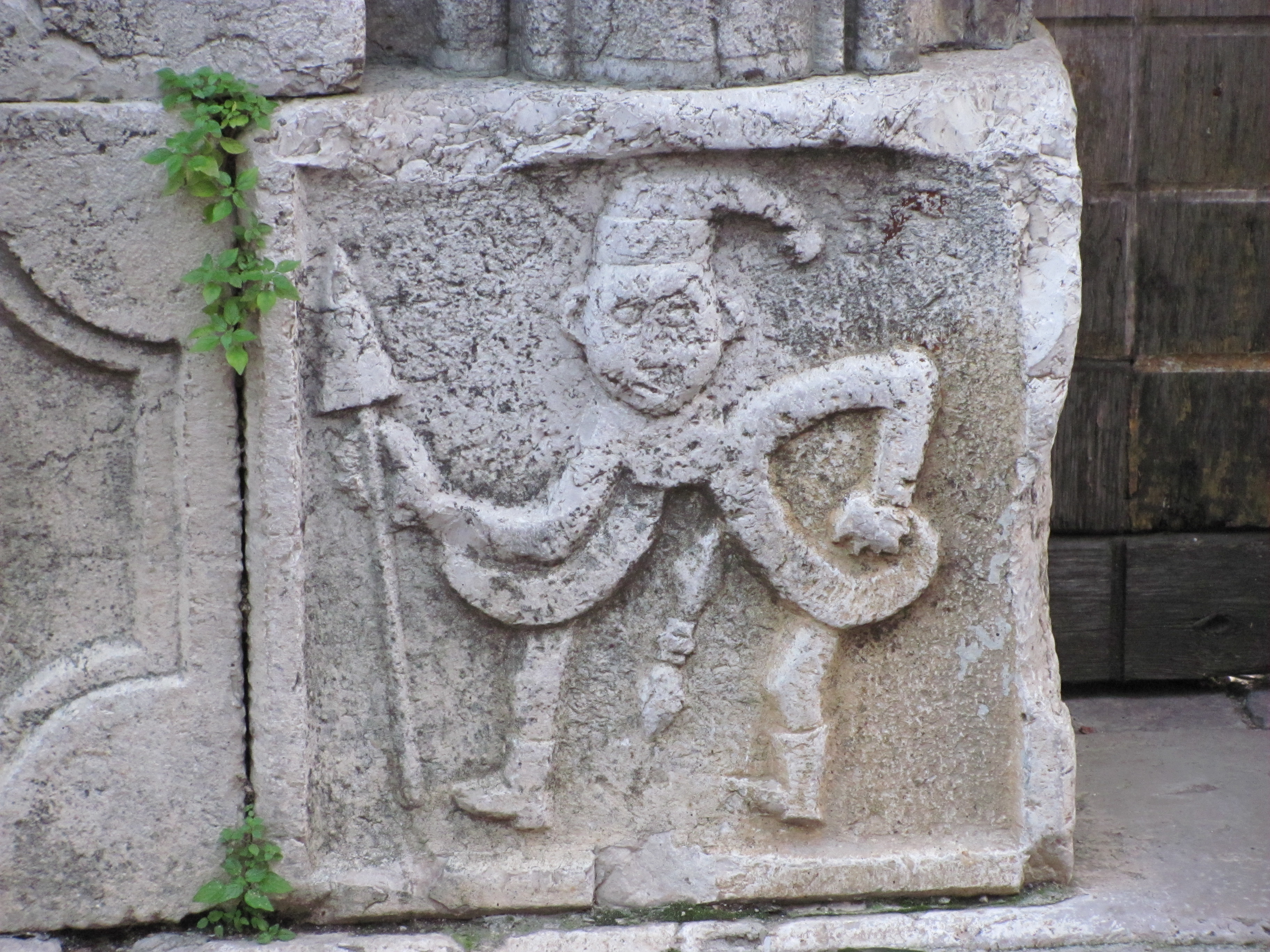
Portale Palazzo Iennaco, via Garibaldi, dettaglio, nano dotato (2010)
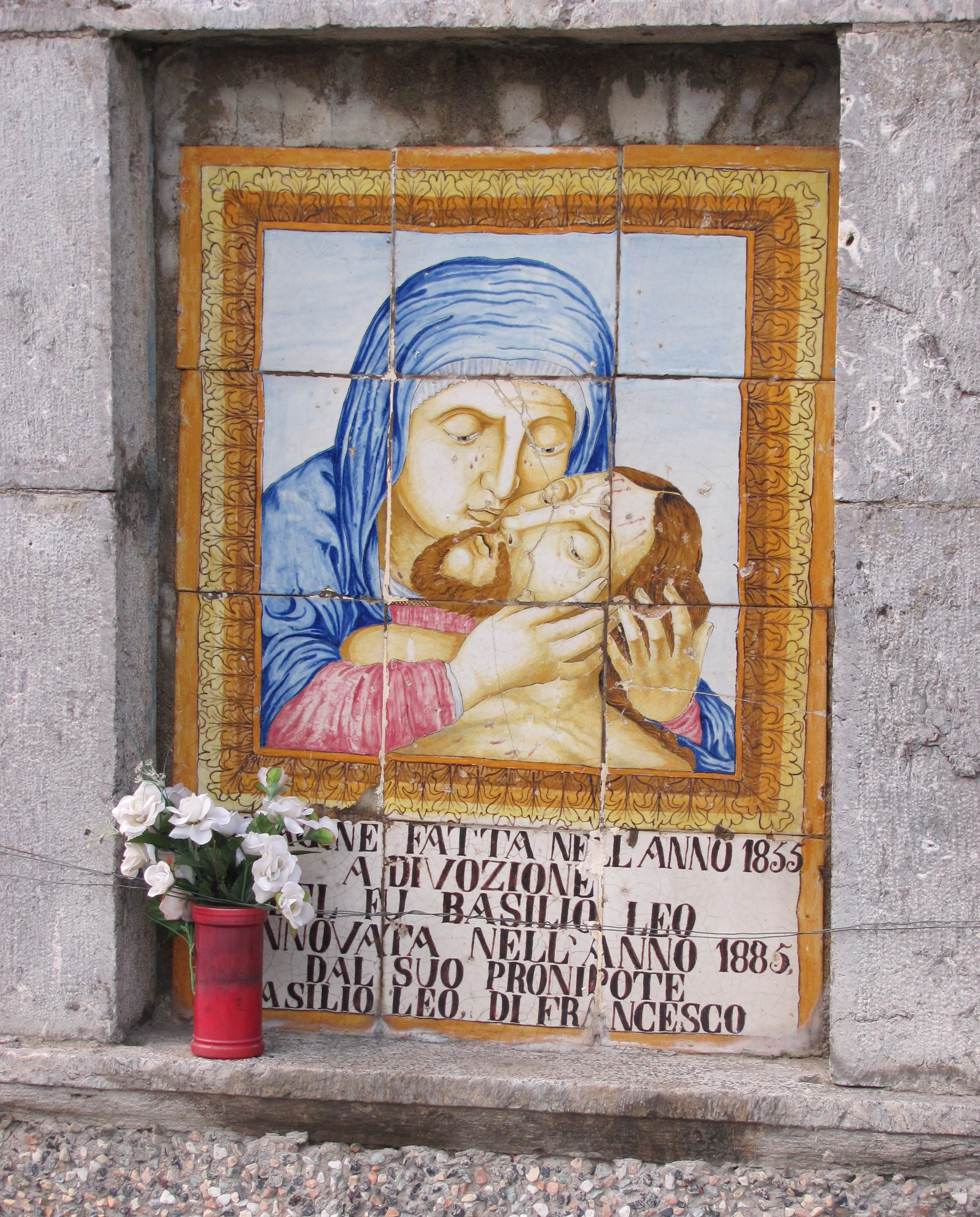
Edicola votiva, via Cortemeola (2010)
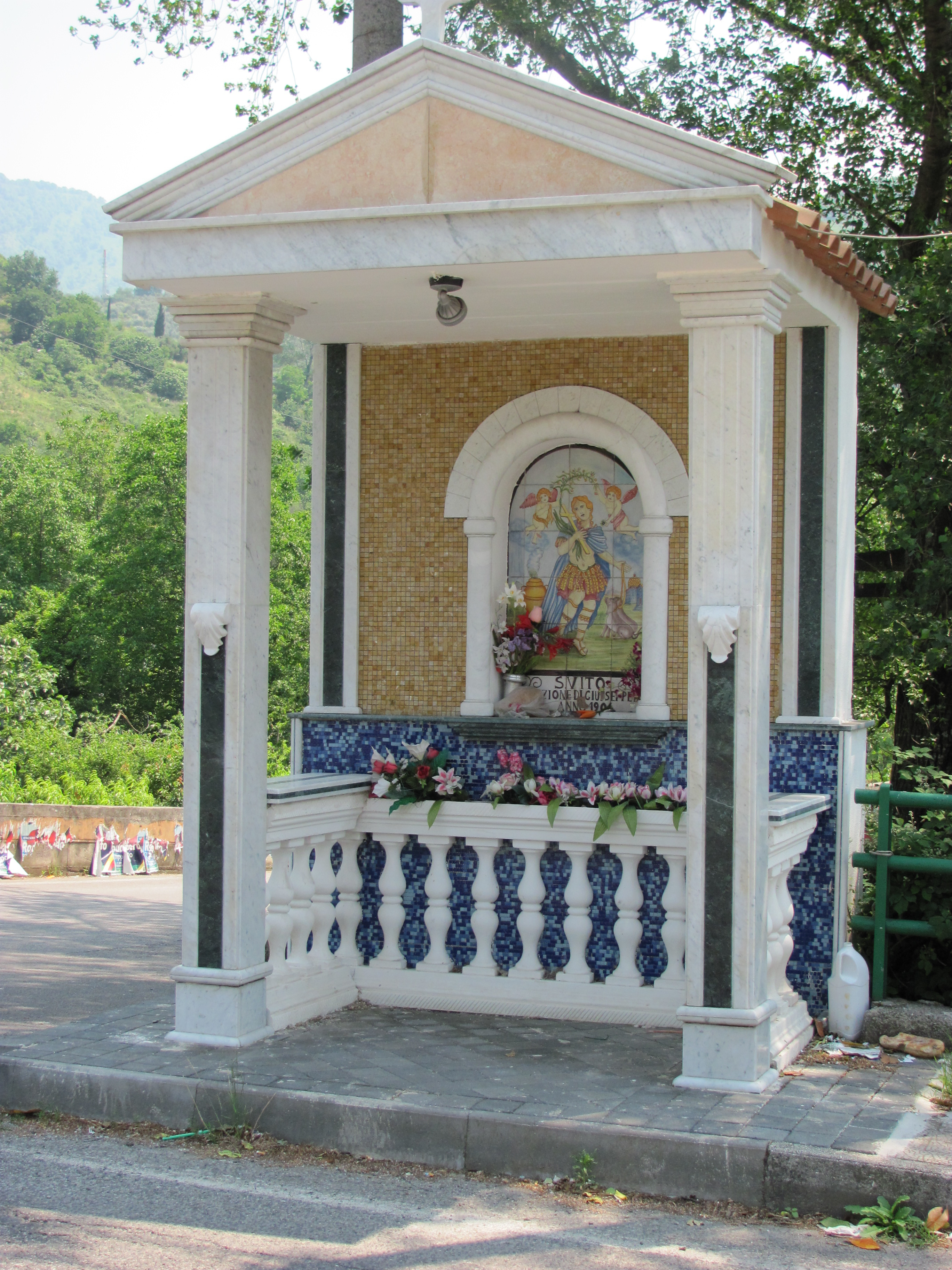
Cappellina ed edicola votiva, quadrivio di via San Vito (2011)
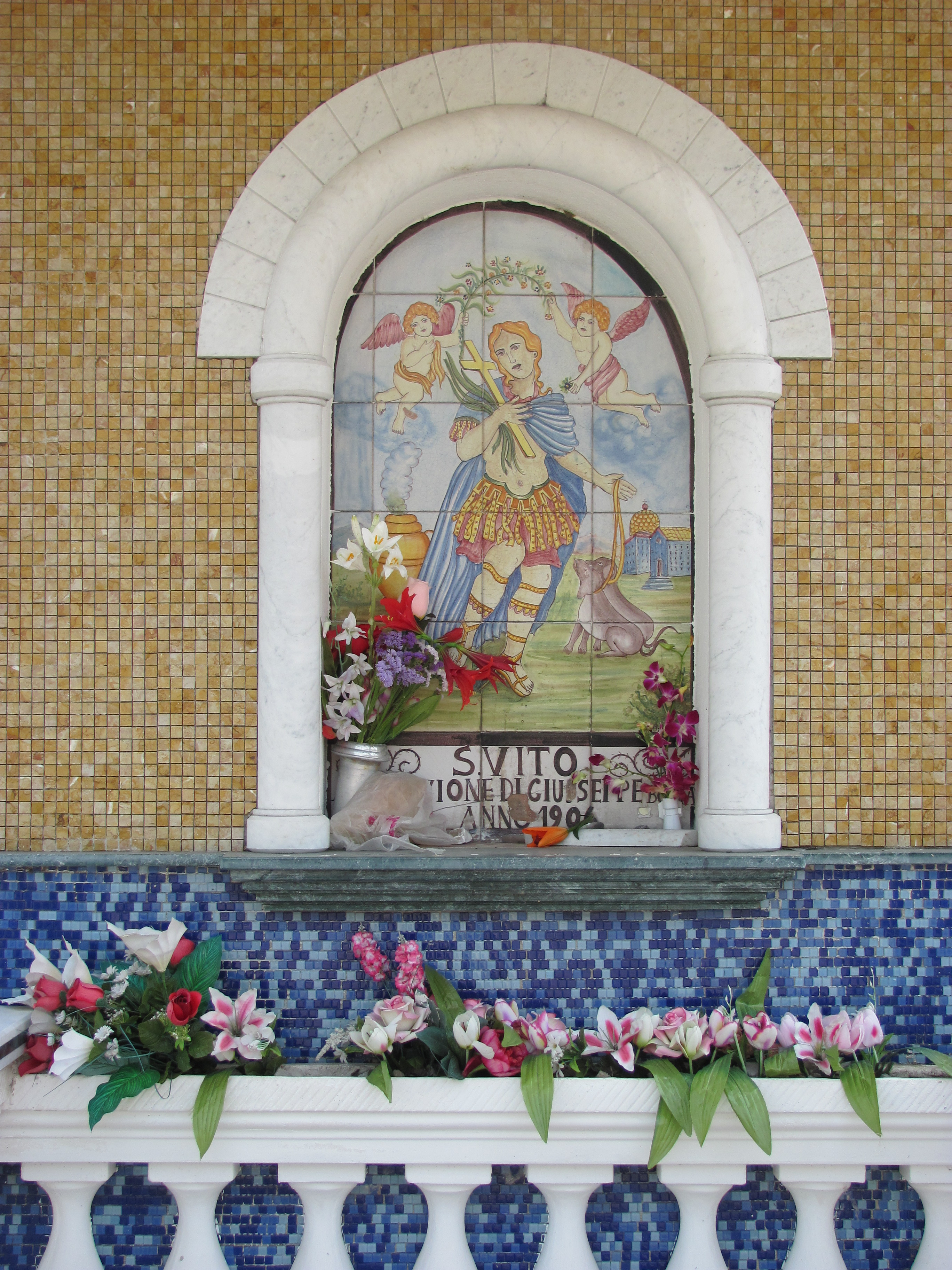
Edicola votiva, quadrivio di via San Vito (2011)
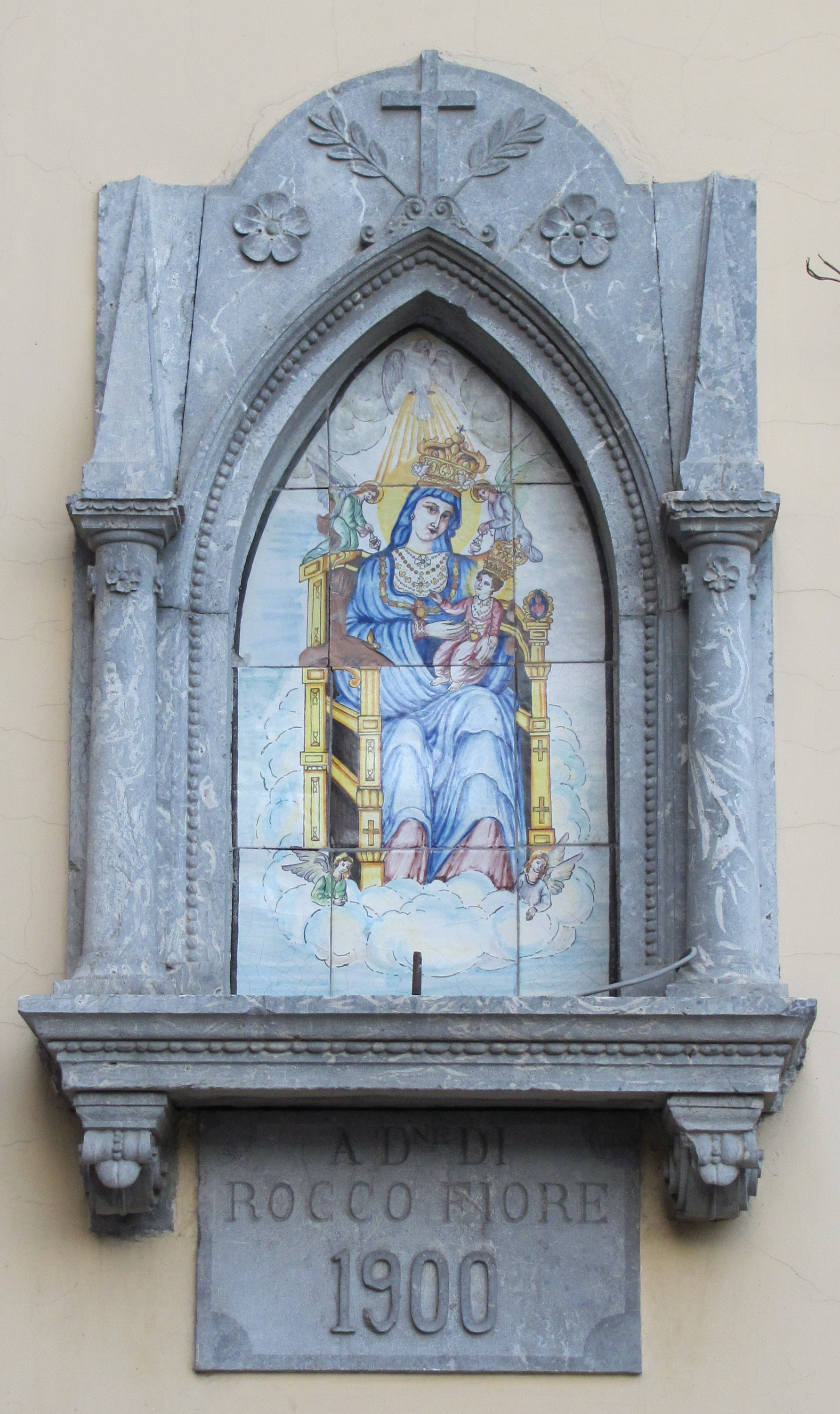
Edicola votiva, via Garibaldi (2010)
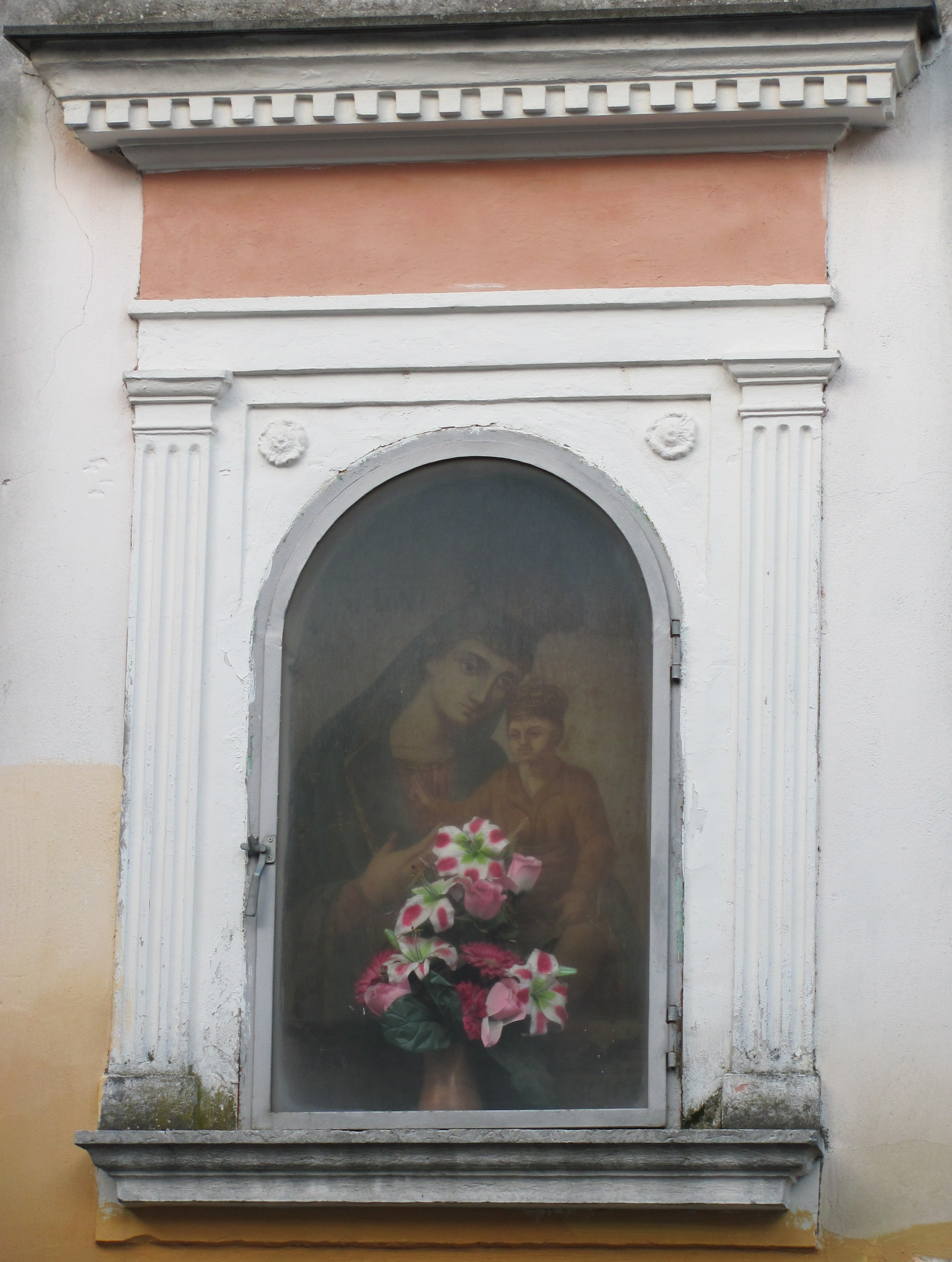
Edicola votiva, via Palmieri (2010)
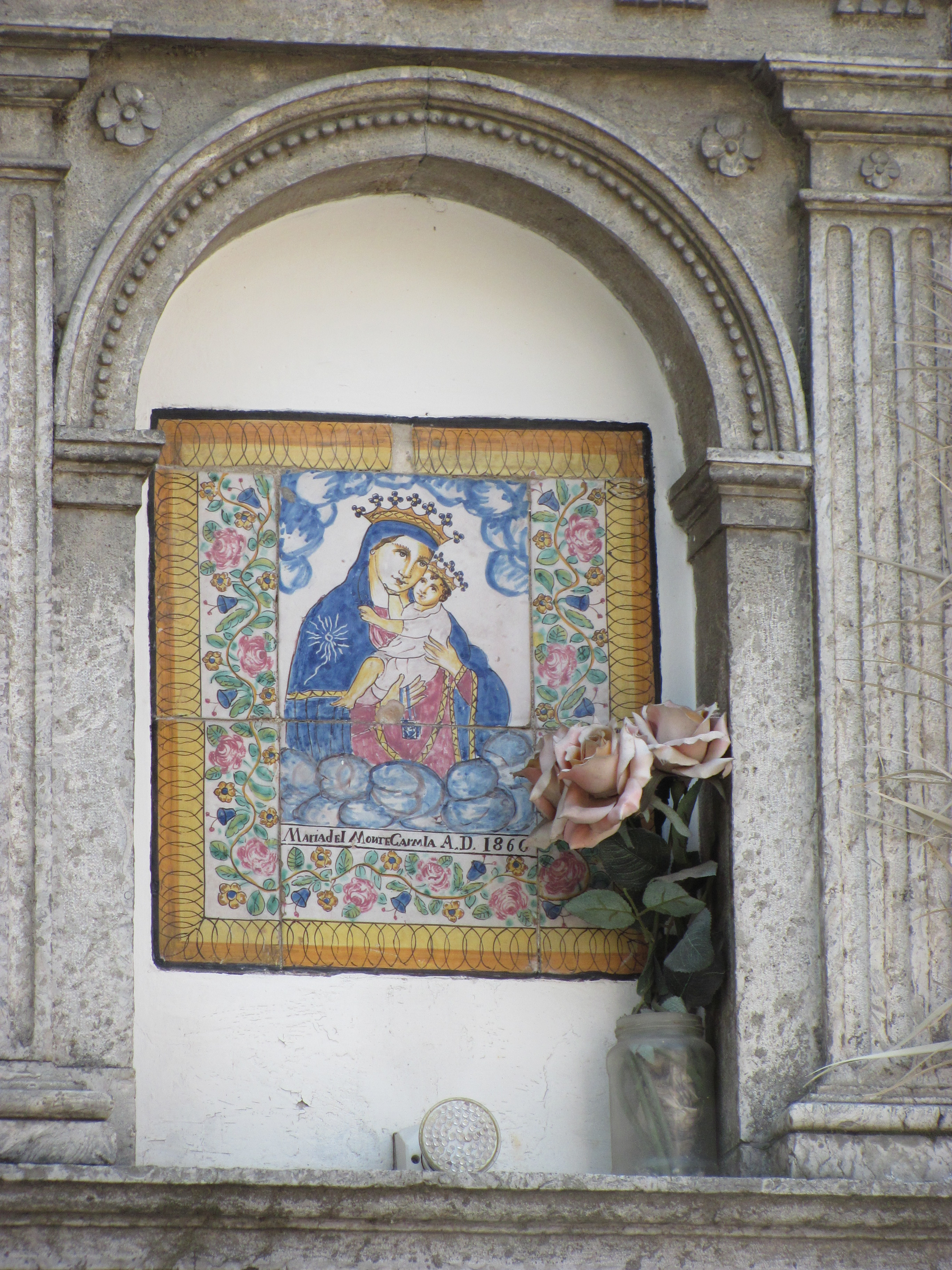
Edicola votiva, via del Sole (2011)
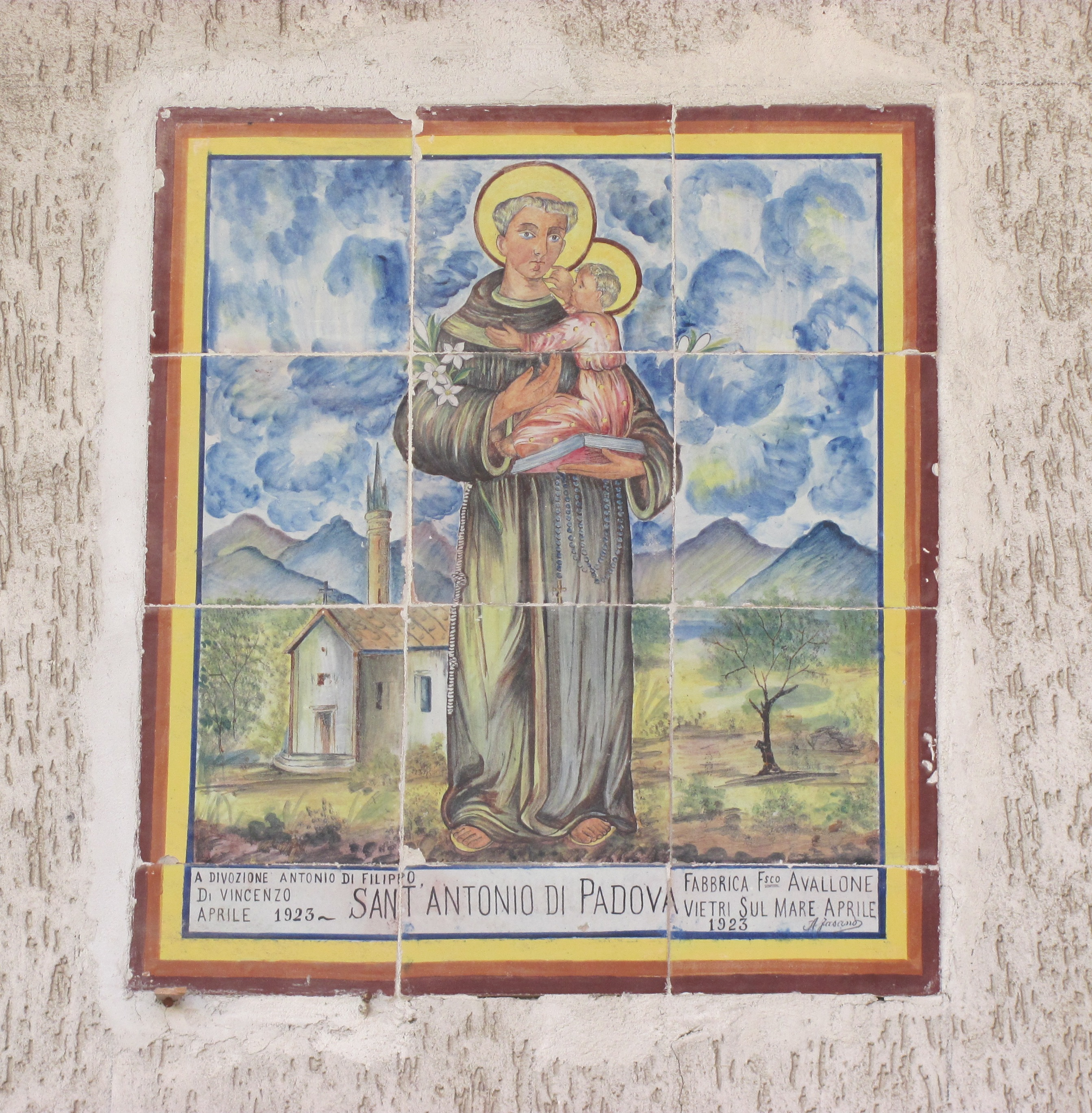
Edicola votiva, piazza Sant'Antonio (2013)
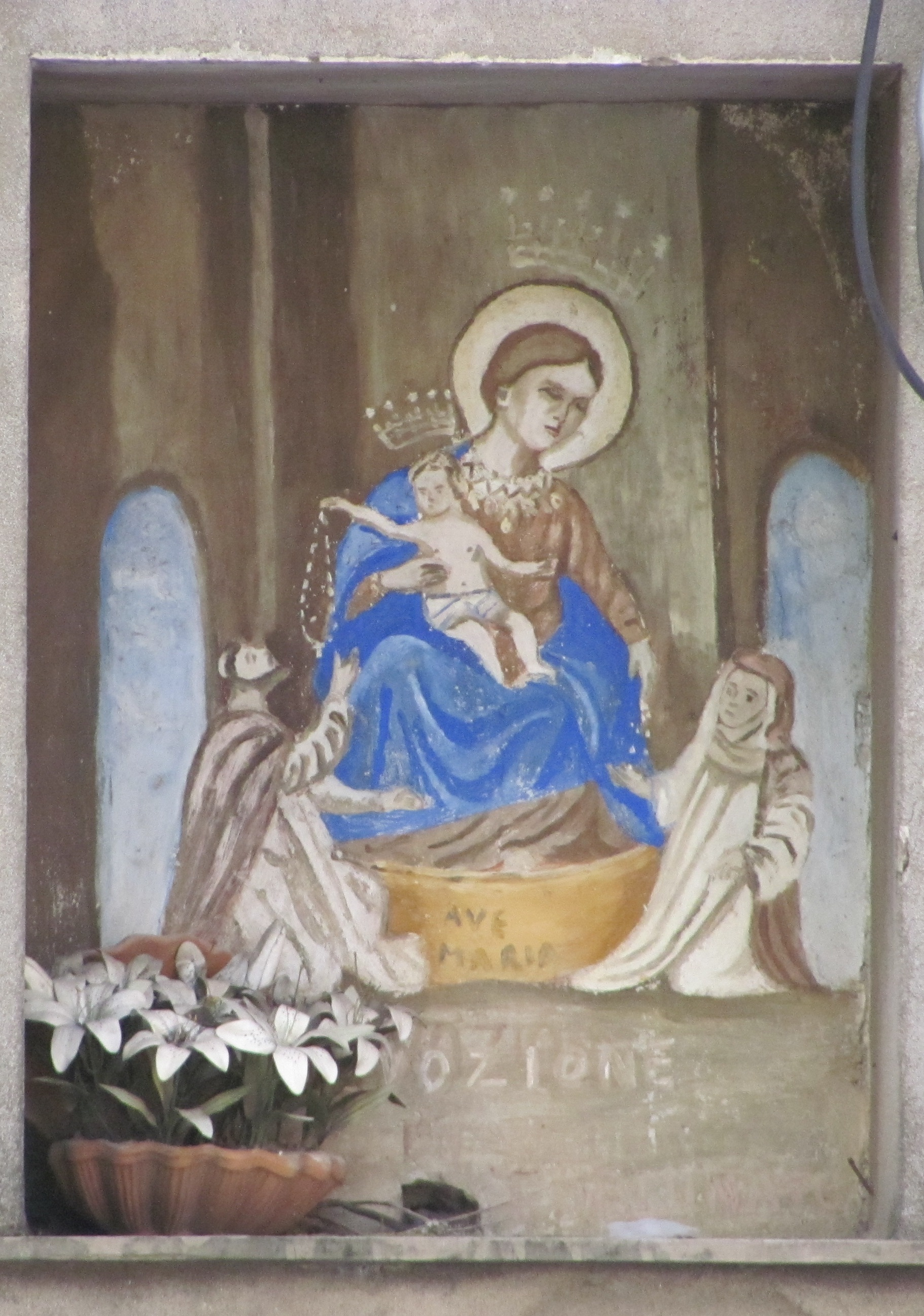
Edicola votiva, via D'Andrea (2013)
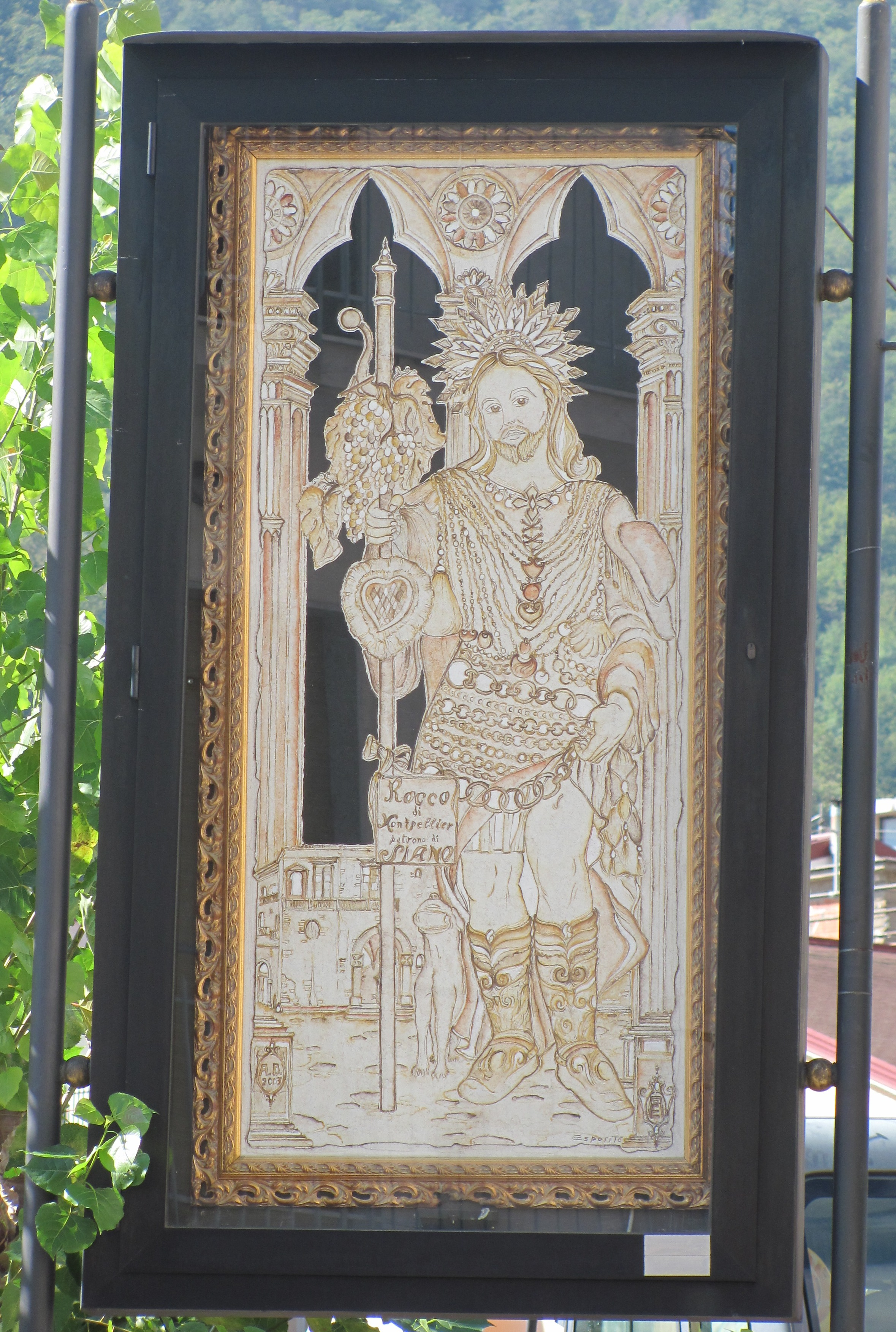
Edicola votiva raffigurante San Rocco,  incrocio tra via Verdi e via Botta (2013)
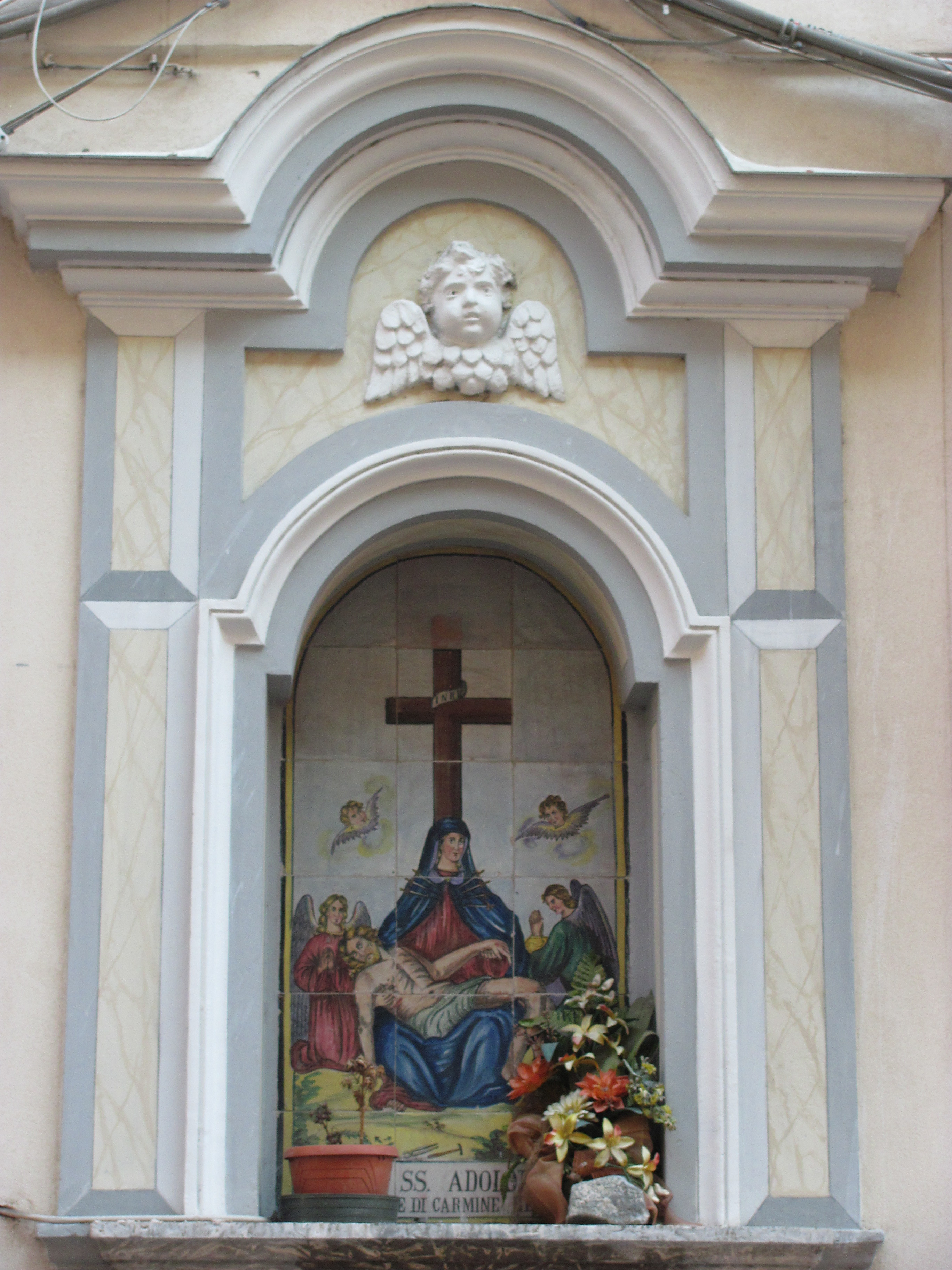
Edicola votiva, via Casa Leo (2013)
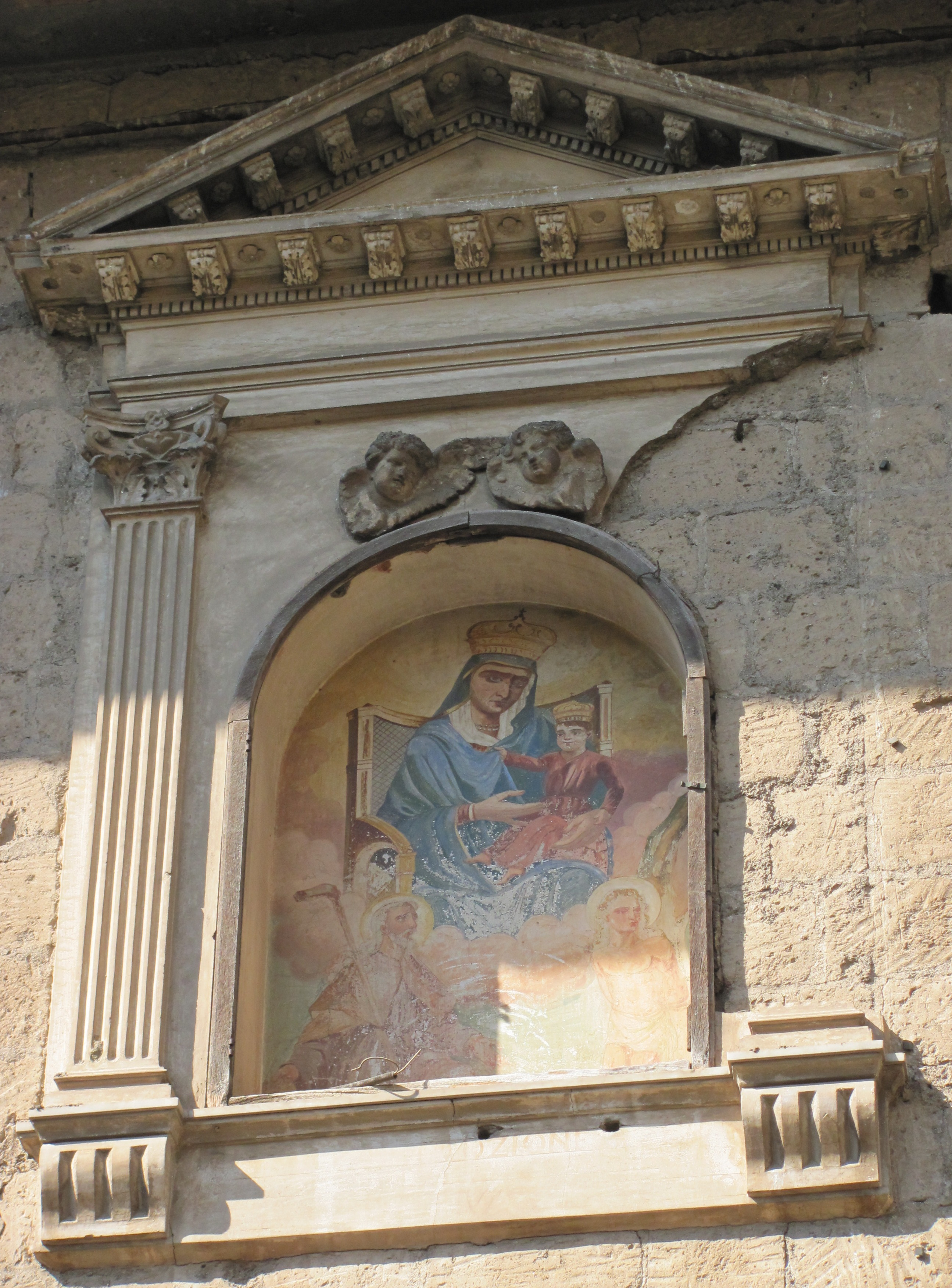
Edicola votiva, via Roma (2013)
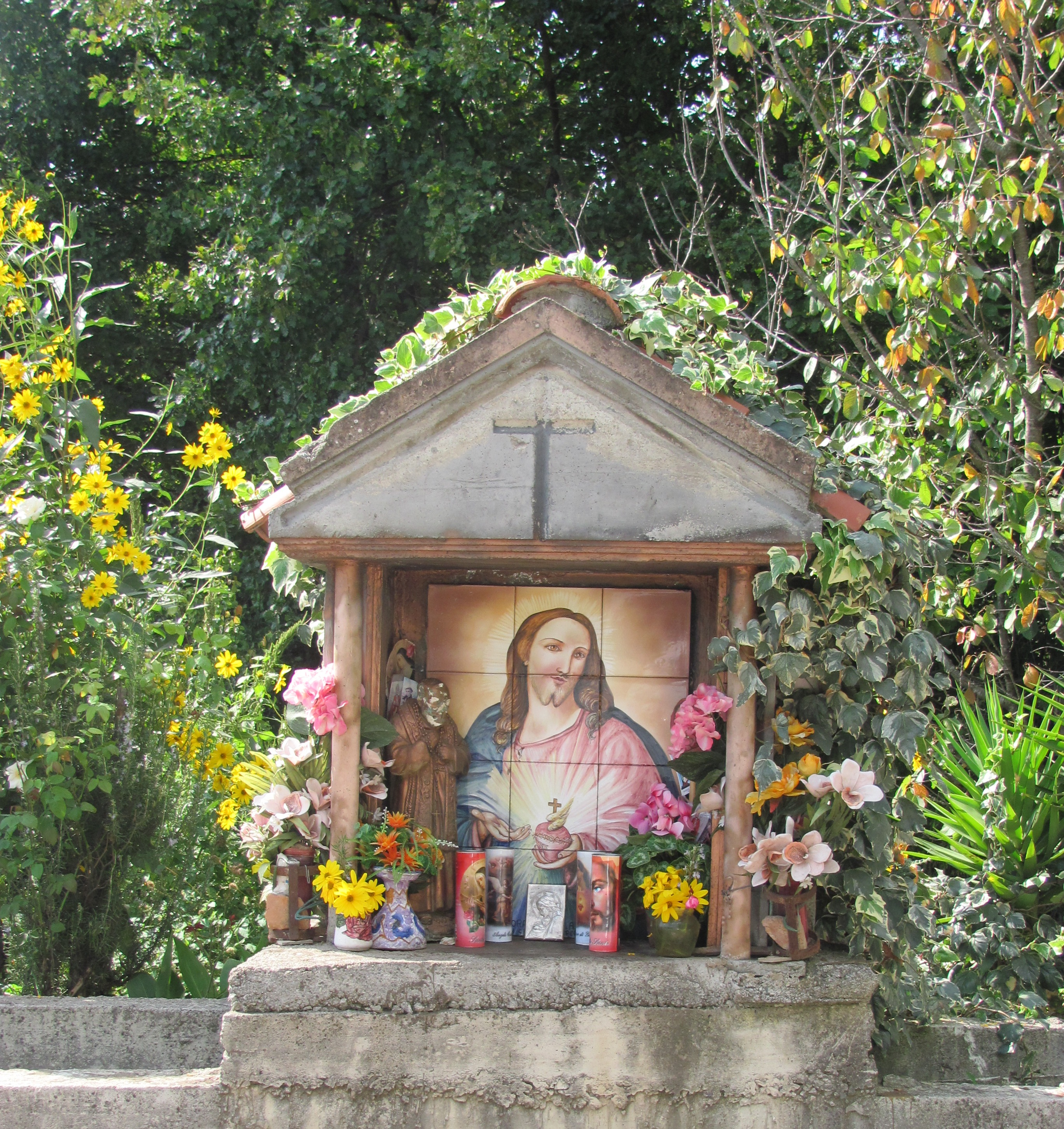
Edicola votiva campestre, strada nuova sotto il monte Le Porche (2013)
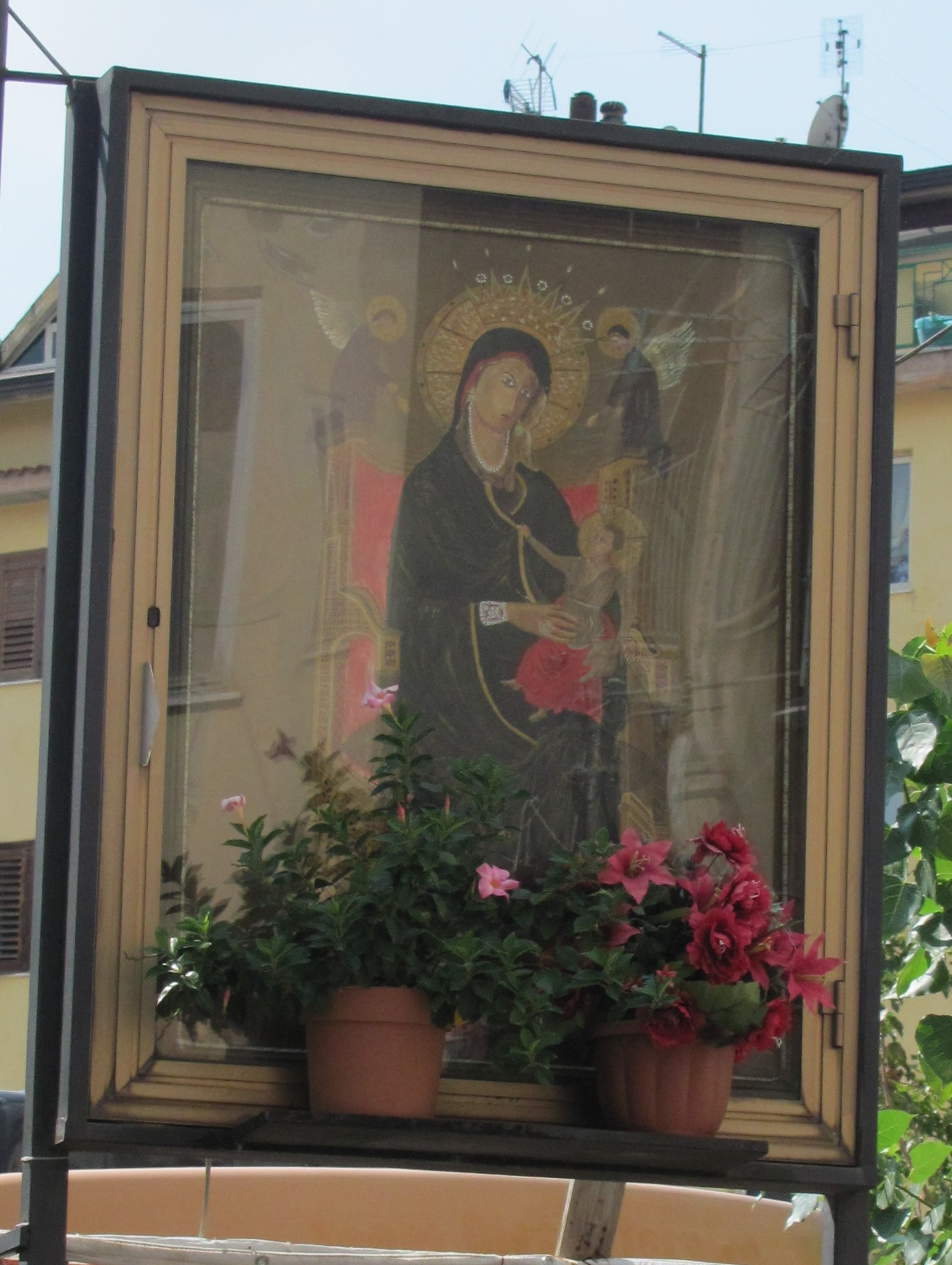
Edicola votiva con Madonna di Montevergine, incrocio via Verdi - via Botta (2013)